# Cultura d'Escòcia

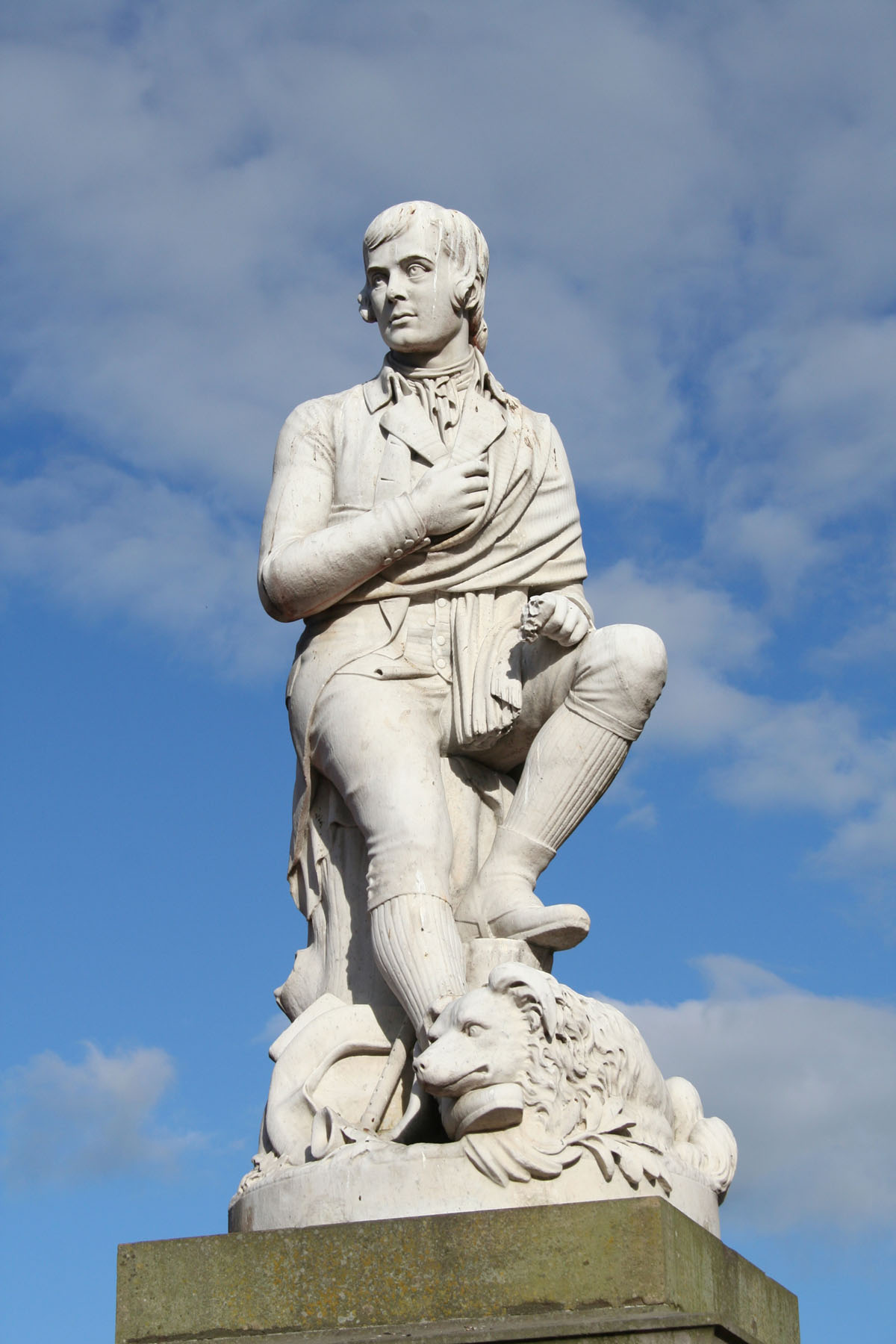
Estàtua del poeta Robert Burns a Dumfries

La cultura escocesa és una síntesi de les cultures —principalment celtes, pictes i angleses— dels diferents pobles que han habitat al país. Els relleus naturals, que delimiten geogràficament les Terres altes, muntanyoses i aïllades, al nord, i les Terres baixes, més obertes als intercanvis culturals i comercials amb Anglaterra, han tingut un paper important en l'establiment del panorama cultural escocès. La història d'Escòcia ha marcat aquesta diversitat d’orígens, per part dels diferents pobles que han habitat el país. Durant l'edat antiga i l'alta edat mitjana, els celtes o gaels, a l'oest, els pictes, al nord, i els britans, al sud, constituïen un mosaic de cultures i llengües, també influïdes per les invasions vikingues. Aquests orígens diversos es reflecteixen encara a principis del segle xxi en les diferents llengües parlades a Escòcia, anglès, scots i gaèlic escocès, així com en les diferents mitologies reflectides en llegendes i creences populars. Des de finals de l'edat mitjana, la unificació política d’Escòcia va comportar una disminució de la diversitat cultural, tot i que la divisió entre les Terres baixes i les Terres altes continua sent molt present actualment.
El sistema de clans va constituir la base de la societat escocesa fins al segle xviii. L'Acta d'Unió va unir Escòcia a Anglaterra el 1707 formant el Regne de Gran Bretanya. Els alçaments, els aixecaments jacobites, van dividir el país entre el 1715 i el 1745, mentre que els filòsofs escocesos de la Il·lustració van participar en gran part del moviment il·lustrat europeu, particularment David Hume i Adam Smith. El 1746, el fracàs de l'últim aixecament jacobita va tenir com a resultat una repressió de diversos símbols nacionals, com el tartà, el kilt o la gaita, i en la desintegració de la societat tradicional. Al segle xix, la revolució industrial, combinada amb els Highland Clearances (moviments massius d’emigració cap al Nou Món) modificarà radicalment el panorama cultural escocès.
En aquest moment la cultura tradicional escocesa va rebre una considerable contribució de la cultura anglesa. Va ser en aquest context que dos grans autors escocesos, Robert Burns i Sir Walter Scott, van celebrar cadascun la singularitat escocesa, que posteriorment es va integrar a la Renaixença escocesa amb matisos més nacionalistes. L'esport també es va desenvolupar amb el futbol que va guanyar ràpidament una gran popularitat mentre que el golf es va anar codificant gradualment.
A principis del segle xxi, el nacionalisme cultural escocès coexistia amb una política d’unitat al Regne Unit, i el patrimoni cultural tenia un pes variable sobre el sentiment de pertinença nacional. Diverses organitzacions públiques i privades asseguren la preservació d’aquest patrimoni, alguns aspectes del qual s'han estès a la resta del món, particularment a Amèrica del Nord.

## Característiques generals

### Influències geogràfiques

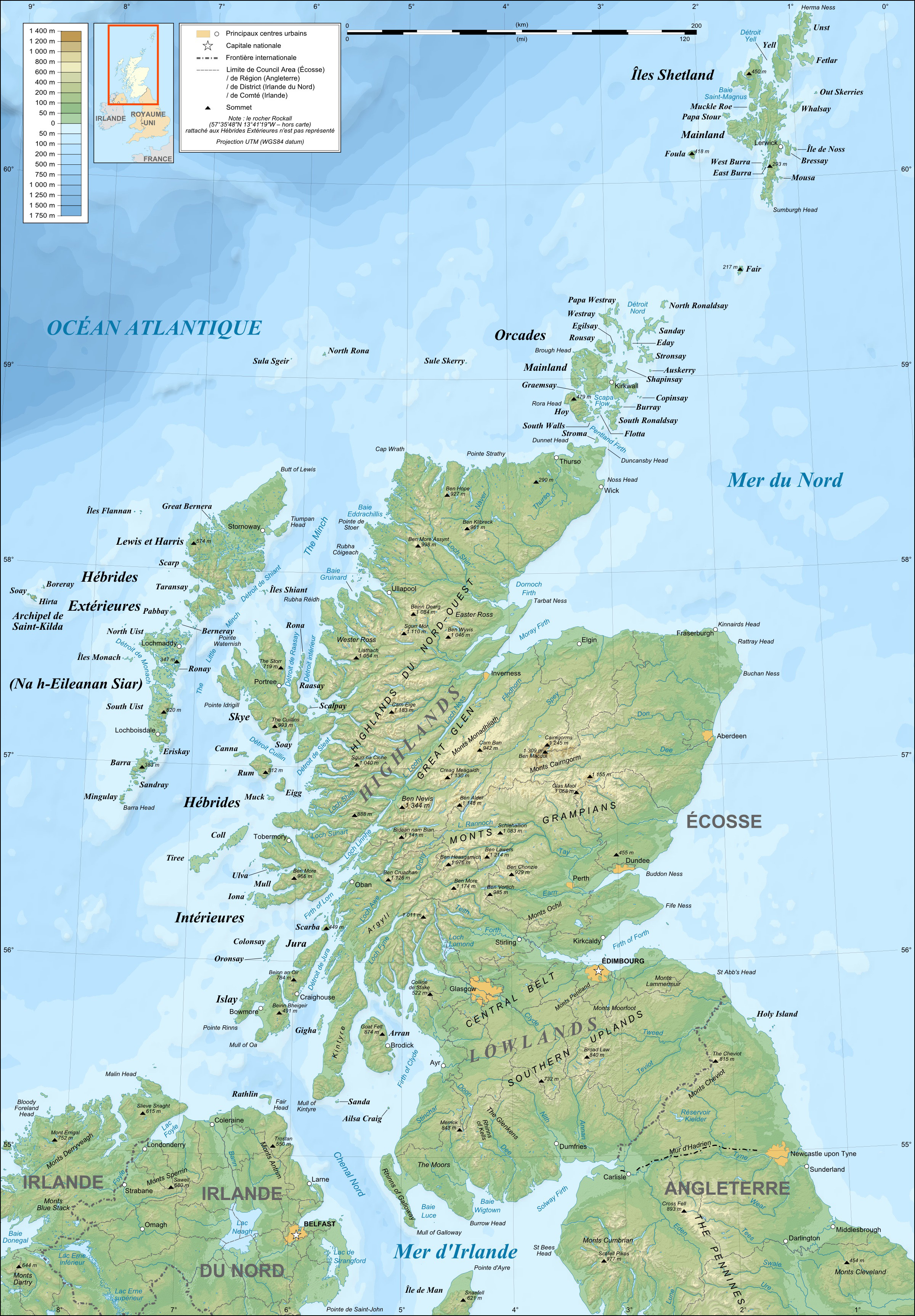
Mapa topogràfic d'Escòcia.

La geografia és una part essencial de la cultura escocesa. De fet, les muntanyes, i particularment la serralada dels Grampians, divideixen el territori entre les Terres baixes, terres fèrtils que van del sud al centre, i les Terres altes, terres més austeres i salvatges al nord. Per als redactors de l'Encyclopédie de Diderot i d'Alembert, la frontera entre les Terres baixes i les altes era al llarg del riu Tay. Si bé els escocesos de les terres baixes han estat històricament agricultors o comerciants i després industrials i obrers, els de les Terres altes tenien una tradició més bèl·lica, estaven organitzats en clans, i eren petits agricultors i caçadors. La filosofia també era diferent: l'estructura i la pertinença al clan eren motiu d’orgull a les Terres altes, mentre que les possessions materials tenien prioritat a les Terres baixes. Finalment, el gaèlic escocès era present a les Terres altes i encara hi roman a la part nord-oest, mentre que l'escocès o scots es parlava a les Terres baixes.
El contrast cultural entre els habitants de les Terres altes i les Terres baixes ja el va notar des de principis del segle xviii els viatgers anglesos que observaven les diferències de llengües, religió i forma de vida entre aquestes poblacions poc en contacte entre elles. El 1775 Samuel Johnson va comentar: 
| «                                                                    | Pels habitants del sud d'Escòcia, la configuració de les muntanyes i les illes és tan desconeguda com la de Borneo o Sumatra: n’han sentit a parlar de tots dos una mica i n’endevinen la resta. Són estrangers en llengua i costums. | » |
| — Samuel Johnson, A Journey to the Western Islands of Scotland, 1775 | |   |

Mentre que en l’època de la Renaixença, els habitants de les Terres baixes van veure els de les Terres altes com a mandrosos i criminals, la seva visió va canviar dràsticament a finals del segle xvii, ja que les Terres altes es trobaven al centre l'escena política després dels aixecaments jacobites, llavors culturals. Al mateix temps, el terme gaèlic sassenach («saxó»), utilitzat durant molt de temps pels habitants de les Terres altes per designar tant els habitants de les Terres baixes com els anglesos, va canviar de significat i es va restringir només pels anglesos. Els habitants de les Highlands es van convertir en els principals representants d'Escòcia com a nació, tal com va resumir el professor Roderick Watson de la Universitat de Stirling:
| « | Tot el que el visitant ocasional associa a Escòcia (kilts, gaites, muntanyes i clans) prové de la minoria gaèlica, tot i que generalment sigui promogut pels de les Terres baixes. | » |

### Influències històriques

#### Gaels, pictes i britans

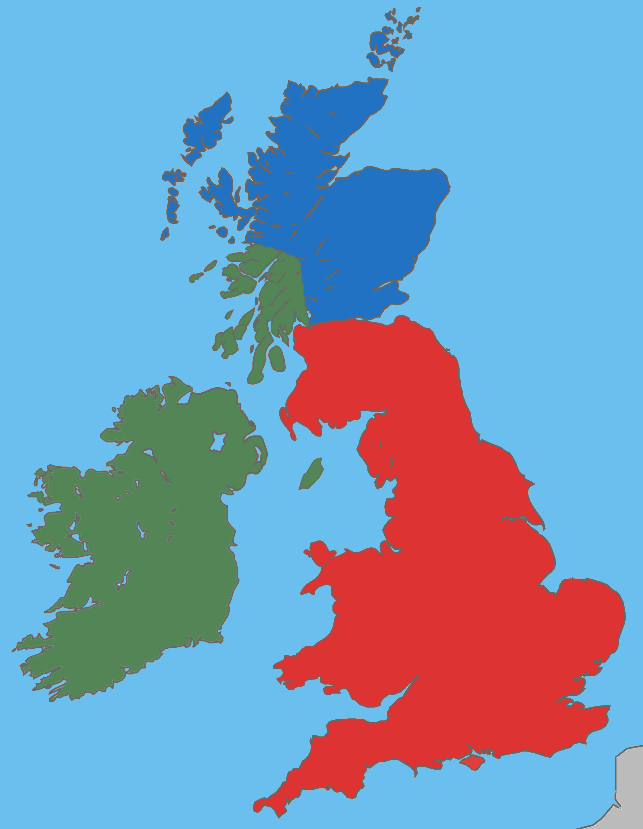
Mapa dels pobles a mitjan segle V. De color verd, els gaels, de blau els pictes i de vermell els britans.

Els celtes provenien del Danubi i es dividien en dos grups culturals i lingüístics: els gaels, que parlaven una llengua del grup cèltic-Q, i els britòfons com els brigants que vivien al sud d’Escòcia i parlaven una llengua del grup Cèltic-P. Els historiadors grecs descriuen els celtes com guerrers d’alçada alta, amb ulls blaus i bigotis, que portaven grans capes amb els cabells pentinats cap enrere. L’herència dels gaels prové principalment de manifestacions cristianes, com el Llibre de Kells, o les decoracions retorçades i entrellaçades que acaben en animals o caps humans coneguts a través de les creus celtes. També en la literatura, els primers poemes en gaèlic que ens han arribat són religiosos. Així doncs, el nord-oest d’Escòcia, on es va establir el regne de Dál Riada, té un llegat celta important. El segon grup, principalment al nord-est, el formen els pictes, que són considerats els descendents més probables d’un poble autòcton de l’illa barrejat amb britòfons. El seu patrimoni es troba a les pedres pictes i en les fortificacions anomenades broch. La influència de la seva cultura és menys persistent, ja que van haver de deixar pas als gaèlics i escandinaus al segle ix; aquests últims tindran una empremta cultural duradora a les illes Hèbrides i a les Orcades. Finalment, el sud d'Escòcia era dominat pels britans: al sud-oest, el regne gal·lès de Gododdin conegut pel poema Y Gododdin, i al sud-est els Angles del Regne de Northúmbria. A diferència de la resta d’Anglaterra, Escòcia va estar poc marcada per la cultura llatina, ja que els romans, després d’haver conquerit Anglaterra cap al 45 dC, es van assentar al sud del mur d’Adrià. No obstant això, l'arribada de la llengua llatina marcà l'inici de la història escrita d'Escòcia amb l'ús de l'alfabet portat pels romans; a partir d'aquest moment, s'utilitzarà el llatí per escriure les cròniques, en obres com el Scotichronicon de John de Fordun.

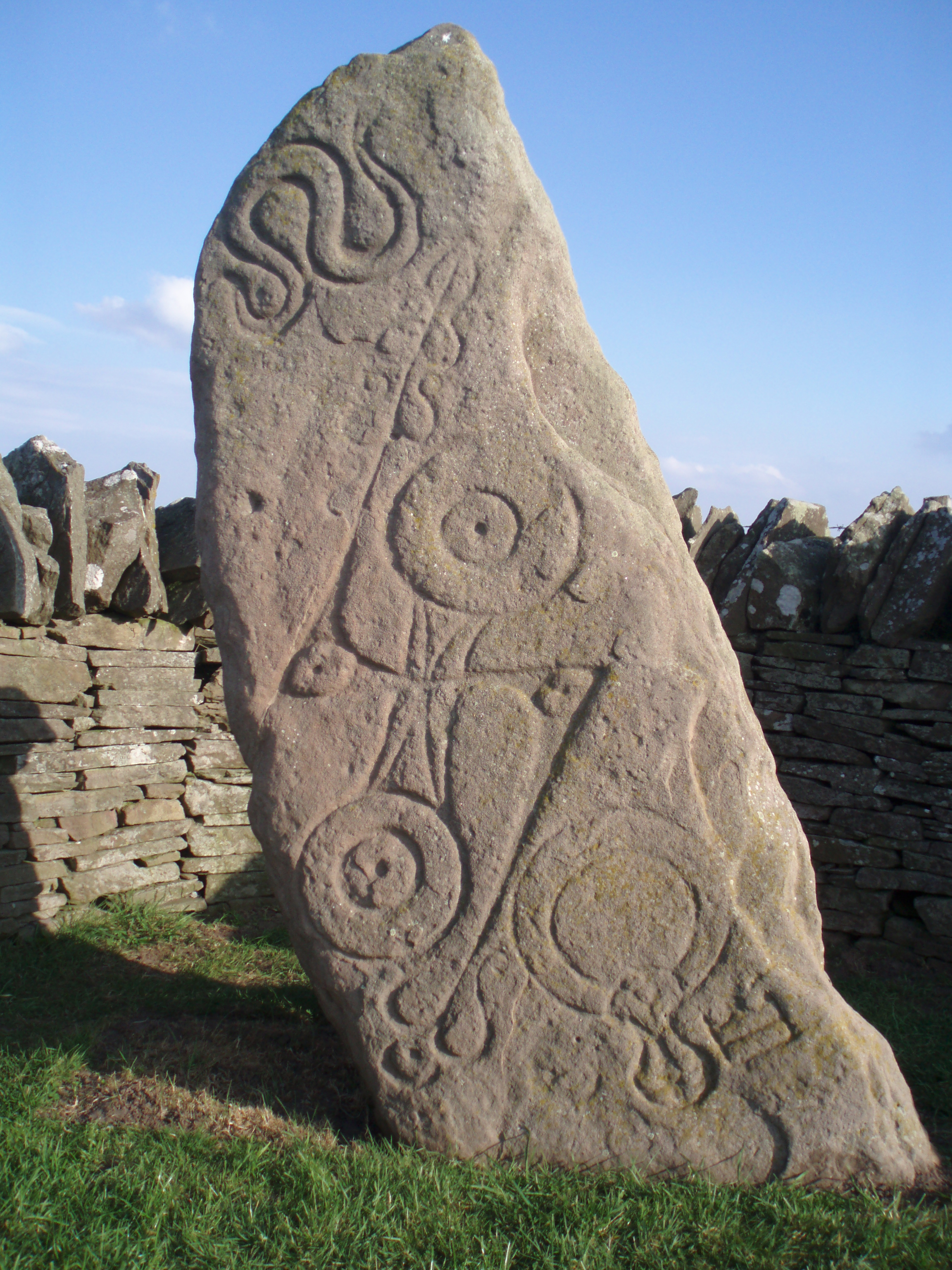
Pedra picta esculpida.

Al segle ix, Kenneth MacAlpin es va convertir en rei dels gaels i dels pictes. Els seus descendents segons la tanistria (el sistema per heretar títols i terres), la casa d’Alpin, regnaran fins al 1034 i el terme scotia que designava tant Irlanda com Escòcia comença a fixar-se per referir-se al nord de l’illa de Bretanya. La descendència quedà estroncada temporalment per Macbeth, mormaer de Moray, i fou restaurada més tard per Malcom III de la casa de Dunkeld, que romandrà al tron fins al 1286. Mitjançant matrimonis, els anglo-normands van guanyar influència i van construir molts edificis mentre que la seva llengua substituïa el gaèlic al sud i a l'est, de manera que es començava a establir la frontera entre les Terres baixes i les Terres altes. Aquesta llengua donarà lloc a l'escocès que, al segle xiv, van guanyar el domini a les Terres baixes: per exemple, el poeta de parla escocesa William Dunbar va dir al seu company Walter Kennedy, procedent d’una zona de cultura gaèlica (Gàidhealtachd), que parla una llengua inferior. L'escocès manlleva la gramàtica i el vocabulari del gaèlic, amb algunes paraules ben conegudes de la cultura escocesa: whisky i loch. Altres manlleus provenen del nòrdic antic dels víkings al nord, com ara kirk per dir «església», o de l'anglonormand amb paraules com per exemple ashet («assiette» en francès) per dir «plat».

#### Influència francesa: l'Auld Alliance
El 1295 John Balliol i Felip el Bell van signar a París l'Auld Alliance (o Ald Allyance; en gaèlic escocès: An Seann-Chaidreachas), una aliança entre França i Escòcia. Originalment va ser només un acord militar, però també va obrir el camí a nombrosos intercanvis culturals i comercials. A partir del segle xiii, França va acollir nombrosos escocesos, sobretot estudiants. De fet, el carrer dels escocesos (en francès Rue des Écossais) de París, va rebre aquest nom a causa del gran nombre de comerciants escocesos que hi tenien parades.
La influència francesa a Escòcia arribarà al seu punt màxim al segle xvi, quan Maria de Guise era regent d'Escòcia mentre que la seva filla Maria Stuart, reina d'Escòcia, era l'esposa del rei de França Francesc II. Va ser en aquest moment en què es van importar a França les danses tradicionals escoceses.
El 1560 quan es va trencar la «Vella Aliança» amb la signatura del tractat d'Edimburg. Alguns elements es van mantenir, com la guàrdia escocesa dels Reis de França (fins al 1791). El 1589, Enric IV encara tenia seixanta cavalleries escoceses al seu exèrcit i estava envoltat de consellers escocesos, com els seus predecessors. Cinc anys després va assegurar a Jaume I d'Anglaterra (Jaume VI d'Escòcia) el seu desig de mantenir l'aliança franco-escocesa.
Així, el final de l'Auld Alliance no va marcar la desaparició de les relacions culturals entre Escòcia i França, que van estar marcades, entre altres coses, per nombrosos matrimonis entre les dues nobleses. Al mateix temps, era habitual que els joves escocesos de la noblesa anessin a França per completar la seva formació, mentre que la Universitat de Saint Andrews atreia estudiants francesos.
El 1707, l’Acta d’Unió, que va signar la unió d’Escòcia, Anglaterra i Irlanda en el si del Regne Unit, va marcar una disminució dels intercanvis a causa de les diferències polítiques entre els dos països. Tot i això, el segle xviii, el segle de la Il·lustració, també va ser una època intercanvis culturals importants com mostra l'estada de Jean-Jacques Rousseau a casa de David Hume. Les idees de Thomas Reid van tenir una influència duradora en els pensadors francesos; els seus textos seran presents de manera regular al batxillerat francès fins a finals del segle xix.

#### Conseqüències dels aixecaments jacobites

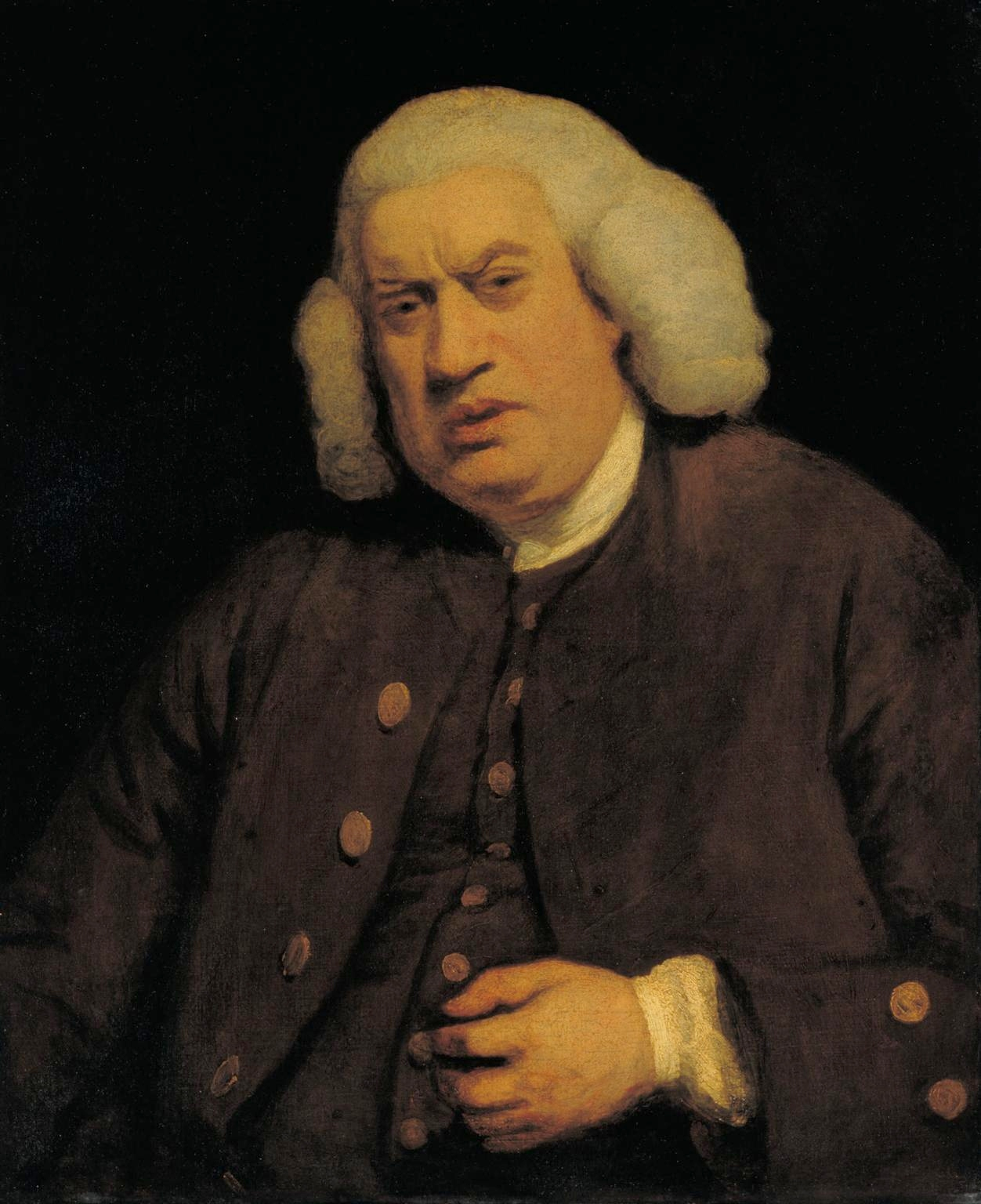
Retrat de Samuel Johnson fet per Joshua Reynolds.

El 1703 Martin Martin va ser el primer a intentar descriure la civilització de les Highlands tal com la coneixia a través del seu llibre A Description of the Western Isles of Scotland.
El 1707, l'Acta d'Unió va unir Escòcia amb els regnes d'Anglaterra i Irlanda dins del Regne Unit; l'aixecament jacobita dividirà el país entre els anys 1715 i 1745. Després de la derrota de la batalla de Culloden, la Dress Act de 1746 va intentar eliminar tots els símbols nacionalistes escocesos i es castigà amb presó o deportació a les colònies portar kilt, tartà o qualsevol altra peça tradicional escocesa. El sistema dels clans es va desintegrar i els caps van ser assimilats a l'aristocràcia britànica i sovint van abandonar les seves terres per anar a viure a Londres. Segons l'historiador Bernard Cottret, «la unió dels regnes mai no ha equivalgut a l'assimilació total», tot i el centralisme polític, però, considera que el sobirà és un factor d'unitat més gran que una organització parlamentària i política compartida durant molt de temps.
Samuel Johnson i James Boswell van viatjar per Escòcia el 1763 i d'aquest viatge en sortirà el llibre A Journey to the Western Islands of Scotland, publicat el 1775. L’obra té com a objectiu discutir els problemes i conflictes socials que afecten el poble escocès, però també elogiar moltes facetes úniques de la societat escocesa com una escola per a sordmuts a Edimburg. Johnson també utilitza aquesta obra per participar en una discussió sobre l’autenticitat dels poemes d'Ossian traduïts per James Macpherson: segons ell, no poden ser traduccions de la literatura escocesa antiga perquè «en aquest temps no s'havia escrit res en gàidhlig».

#### Desplaçaments i revolució industrial

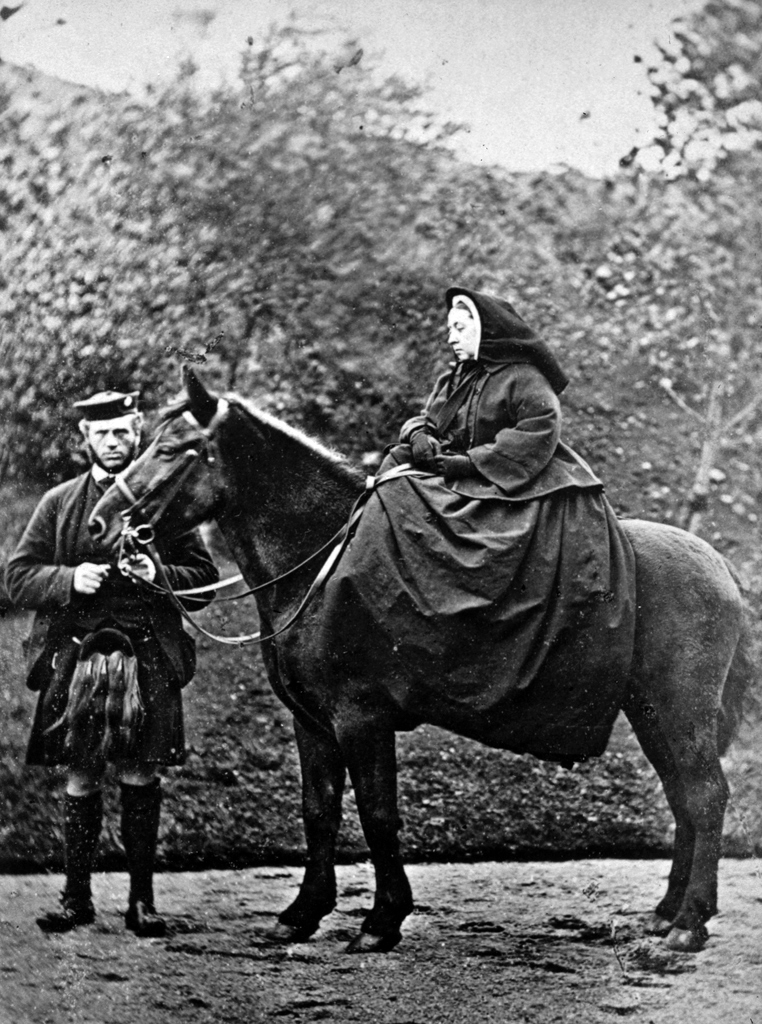
La Reina Victoria a Balmoral (George Washington Wilson, 1863)

A partir de 1792, les Highland Clearances —onades d’emigració i desplaçament de la població rural, primer lliures, després forçades— afectaran greument la demografia escocesa. La cultura també es vegué afectada per la substitució de noms gaèlics per noms anglesos amb pronunciació similar: per exemple, MacMhuirich es converteix en Curry. La visita a Escòcia del rei Jordi IV el 1822, organitzada per Sir Walter Scott, marcarà l'inici de la Renovació celta a Escòcia, tanmateix, aquesta afectarà principalment les classes altes. En aquest moment a Escòcia es posà de moda; era el moment de la publicació de les novel·les de Walter Scott. La cultura tradicional escocesa ha disminuït considerablement des de finals del segle xvii.
Amb la revolució industrial, les Terres baixes s'acostaran a Anglaterra, sota l’impuls de nous intercanvis econòmics i industrials, mentre que les Terres altes, més aïllades geogràficament, es beneficiaran menys de la riquesa econòmica de l’època. Els grans terratinents —caps de clan que s'han convertit en administradors— intensificaran els desplaçaments de la població a causa de la substitució de les petites granges dels seus dominis per vastes explotacions d’ovelles o reserves de caça.
El que van començar els desplaçaments, ho va acabar la Primera Guerra Mundial. Hi havia un gran nombre d’escocesos entre els milions de morts, i això va afectar molt la resta de població de parla gaèlica. El cens de 1921, el primer que es va dur a terme després del final de la guerra, va mostrar una disminució significativa de la població de parla gaèlica. Així, la seva proporció havia baixat fins al 34,56%.

### Dades lingüístiques
L'anglès i el gaèlic escocès són les dues llengües oficials d'Escòcia. L'escocès té l'estatus de llengua regional i també té reconeixement per la Carta europea de les llengües regionals o minoritàries.

#### Anglès escocès
L’anglès escocès és la varietat regional de l'anglès que es parla a Escòcia, coneguda en anglès com a Scottish English o Scottish Standard English. És la llengua escrita habitual a Escòcia en textos no literaris. No s'ha de confondre amb l'escocès o scots, una llengua germànica propera a l'anglès modern però diferent amb algunes diferències. Tot i que els dos noms s'han utilitzat sovint indistintament, actualment s'opta per distingir-los.
L’anglès escocès és el resultat de la interferència lingüística entre l'escocès i l'anglès a partir del segle xvii. El canvi de molts parlants d’escocès a l’anglès va suposar la transferència d'elements fonològics i semàntics, així com fenòmens d'hipercorrecció. L'ortografia, la puntuació i la gramàtica de l'anglès escocès generalment segueixen l'ús de l'Oxford English Dictionary. L’anglès de les Terres altes es diferencia una mica de l’anglès de les Terres baixes perquè reflecteix una major influència fonològica, gramatical i lèxica de la llengua del substrat, el gaèlic escocès.
Tot i les variacions regionals i socials, l’anglès escocès posseeix una sèrie de trets característics de pronunciació. Hi ha poques diferències gramaticals amb altres varietats d’anglès, tot i que la forma progressiva dels verbs s'utilitza s'acostuma a fer servir amb més freqüència que en altres llocs. Per exemple amb certs verbs amb significat estàtic («I'm wanting a drink», «Vull una copa»). En el futur, la forma progressiva indica sovint una suposició («You'll be coming from Glasgow», «Deus venir de Glasgow»).
L’anglès escocès té una sèrie de paraules que no s'utilitzen gaire al sud del Regne Unit (així com en altres varietats d’anglès); alguns formen part del vocabulari general, com ara outwith «fora de» (en lloc de outside of), off of «dins» (en comptes d'into), wee «petit» (paraula d'escocès, també usada en anglès irlandès), pinkie «dit petit» (en lloc de «little finger»), janitor «conserge, guàrdia» (en lloc de caretaker). També hi podem trobar altres paraules que fan referència a realitats culturals específiques, com ara haggis o caber.

#### Gaèlic escocès
El gaèlic escocès, conegut com a Gàidhlig, és una llengua goidèlica (celta) parlada històricament a les Terres altes i les illes. Va ser reconeguda com a llengua regional d'Escòcia el 2004 pel Regne Unit en virtut de la Carta europea de les llengües regionals o minoritàries, i més endavant com a llengua oficial al costat de l'anglès pel Parlament Escocès el 21 d'abril de 2005. S'utilitza en la senyalització de trànsit bilingüe.
El 2001, el gaèlic tenia 92.400 parlants, és a dir, l’1,9% de la població. El 2013, un 0,5% de la població afirma que entén i parla el gaèlic de manera fluida, mentre que un 75% no l'entén gens i un 85% no el parla. Aquest mateix estudi també va preguntar als enquestats si creien que el gaèlic havia de ser present en els cartells públics. Un 42% dels enquestats van dir que havia de ser present en la senyalització (juntament amb l'anglès) en les zones on es parla i un 44% dels enquestats digué que havia de ser present en la senyalització a tota Escòcia.
Les regions on es parla s'anomenen Gàidhealtachd (pronunciat /kɛːəɫtaxk/). Amb l'expulsió de camperols per part dels grans terratinents al segle xix, la llengua va ser transmesa per la diàspora i va donar lloc, per exemple, al gaèlic canadenc parlat a Nova Escòcia i en particular a l'illa del Cap Bretó. La importància de la llengua en la cultura és sobretot històrica, com a llengua dels gaels o escots, que venien d'Irlanda. Tot i això, continua essent rellevant: el 2002 es van comprar més col·leccions de poesia en gaèlic (amb traducció) que en anglès.

#### Escocès o scots
L'escocès (anomenat en escocès the Scots leid, the Scotch tung, etc.) és una llengua germànica parlada a Escòcia i al nord d’Irlanda (a l'Ulster). Deriva d'un dels dialectes septentrionals de l'anglès antic parlat al regne de Northúmbria, al nord del riu Humber a la Gran Bretanya abans de la invasió normanda de 1066. Posteriorment va tenir influència del nòrdic antic que fou portat a l'illa pels vikings danesos al segle ix. Tot i això continua sent molt proper a l'anglès. L'escocès és clarament l’idioma regional propi de les Terres baixes, un dels dialectes del qual és el dòric.
A causa de les diferències entre els dialectes de l'escocès i la inexistència d’una autoritat que el reguli, no hi ha cap ortografia estàndard per l'escocès, tot i els nombrosos esforços dels parlants d’aquesta llengua.
L'escocès no ha tingut la modificació important de la pronunciació de les vocals (gran canvi vocàlic) que sí que va experimentar l’anglès. Per exemple, la paraula anglesa town es pronuncia amb un diftong mentre que la paraula equivalent en escocès, toun, es pronuncia /tun/.
El poeta Robert Burns, autor de la cançó Auld Lang Syne, entre d'altres, és un dels escriptors en escocès més coneguts i populars.

### Política cultural

#### El patrimoni cultural dins del sistema educatiu
Molts escocesos nascuts als anys cinquanta critiquen que l'educació no ha tingut el seu paper en la transmissió de la cultura. De fet, amb la reactivació del nacionalisme escocès, l'ensenyament de la història i les tradicions es pot veure per alguns com un acte partidista. Des d'aquest punt de vista la història del país abans de l'Acta d'Unió no s'hauria d'ensenyar perquè «fomenta un nacionalisme perillós». Això feu que la història s'ensenyés de manera resumida, sovint limitada a l'escola primària, i quan el període que es tractava era anterior a l'Act of Union, l'èmfasi es posava en la història anglesa. Per aquest motiu, molts estudiants no eren conscients d’esdeveniments essencials com les Highland Clearances. De la mateixa manera, la literatura es reduïa sovint a l'ensenyament de Robert Burns. El fenomen va ser particularment fort als internats on preparaven els seus estudiants per a exàmens d’anglès i d'escocès. L'actitud va anar canviant gradualment, fins als anys noranta quan es va començar a fomentar l'ensenyament de la cultura escocesa a l'escola.
Després d'aquest període bastant fluix, l'interès dels escocesos per la seva cultura va augmentar considerablement. Tanmateix, aquesta cultura s'adquireix en lloc d’heretar-la, tal com corrobora una anècdota de Sandy Stronac, directora del festival del dòric, descrita per l'exprimer ministre Alex Salmond:
| « | La Sandy estava ocupada lamentant-se per [la pèrdua de l’idioma dòric], però l’interès pel festival dòric és excepcionalment alt, la música del fiddle [violí tradicional] o de la cornamusa i les Country dances segueixen formant part de la societat del nord-est, mentre que les escoles han passat d’una posició d’hostilitat contra l'escocès a encoratjar-ne lleugerament l'ús. La teoria de la Sandy, i potser la por, és que la cultura popular i la llengua corren el perill de convertir-se en una curiositat per als aficionats entusiastes i no en alguna cosa natural per a la gent. | » |

#### Organismes de promoció cultural

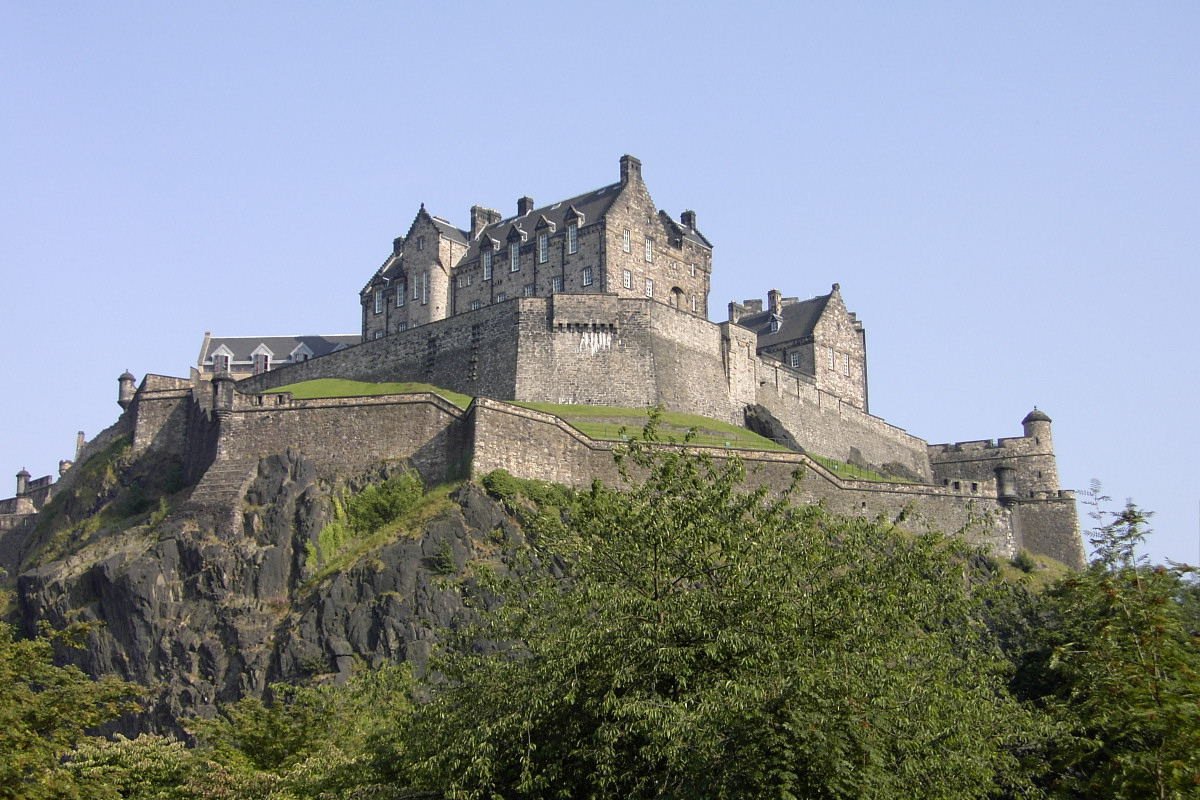
La fortalesa del castell d'Edimburg, gestionat per Historic Scotland.

La primera Carta de les arts a Escòcia va veure la llum el 1993 amb el suport dels representants de les arts, museus, pel·lícules i la Convention of Scottish Local Authorities (COSLA). Les comunitats locals (ciutats i regions) estan molt involucrades en la cultura i, amb l'ajut també de finançament privat, permeten assegurar que els museus d’importància nacional siguin gratuïts i oberts a tothom, com el Hunterian Museum and Art Gallery de Glasgow, la Burrell Collection o el City Art Center a Edimburg. Les seves col·leccions provenen sovint d'herències.

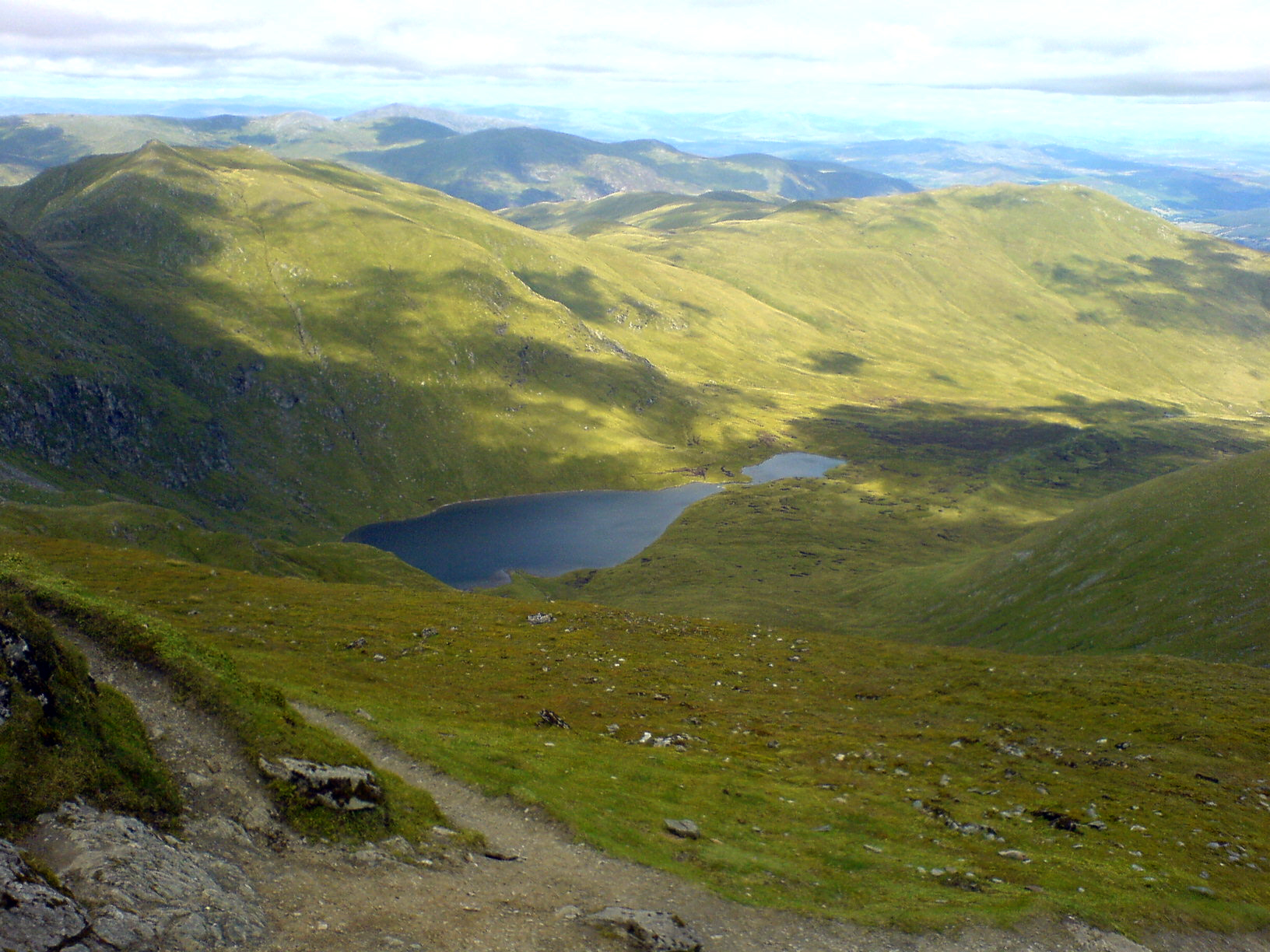
El massís de Ben Lawers (Perth i Kinross), propietat del National Trust for Scotland.

A més a més, hi ha tres grans òrgans de promoció cultural que també depenen del govern escocès. El National Records of Scotland neix el 2011 com a fusió de la General Register Office for Scotland (GROS) i els National Archives of Scotland (NAS). És un departament del Govern Escocès que s'encarrega de recollir, preservar i produir informació sobre el poble escocès i la seva història. La seva col·lecció és una de les més riques d’Europa i amb documents que es remunten al segle xiii. L'arxiu posa a disposició del públic la majoria de les fonts històriques sobre Escòcia i la seva relació amb les nacions veïnes al llarg de la seva història. El segon és Historic Environment Scotland creat el 2015 com a fusió d'Historic Scotland amb la Royal Commission on the Ancient and Historical Monuments of Scotland, amb l'objectiu de preservar el patrimoni arquitectònic. A més del seu paper d’assessorament, aquest organisme s'encarrega de la restauració d’edificis catalogats. El tercer és el NatureScot que s'encarrega de la conservació del patrimoni natural escocès.
El National Trust for Scotland és una organització basada en donacions privades que promou el patrimoni cultural i natural, amb un interès particular pels castells i cases senyorials i la preservació dels espais naturals. Actualment es troba sota el patrocini del príncep Carles. A escala internacional, diversos espais formen part del patrimoni de la Humanitat de la Unesco.

#### Mitjans de comunicació
La majoria dels mitjans escocesos són sucursals d’empreses del Regne Unit. Així, el grup de televisió pública BBC Scotland, creada el 1953, i el seu departament gaèlic BBC Alba estan adherits al grup de mitjans comunicació britànic BBC. De la mateixa manera, les principals emissores de ràdio són les de la BBC: BBC Radio Scotland i BBC Radio nan Gàidheal. No obstant això, també hi ha moltes estacions regionals i independents. Els canals privats van aparèixer per primera vegada el 1957 amb la Scottish Television, el segon canal més antic del grup britànic ITV, i el 1961 amb la Grampian Television. Aquestes cadenes, les més importants d'Escòcia, es van fusionar el 2006 per formar STV, encara vinculada a ITV. Els diaris nacionals estan dominats per The Herald i The Scotsman. Fundat el 1783, The Herald d'orientació política de centreesquerra i és un dels diaris més antics en anglès. The Scotsman es va fundar més tard a Edimburg, el 1817, i defensa posicions prounionistes.

### Perspectives actuals
La singularitat d’una cultura escocesa dins el context anglès va de la mà d'un sentiment d’una identitat escocesa. A l'estudi Scottish Social Attitudes del 2002, tres cinquenes parts dels enquestats van mostrar un sentiment britànic, un fet que mostra una coexistència entre el nacionalisme cultural escocès i una política d'unitat al Regne Unit. Tanmateix, aquesta convivència és fràgil atès que més del 75% es considera més escocès que britànic i els enquestats estan més orgullosos del símbol de la bandera escocesa que de la del Regne Unit. Finalment, en l'ordre de preocupacions de la població, ser escocès ocupa el segon lloc després de ser progenitor i abans del l'atur.
La part que el patrimoni cultural juga en el sentiment actual és variable. Per exemple, Ginnie Atkinson, directora general del Festival Internacional de Cinema d'Edimburg, va dir que «la lletania de les batalles per causes justes i l'alliberament de l'opressió mai no ha definit, per a mi, ser escocès»; i en dona així una definició cultural més moderna: «ser escocesa, és saber per què cada síl·laba de Billy Connolly és divertida, és trobar-se Sean Connery enmig d'un grup de fans i reconèixer-lo com a escocès després d'unes quantes paraules». Aquest testimoni proporciona una altra visió sobre els símbols:
| « | No tinc una cama més curta que l'altra per poder caçar el haggis als turons. No sóc ni mesquí ni avar. […] Ser escocès per a mi és estar orgullós del nostre patrimoni, dels nostres paisatges, de la nostra amabilitat –que no és comparable a cap altra– de les nostres tradicions, música i idioma [...]. El so de les cornamuses i els tambors desperta en mi un orgull nacional com cap altre instrument que conec. Us imagineu cantar Flower of Scotland acompanyat del piano o la guitarra? | » |

A més, si els símbols perduren, Escòcia veu els efectes de la cultura nord-americana com molts altres països, tal com resumeix l'escriptor Alan Bissett:
| « | Com la majoria de persones menors de trenta-cinc anys, vaig créixer saturat de cultura popular nord-americana. La scottishness era una cosa que es treia de l'armari per als partits de futbol o Hogmanay. […] Els nostres carrers tenen el mateix aspecte que els que hi ha a qualsevol altre lloc d’Occident: higiènics, paradisos de venta al detall per als vianants, flanquejats amb elegància per Virgin, McDonald’s i Gap. | » |

## Símbols nacionals

### Bandera

#### Creu de Sant Andreu

La bandera d'Escòcia.

La bandera d'Escòcia està formada per un sautor (crux decussata) de color blanc —que representa la creu del màrtir cristià Sant Andreu apòstol (patró d'Escòcia)— sobre fons blau. Sovint es coneix com la Creu de Sant Andreu o The Saltire (sautor en anglès). En el llenguatge heràldic es tracta d'un sautor d'argent sobre un camper d'atzur.
És una de les banderes més antigues del món i la bandera nacional més antiga en ús després de la de Dinamarca. Segons la llegenda del segle xv, el rei Óengus II, rei dels pictes, va liderar els pictes i els gaels en una batalla contra els angles sota el rei Etelstan d'Ànglia oriental. El rei Óengus i els seus homes estaven envoltats i el sobirà va començar a pregar pel seu alliberament. Durant la nit, Sant Andreu, que havia estat martiritzat sobre una creu en forma d'aspa, va aparèixer a Óengus i li va assegurar la victòria. L'endemà, va aparèixer un sautor blanc sobre un fons de cel blau a banda i banda i va animar els pictes i els gaels, al mateix temps va fer perdre la confiança als angles que van ser vençuts. La llegenda conclou que la creu de Sant Andreu es va convertir així en la bandera escocesa, sense esmentar-ne els usos anteriors. Aquest símbol, però, està datat tradicionalment al segle xi, ja que va ser el 1286 quan, en absència de rei, els Guardians del Regne el van fer servir per primera vegada en els seus segells.
Va ser el 1385 quan el Parlament Escocès va decretar que els soldats escocesos havien de mostrar la creu de Sant Andreu sobre fons negre com a signe distintiu i, el 1503, va aparèixer la primera bandera, formada només per la creu, sense la figura del sant. El 1606, la bandera d’Escòcia es va unir a la d’Anglaterra per formar la Union Flag, després de la Unió de les Corones de 1603.
El color del fons ha variat en les diverses èpoques i ha anat des del blau cel fins al blau marí, tanmateix, les versions més actuals han convergit en gran manera en el model oficial Pantone 300.

#### Estendard Reial d'Escòcia

Estendard Reial d'Escòcia o Lleó Rampant.

L'Estendard Reial d’Escòcia reprèn el motiu present a l'escut d’Escòcia, que en llenguatge heràldic, «camper d'or, amb un lleó rampant gules armat i lampassat d'atzur amb un treixor doble florat i contraflorat de gules.» 
Aquesta pancarta, també anomenada Lleó Rampant, va ser utilitzada pels reis d'Escòcia des del segle xii fins a la Unió de les Corones el 1603. És la bandera personal del sobirà i l'ús en queda restringit, per la llei de 1672 del Parlament d'Escòcia, a l'únic rei regnant i als seus representants directes (ambaixadors per exemple).
Actualment, l'Estendard Reial oneja sobre les residències reials de Holyrood i Balmoral quan la reina Elisabet II no hi és.

### Himnes
Escòcia no té un himne nacional propi. El Parlament escocès ha aconsellat que l'himne nacional del Regne Unit, God Save the King, s'utilitzi com a himne nacional d'Escòcia. Tot i que no hi ha un himne escocès oficial, a la pràctica, diverses situacions, com ara esdeveniments esportius en què l'equip escocès hi participa per separat, han fet que s'hagin popularitzat algunes cançons per representar el país. Així doncs, a falta d’un himne oficial, diverses cançons competeixen pel títol d’himne escocès. El juny del 2006, la Royal Scottish National Orchestra va realitzar una enquesta en línia per determinar la cançó escocesa preferien com a himne nacional. Amb més de 10.000 vots, Flower of Scotland va ser la primera (41% dels vots), seguida de Scotland the Brave (29% dels vots).
The flower of Scotland (Flùir na h-Alba en gaèlic escocès) va ser composta el 1974 per Roy Williamson del grup de folk escocès The Corries. El 1990 es va utilitzar per primera vegada en una reunió oficial. Fins aleshores l’himne que es tocava a Escòcia era God Save the Queen. A petició de l'equip de rugbi a XV escocès, es va interpretar Flower of Scotland com a himne d'Escòcia en l'últim partit del Torneig de les Sis Nacions, en un partit contra els anglesos. El 1993, la Federació Escocesa de Rugbi a XV va decidir que es tocaria abans de tots els partits d'Escòcia. Considerada massa agressiva per alguns, la cançó va ser objecte d’una petició popular presentada al Parlament escocès el 2004 per deixar d’utilitzar-se en esdeveniments esportius i ser substituïda per una altra. Des del 2000 es toca Flower of Scotland abans dels partits de futbol de l'equip d'Escòcia a la Copa de la UEFA. Aquesta cançó patriòtica celebra la bellesa dels paisatges d'Escòcia i la victòria dels patriotes escocesos. La flor d'Escòcia, fa referència als més valents contra la invasió anglesa de finals del segle xiii i a principis del segle xiv, durant la Primera Guerra de la Independència. Dirigits per Robert the Bruce, els escocesos van enviar a casa l'«exèrcit d'Edward l'orgullós» (proud Edward's army), Eduard II d'Anglaterra, durant la batalla de Bannockburn que van guanyar el 1314 i que va donar lloc a gairebé quatre segles d'independència.
La melodia de Scotland the Brave (Alba an Aigh en gaèlic escocès) sembla que data de principis del segle xx. Ja era coneguda com a Scotland the Brave. No obstant això, no va ser fins al voltant de 1950 que la primera lletra va ser escrites pel periodista escocès Cliff Hanley, per al cantant Robert Wilson. Scotland the Brave s'utilitza per representar Escòcia als Jocs de la Commonwealth. Tot i això, és Flower of Scotland qui guanya el favor general en els partits de rugbi jugats per la selecció escocesa. El 2006, Scotland the Brave va ser adoptada com a marxa regimental pel Royal Regiment of Scotland.

### Escut

Escut del Regne d'Escòcia.

L'escut d'Escòcia (o escut reial d'Escòcia) va ser l'escut històric dels reis i reines d'Escòcia, utilitzat fins a l'Acta d'Unió de 1707. Va patir importants modificacions durant la unió amb el Regne d'Anglaterra el 1603, després segons les diverses aliances de sobirans successius. A principis del segle xxi, l'escut d'Escòcia va agafar forma a partir de l'escut reial del Regne Unit utilitzat a Escòcia.
Haurien estat utilitzats per primera vegada per Guillem I d'Escòcia al segle xii. L'escut del Kyng of Scottz (rei dels escocesos) es va descriure per primera vegada en aquest moment en un registre del College of Arms de Londres.
L'escut d’Escòcia està decorat de la següent manera:
- Escut: d'or amb un lleó rampant gules armat i lampassat d'atzur amb un treixor doble florat i contraflorat de gules.
- Suports: dos unicorns encadenats;
- Cimera: un lleó coronat, frontal, assegut sobre una corona, que porta un ceptre i una espasa;
- Lema: Nemo me impune lacessit («Ningú no em provoca impunement», en llatí);
- Crit de guerra: In defens (ortografia escocesa de l'anglès defence).

### Card

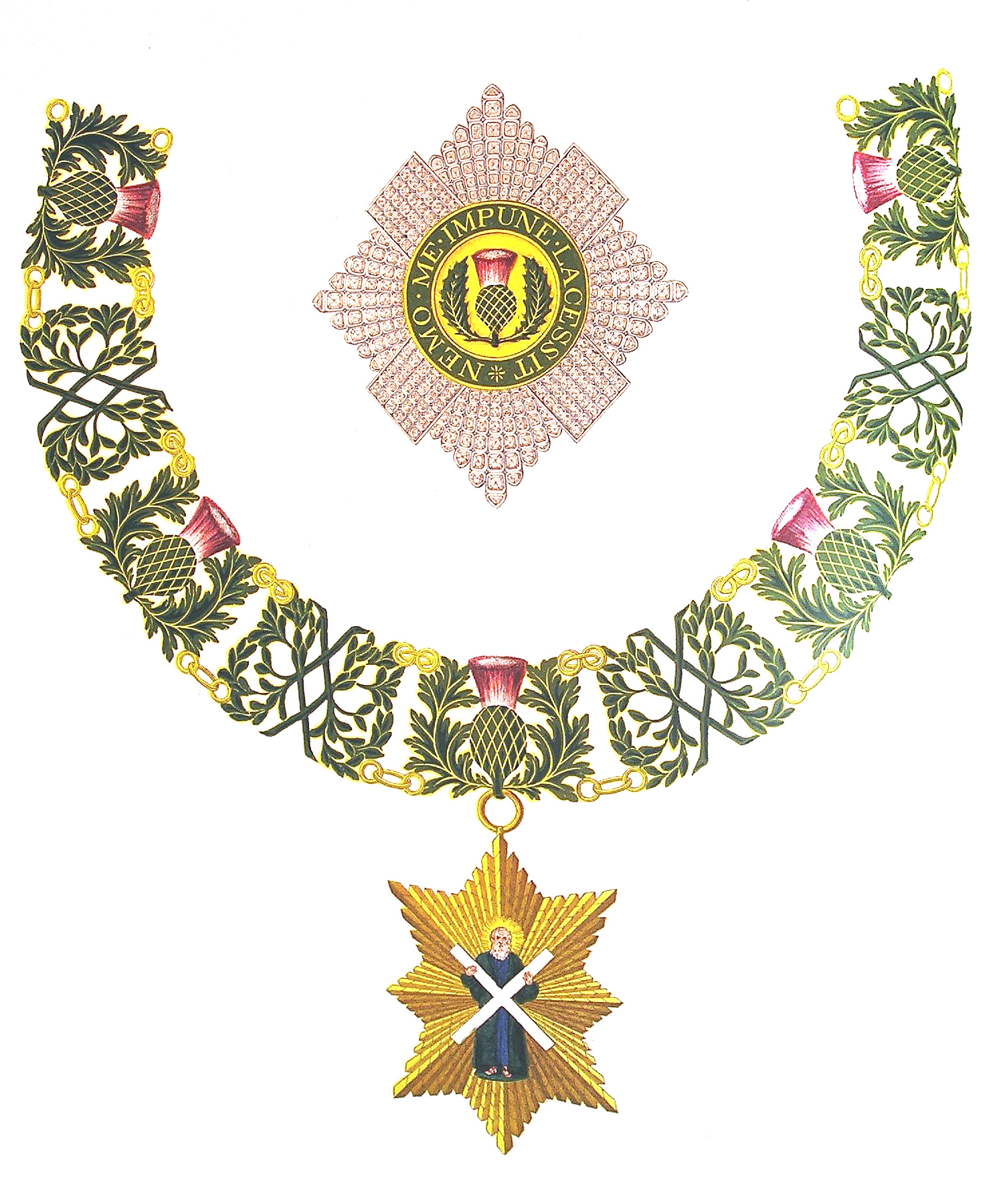
Collaret i placa d'un cavaller de l'orde del Card.

El card, concretament la bufassa (Onopordum acanthium), ha estat un dels símbols nacionals d’Escòcia des del regnat d'Alexandre III (1249–1286) i es va utilitzar a partir de 1470 en monedes de plata encunyades per Jaume III.
La llegenda diu que un exèrcit enemic va intentar atacar els escocesos a la nit. Es diu que un dels soldats estrangers, probablement descalç, va trepitjar un card; el seu crit hauria despertat els sentinelles escocesos, que llavors haurien donat l’alarma. Algunes fonts suggereixen que va ser la batalla de Largs, que va marcar l'inici de la retirada del governant viking Haakon IV de Noruega. En algunes variacions de la llegenda, es tracta d'un exèrcit anglès.
L'Orde del Card és un orde de cavalleria escocès, instituït el 6 de juny de 1687 pel rei d'Anglaterra Jaume II i rei d'Escòcia amb el nom de Jaume VII, que va regnar sobre els dos països del 1685 al 1689. El seu lema també és Nemo me impune lacessit. La seu de l'Orde es troba a la catedral de Saint Giles a Edimburg, a la Capella Thistle (Capella del Card). És la distinció escocesa més alta i és la segona en protocol, darrere de l'Orde de la Lligacama que seria el seu equivalent anglès.

## Arts

### Arquitectura

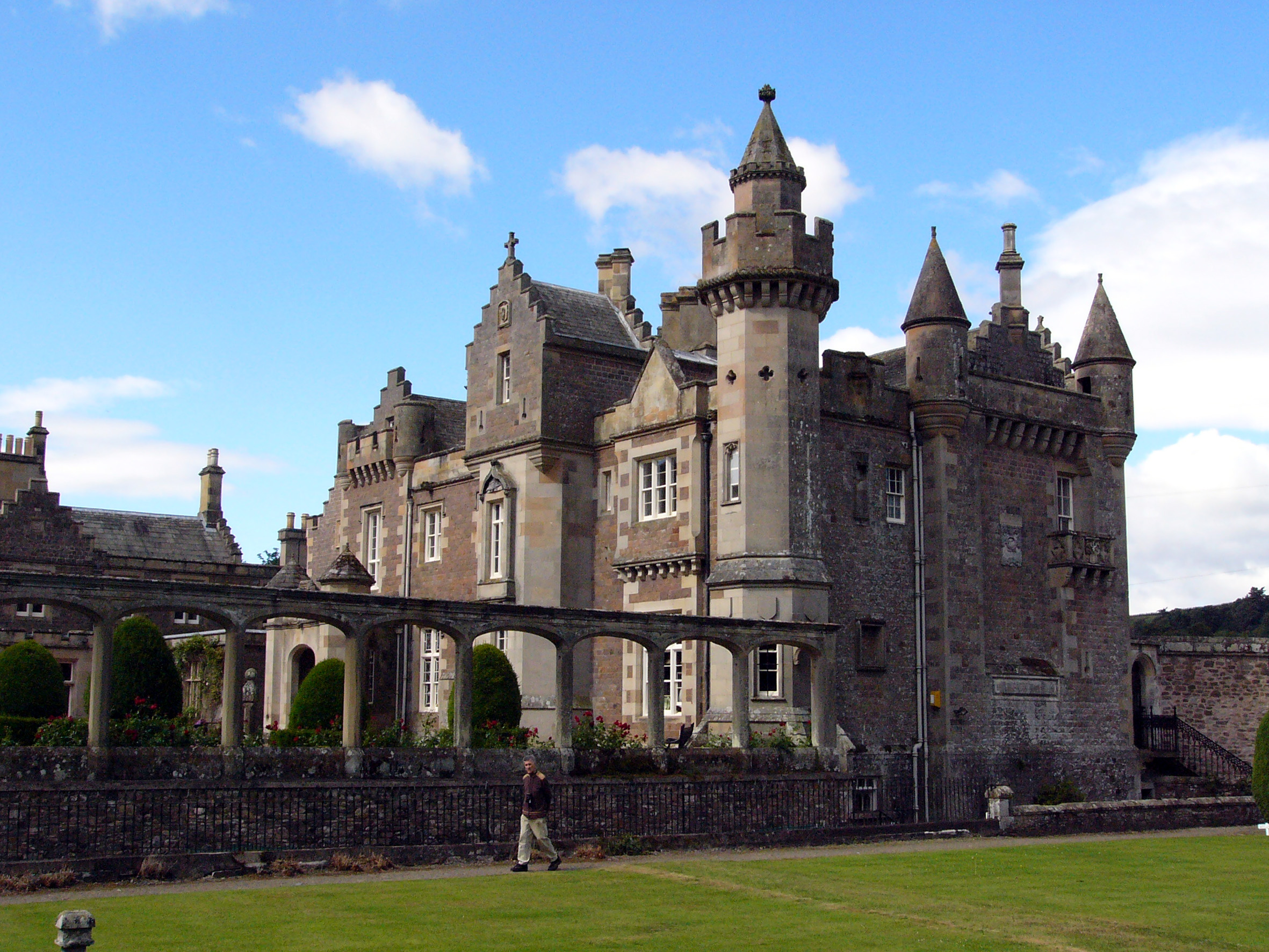
Abbotsford House, casa de Sir Walter Scott.

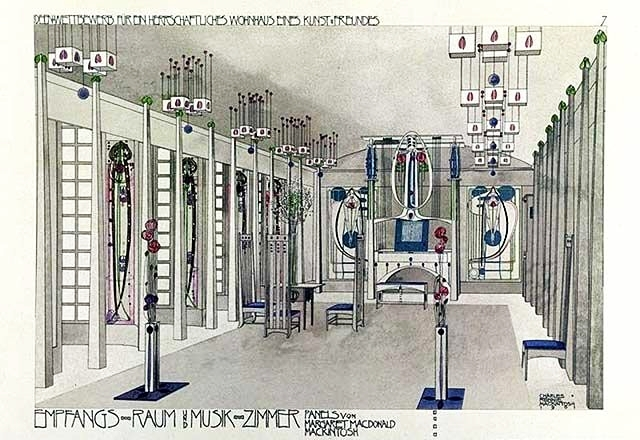
Sala de música dissenyada per Charles Rennie Mackintosh (1901).

Hi ha dos tipus de construccions tradicionals que són exclusives d’Escòcia. La primera, la black house (taigh dubh en gaèlic escocès), és un tipus de casa baixa, amb parets de pedra seca i un sostre de palla, antigament era molt comuna a les Terres altes i les Hèbrides. La casa-torre constitueix la base de molts castells construïts entre el segle xi i el xvii. Dissenyada per a la defensa i l'habitatge, es va utilitzar especialment a les fronteres escoceses, al sud del país.
L'arquitectura clàssica, que s'inspira en l'antiguitat grecoromana, va ser introduïda a Escòcia per William Bruce (ca. 1630 – 1r de gener de 1710). Figura clau del pal·ladianisme a Escòcia, va tenir una gran influència en els arquitectes que el van succeir. En particular, li devem la reestructuració del palau reial de Holyrood, així com moltes residències de l'aristocràcia.
A partir de la segona meitat del segle xviii, es va desenvolupar l'arquitectura neoclàssica, en gran part sota el lideratge de Robert Adam, els assoliments de la qual van traspassar els límits d’Escòcia. És considerat per molts com el millor arquitecte de finals del segle xviii i, avui, alguns dels seus edificis d’Edimburg catalogats com a Patrimoni de la Humanitat per la UNESCO.
Al segle xix, paral·lelament al desenvolupament de la literatura gòtica i el nacionalisme romàntic, va aparèixer l'estil neogòtic en arquitectura. Un moviment d’aquest estil, el Scottish baronial style, es va originar a Escòcia com a fusió de l’arquitectura neogòtical i l’antiga arquitectura defensiva escocesa. Abbotsford House, la llar del novel·lista Sir Walter Scott, es va construir amb aquest estil.
A mesura que el Modernisme aflorava a Europa, Charles Rennie Mackintosh (Glasgow, 1868 – Londres, 1928) va ser el principal portaveu del moviment Arts and Crafts. Arquitecte i decorador, va aplicar el seu estil, formal i refinat, als seus edificis, com la Glasgow School of Art, mentre que als seus interiors, s'hi troba la influència de l'estil, flexible i floral, de la seva dona Margaret.

### Pintura

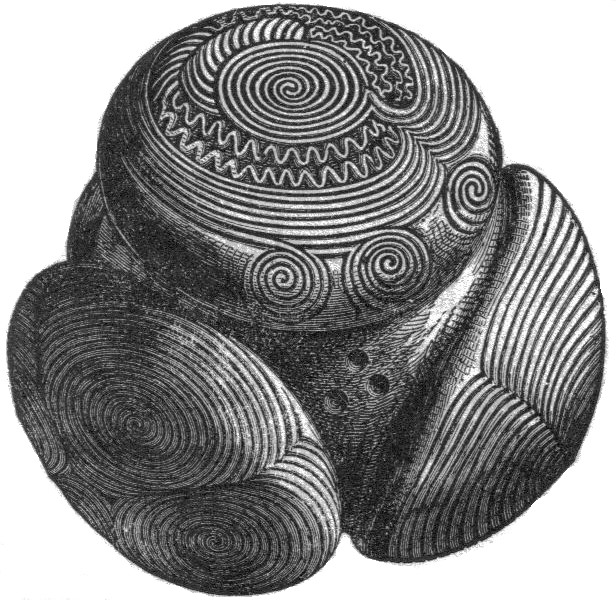
Representació de la pedra gravada picta de Towrie.

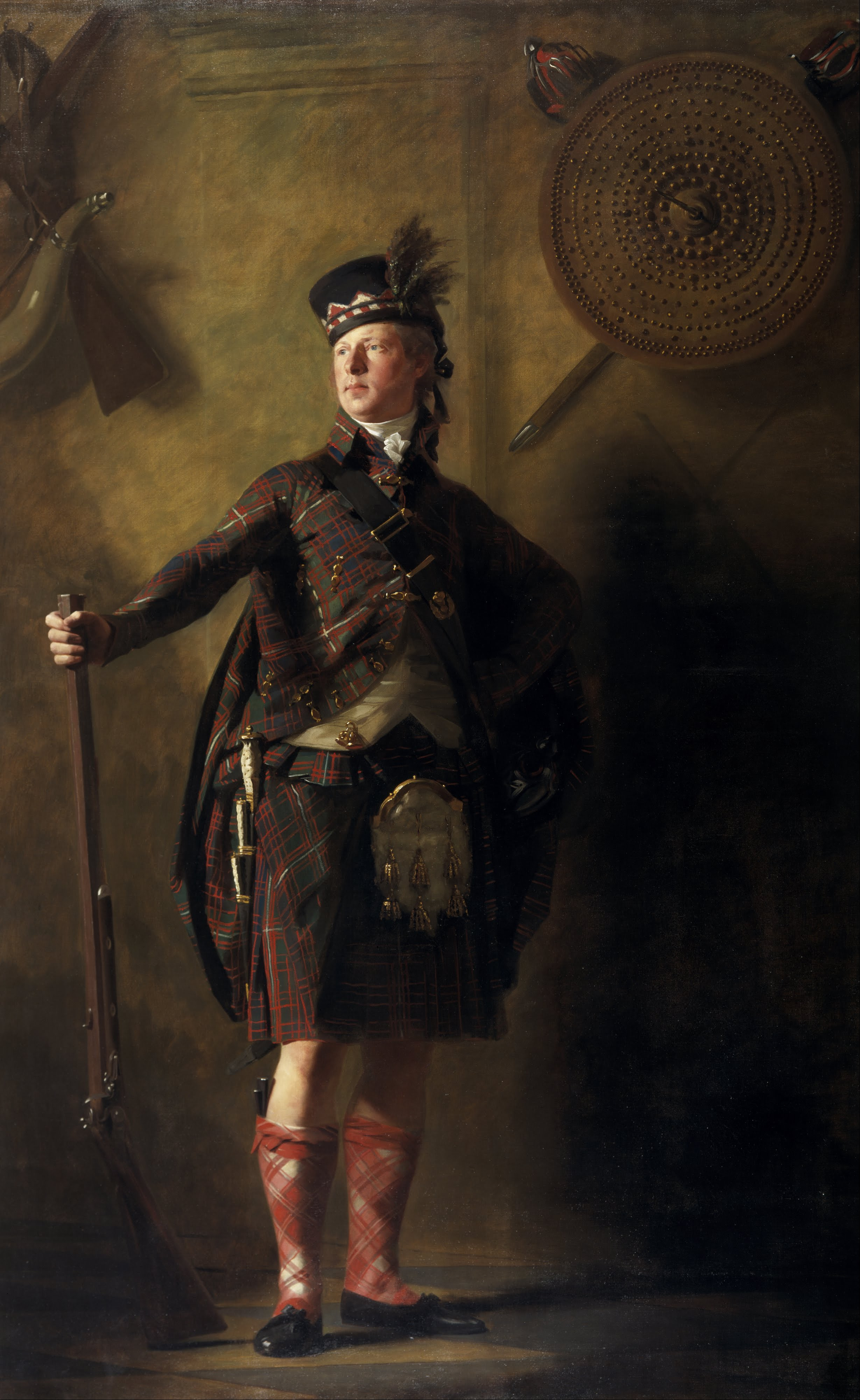
Retrat del coronel Alastair Ranaldson Macdonell (1771–1828) fet per Sir Henry Raeburn.

Les traces d’art decoratiu més antigues d’Escòcia es remunten al període picte. Es tracta d’esferes de pedra gravades del Neolític, de l'edat del bronze i de l'edat del ferro. La majoria s'han trobat al nord-est d’Escòcia i, més concretament, a Aberdeenshire. Els patrons gravats a les pedres són de naturalesa geomètrica, espirals, cercles concèntrics i línies trencades. Les pedres pictes, de construcció posterior, són esteles, datades entre el segle iv i el segle ix, la finalitat i el significat de les quals només s'entenen parcialment. Els símbols presents en aquestes esteles, generalment organitzats en parelles, es poden dividir en tres categories: símbols abstractes, animals i objectes (com ara miralls o pintes). No gaires exemples més de l'obra artística dels pictes han sobreviscut en l'època contemporània.
L’art cristià celta desenvolupat als monestirs cristians de les illes Hébrides va sorgir a partir del segle vii i va donar a llum manuscrits il·luminats similars al Llibre de Kells. Inicialment va sorgir al monestir de Sant Columba d'Iona, després es va estendre a altres scriptoria i va tenir molt d'èxit fins a la Reforma Protestant. Probablement no hi havia cap escola escocesa específica dins d’aquest estil, tot i que es va originar a Escòcia.

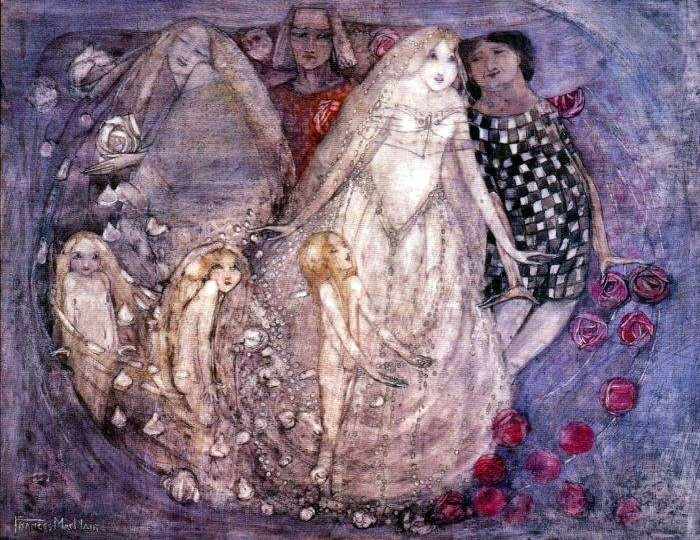
Una paradoxa de Frances MacDonald de l'escola de Glasgow (1905).

L’art profà no es va desenvolupar realment fins al Renaixement, sota el mecenatge dels reis Jaume III, Jaume IV i Jaume V. El trasllat de la cort reial a Londres el 1603 va suposar una disminució de l'activitat artística escocesa. En aquest context, al segle xvii, George Jamesone d'Aberdeen (ca. 1589 – 1644) el primer artista escocès identificat amb certesa, va produir les seves obres. D'aquest mateix període, John Michael Wright (ca. 1617 – 1694), retratista barroc, és considerat actualment com un dels principals pintors britànics del seu temps, especialment pel caràcter realista dels seus retrats. Va ser afavorida pels clients dels nivells més alts de la societat, en un moment en què generalment es preferien els artistes estrangers. Les seves pintures de la reialesa i aristocràcia formen part, al segle xxi, de les col·leccions més prestigioses.
La Il·lustració escocesa va marcar una fita en el desenvolupament de la història cultural i artística escocesa. Els pintors Allan Ramsay, Gavin Hamilton, Henry Raeburn i David Allan van adquirir una gran fama europea. La pintura de Raeburn, a través del seu treball de la llum, anuncia els desenvolupaments del romanticisme i l'impressionisme.
Al segle xix va néixer el moviment impressionista i va néixer, el 1826, la Reial Acadèmia Escocesa. L'Escola d'art de Glasgow es va fundar el 1845 i és una de les quatre escoles d'art independents d'Escòcia. Va ser a partir de la dècada de 1890 quan es va desenvolupar el moviment artístic que porta el seu nom, incloent-hi els Glasgow Boys i Charles Rennie Mackintosh. Aquest moviment va fer una important contribució a l'escena europea en desenvolupar el modernisme en arquitectura, pintura i decoració.
Als anys vint, es va formar el moviment Colorista escocès, un grup inspirat en el moviment postmodern. En aquesta mateixa època, el Renaixement escocès va aflorar, com en la literatura, com a part del gran revival celta, i els anys posteriors a la Segona Guerra Mundial van veure aflorar l’art escocès, amb l’aparició d’artistes de renom internacionals com Eduardo Paolozzi, pop art britànic.

### Literatura

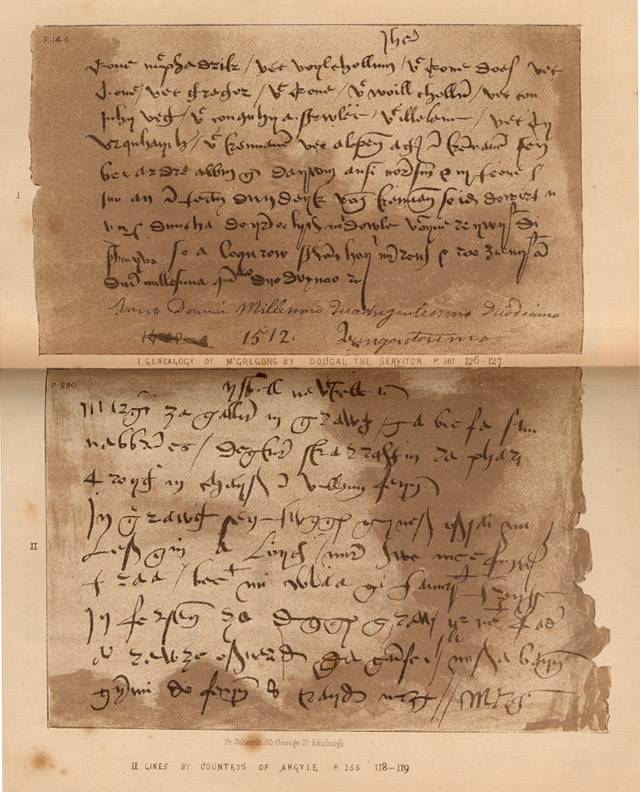
El Book of the Dean of Lismore, manuscrit de 1512 escrit principalment en gaèlic i també conté escocès i llatí. Els versos expliquen la història d'Ossian.

La literatura escocesa és literatura escrita a Escòcia o per autors escocesos i les llengües emprades són principalment el gaèlic escocès, l'anglès, l'escocès, britònic, francès i llatí.

#### Aparició de la literatura escocesa
Tot i que els pictes parlaven probablement una llengua britònica, igual que els pobles propers de Gal·les, com es pot comprovar gràcies a la supervivència de topònims i antropònims, no s'ha conservat cap exemple de la seva literatura.
A finals de l'edat mitjana, entre el 1200 i el 1700, les elits culturals escoceses i irlandeses compartien una forma literària de gaèlic. Alguns textos gaèlics escrits a Escòcia en aquest moment han sobreviscut en fonts irlandeses, com el Lebor Bretnach, producte d'una literatura gaèlica desenvolupada establerta al monestir d'Abernethy. Al mateix temps, el francès va reeixir al segle xiii com a llengua literària i va produir obres com el Roman de Fergus i probablement algunes altres parts de la llegenda artúrica.
El primer text escocès important conegut en anglès mitjà data del 1375; és el poema èpic The Brus, compost per John Barbour, considerat el pare de la poesia escocesa. Es tracta d’una barreja de novel·la històrica i crònica medieval, l'estil de la qual va ser adoptada per altres autors contemporanis de Barbour. Moltes novel·les cavalleresques del continent van ser traduïdes en aquest moment.
Al segle xv, la poesia, ara en escocès mitjà, influïda pel Renaixement, era principalment obra dels makars, hereus dels bards.
El primer gran text clàssic totalment traduït a l'anglès modern primerenc va ser la traducció en vers de l'Eneida de Gavin Douglas el 1513. A finals de segle, Jacques VI, mecenes de la literatura i la música, va crear la Castalian Band, a partir del model de la Plèiade francesa de l’època.
Les primeres balades es remunten a principis del segle xvii, amb la impressió de The Elfin Knight («El cavaller Elf») cap al 1610.
Va ser a partir del segle xviii quan la novel·la escocesa es va desenvolupar realment amb autors com Tobias Smollett, les novel·les picaresques del qual van influir, entre d'altres, a Charles Dickens.

#### Influència de Burns et Scott

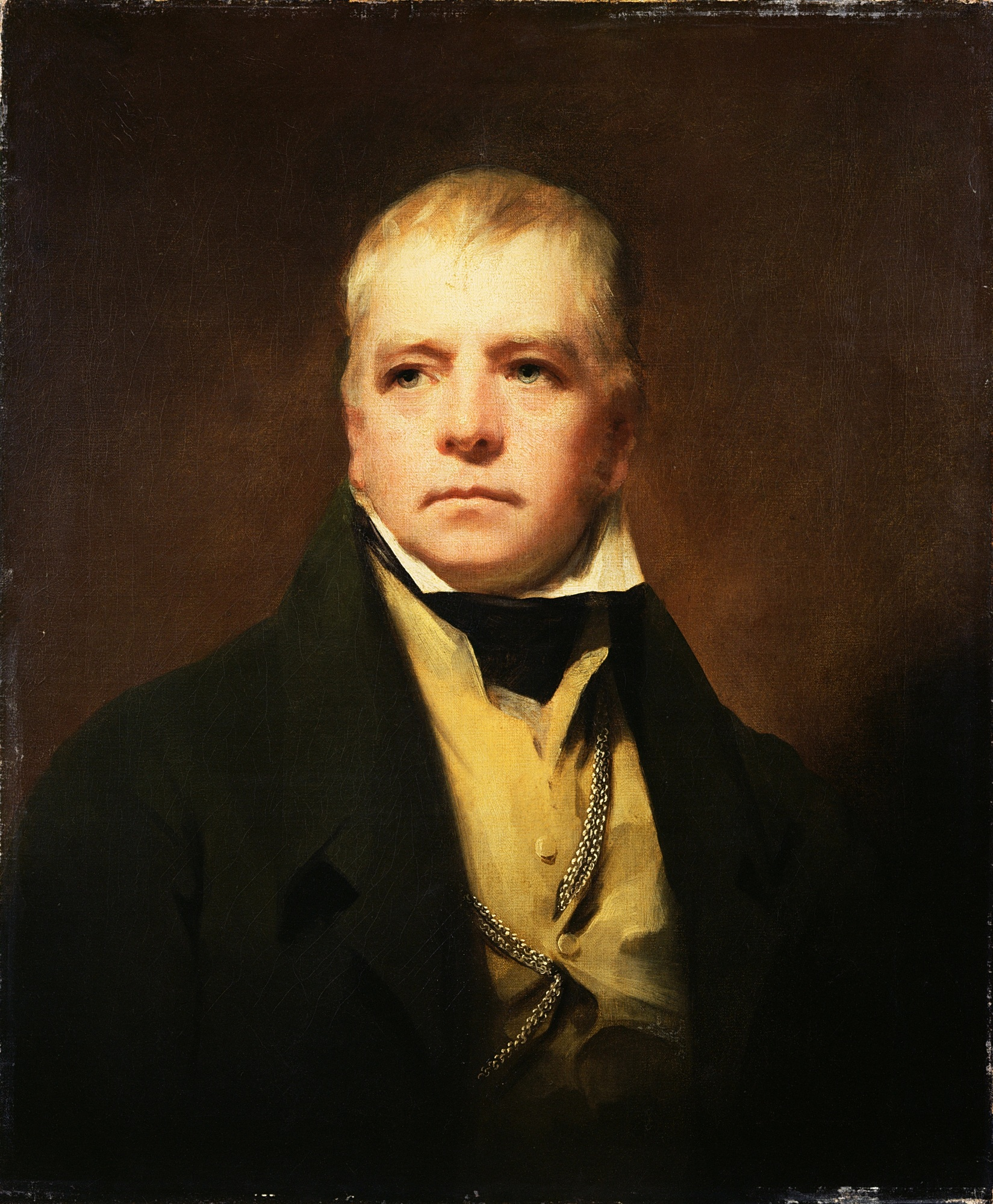
Retrat de Sir Walter Scott fer per Henry Raeburn (1822).

Entre els autors escocesos més coneguts, n'hi ha dos que estan fortament relacionats amb l’època romàntica, Robert Burns i Walter Scott.
Robert Burns, autor de molts poemes i cançons d'inspiració popular escocesa, com Auld Lang Syne, és considerat el màxim autor en llengua escocesa. És considerat el poeta nacional d'Escòcia. Tot i que les seves obres més conegudes són en escocès, també ha escrit gran part de la seva obra en anglès i en escocès «lleuger», accessible per a un públic més ampli. Pioner del moviment romàntic, després de la seva mort va ser una font d’inspiració per als fundadors tant del liberalisme com del socialisme, i va tenir una influència duradora en la literatura escocesa.
Walter Scott començar recollint balades populars escoceses a Minstrelsy de la Frontière écossaise abans d’emprendre una carrera de novel·lista el 1814 amb Waverley, sovint coneguda com la primera novel·la històrica. Altres novel·les, com Rob Roy, van contribuir a la seva imatge de patriota. Pare de la novel·la històrica, va ajudar a forjar una imatge romàntica d’Escòcia i la seva història. A ell, en particular, li devem la recuperació de l’ús del tartà i del kilt, l'ús dels quals havia estat prohibit per una llei del Parlament el 1746.

#### Poesia

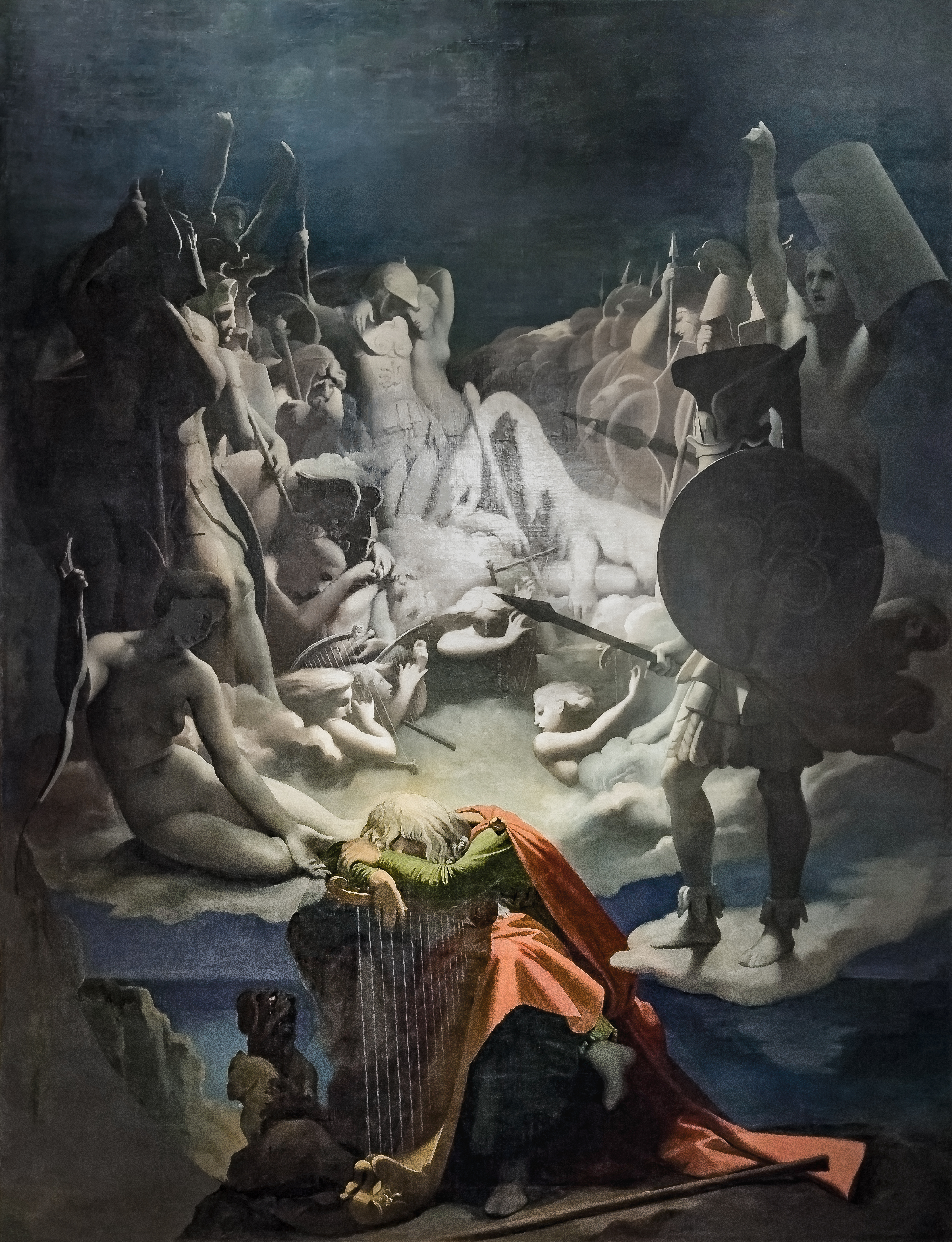
El somni d'Ossian de Jean-Auguste-Dominique Ingres (1813).

El 1760, James Macpherson va afirmar haver trobat els poemes escrits per Ossian. En va publicar traduccions que van guanyar popularitat internacional i es van proclamar com a l'equivalent celta de les epopeies clàssiques. Fingal, publicat el 1762, es va traduir ràpidament a diverses llengües europees i el seu profund reconeixement per la bellesa natural i la tendresa melangiosa, així com el seu tractament de les llegendes antigues la van convertir en obra amb grans evocacions romàntiques, a l'alçada de les grans obres del romanticisme alemany, amb autors com Goethe o Herder. Molts autors escocesos, inclòs el jove Walter Scott, es van inspirar en aquest text; tot i que més tard va resultar que els poemes no eren traduccions directes del gaèlic, sinó adaptacions dissenyades per satisfer els gustos expectatives estètiques del seu públic.
Al segle xx, el poeta Sorley MacLean, a través del seu treball en el camp de la poesia gaèlica en un moment en què pocs autors de renom empraven el gaèlic en les seves obres, va forjar-se la seva reputació com a pare del Renaixement del gaèlic escocès. Va ser un dels poetes escocesos més influents del segle xx.
Des del 2004 Edwin Morgan és el Makar escocès, nomenat oficialment poeta nacional. La seva poesia tracta tant temes quotidians, políticament compromesos o temàtiques controvertides. El 1r de maig de 2009, Carol Ann Duffy va ser nomenada poeta laureada del Regne Unit i es convertia en la primera dona i la primera escocesa a ocupar aquest càrrec.

#### Moviment Kailyard

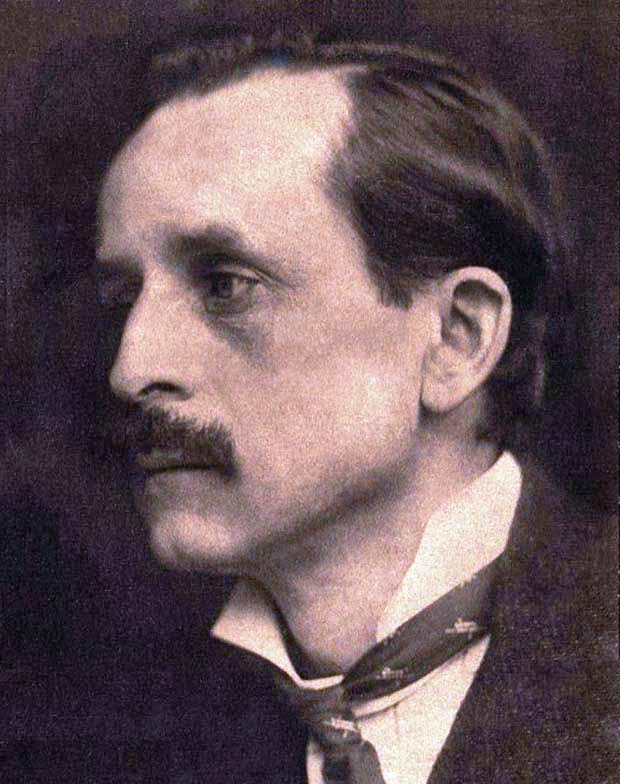
J. M. Barrie el 1901.

La introducció del moviment conegut com a moviment Kailyard a finals del segle xix va tornar a posar de moda elements fantàstics i folklòrics. J. M. Barrie, l’autor de Peter Pan, és un exemple d’aquesta barreja de modernitat i nostàlgia. Aquesta tradició es va veure com un gran escull per a la literatura escocesa, amb la seva descripció idealitzada i pastoral de la cultura escocesa, que s'allunyava cada cop més de la realitat de la vida a Escòcia durant aquest període. Aquesta tradició va ser satiritzada per George Douglas Brown a la seva novel·la The House with the Green Shutters, que es va convertir en una de les novel·les fundadores de la literatura escocesa moderna.

#### Novel·la policíaca i d'aventura
Una tradició intel·lectual escocesa, que es remunta al filòsof David Hume, es reflecteix, per exemple, en el personatge de Sherlock Holmes en els llibres de sir Arthur Conan Doyle: tot i que Holmes se situa en l'entorn londinenc per excel·lència, es podria argumentar que el seu esperit de deducció és més escocès que anglès.
Les obres més famoses de Robert Louis Stevenson han tingut sempre gran popularitat i han donat lloc a nombroses pel·lícules i obres de teatre. L'estrany cas del Dr. Jekyll i Mr. Hyde (1886) representa la doble personalitat d’un metge bo i intel·ligent que es transforma en un monstre psicopàtic després de prendre una droga amb la intenció de separar el costat bo de la seva personalitat dolenta. Kidnapped! és una novel·la històrica ambientada en el context dels aixecaments jacobites, mentre que L'illa del tresor és la novel·la d'aventures i pirates per excel·lència.
La ficció criminal que rep el nom de «Black Tartan» és pròpia d'Escòcia, tot i que l'autenticitat del gènere ha estat discutit. Té les seves arrels en la literatura escocesa, però manlleva elements d'altres llocs, inclosa l’obra de James Ellroy i el la novel·la negra.

#### La Renaixença escocesa
El Renaixement escocès va ser un moviment literari de finals del segle xix i principis del segle xx a Escòcia. Aquest moviment va influir en la literatura, però també en la música, les arts visuals i la política. Els artistes del Renaixement escocès tenien un interès particular per la filosofia contemporània i la tecnologia, així com per la incorporació del folklore a l’art. També els preocupava el futur de les llengües en perill a Escòcia com el gaèlic. Al mateix temps es produeix el Renaixement cèltic a Irlanda.
L'escriptor principal d’aquest període va ser Hugh MacDiarmid, un poeta compromès amb fortes conviccions polítiques, leninistes i nacionalistes.

## Filosofia

### Edat mitjana
Joan Duns Escot (Duns, 1266 – Colònia, 1308), amb el sobrenom de doctor subtil, fou un teòleg i filòsof escocès, fundador de l’anomenada escolàstica escotista, va ser un dels principals pensadors escocesos de l'edat mitjana. Rabelais l'anomena «Maistre Jehan d'Escosse» a Gargantua.
Escot va tenir una influència considerable en el pensament catòlic. Les doctrines per les quals és més conegut són la univocitat de l’ésser (l'existència és el concepte més abstracte que posseim), el principi d’individuació (una manera de distingir els diferents aspectes d’una mateixa cosa) i la primacia de la voluntat. Va desenvolupar un argumentari complex a favor de l'existència de Déu i va defensar la doctrina de la Immaculada Concepció.

### Il·lustració escocesa

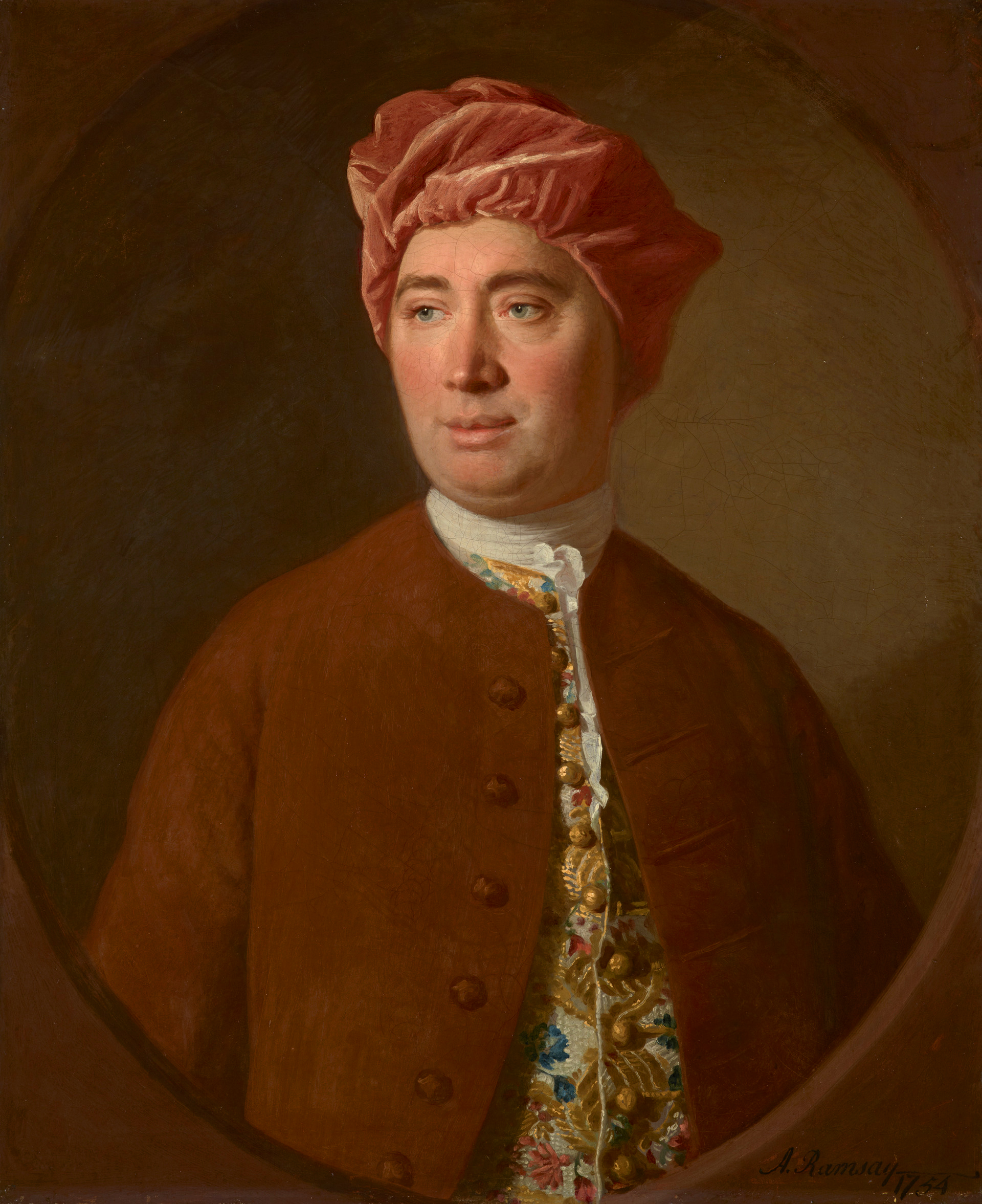
Retrat de David Hume fet per Allan Ramsay (1754).

La Il·lustració escocesa és la contribució intel·lectual d’Escòcia al moviment il·lustrat que va agitar Europa al segle xviii. Aquest període de bullícia intel·lectual, que va durar aproximadament des del 1730 fins al 1800, es va produir, en gran part, gràcies a les condicions econòmiques i polítiques que van caracteritzar Escòcia després de l'Acta d'Unió (1707) entre Anglaterra i Escòcia. Aquesta situació va situar Escòcia al capdavant de l'escena cultural de l’època. Un dels espais de trobada d'on van sorgir moltes idees que distingeixen la Il·lustració escocesa va ser el Poker Club d'Edimburg.
La primera figura principal de la Il·lustració escocesa va ser Francis Hutcheson, que va ocupar la càtedra de filosofia a la Universitat de Glasgow del 1729 al 1746. Aquest professor de filosofia moral, que proposa idees alternatives a les tesis de Thomas Hobbes, va fundar una de les branques més importants del pensament escocès que s'oposava al deixeble de Hobbes, l'escocès David Hume. El seu pensament es basa en principis utilitaristes i conseqüencialistes, segons els quals la virtut és el que aporta el major bé al major nombre de persones.
El mateix Hume és sens dubte el pensador més important de la Il·lustració escocesa. La seva filosofia moral finalment va triomfar sobre la de Hutcheson, i la seva investigació en economia política va inspirar els treballs més detallats del seu amic Adam Smith. Hume és en gran part responsable del to pràctic adoptat per la Il·lustració escocesa, ja que es va interessar principalment per la naturalesa del coneixement i va desenvolupar idees relacionades amb l'evidència, l'experiència i la causalitat. Aquestes idees han influït en el mètode científic i la relació moderna entre ciència i religió.
Hume estava més interessat en la filosofia que en l'economia, però les seves idees van conduir a un treball significatiu en aquesta última àmbit. Després de l'apassionada defensa de Hume del lliure comerç, Adam Smith va desenvolupar aquest concepte el 1776 i va publicar Indagació sobre la naturalesa i les causes de la riquesa de les nacions. Segons Dugald Stewart, primer biògraf de Smith, el mèrit principal de la Riquesa de les Nacions no prové de l’originalitat dels seus principis, sinó del raonament científic i sistemàtic utilitzat per validar-los i de la claredat amb què s'expressen. En aquest sentit, el llibre és una síntesi dels temes més importants de l'economia política, una atrevida síntesi que va molt més enllà de qualsevol altra anàlisi contemporània. Entre els pensadors anteriors a Smith que el van inspirar hi ha John Locke, Bernard Mandeville, William Petty, Richard Cantillon, Turgot i, per descomptat, François Quesnay i David Hume. Si Smith és avui més conegut com a economista, ell es considerava a si mateix professor de filosofia moral (que és el que havia ensenyat a Glasgow). Així, la Riquesa de les nacions tracta no només de l'economia (en el sentit modern), sinó també de l'economia política, el dret, la moral, la psicologia, la política, la història, així com la interacció i la interdependència entre totes aquestes disciplines. L’obra, centrada en la noció d’interès personal, forma un tot amb La teoria dels sentiments morals, on havia exposat la simpatia inherent a la naturalesa humana. El conjunt s'havia de complementar amb un llibre sobre jurisprudència que Smith no va poder completar i en va fer cremar el manuscrit després de la seva mort.
Els pensadors de la Il·lustració escocesa van desenvolupar una «ciència de l'home» basada en el treball de Hume en filosofia moral i els seus estudis sobre la naturalesa humana. El traç històric d’aquesta ciència es manifesta en les obres de destacats pensadors escocesos com Adam Ferguson, James Burnett, John Millar i William Robertson, que van estudiar el comportament humà en cultures antigues i primitives a partir del concepte de la modernitat sociològica. La Il·lustració escocesa va canviar el centre d'interès de temes intel·lectuals i econòmics cap a temes específicament científics.

## Música

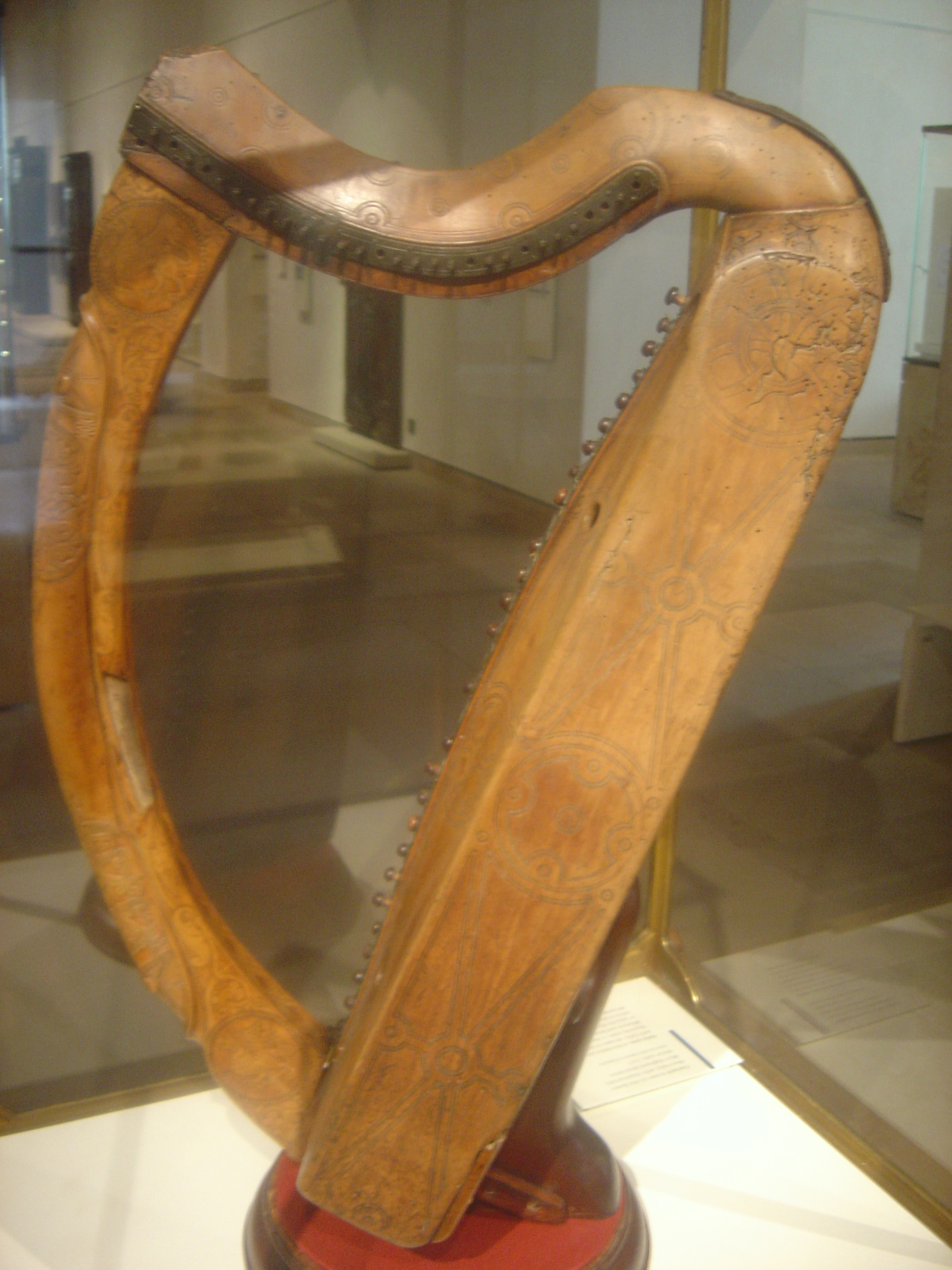
Arpa de la Reina Maria, fabricada a l'oest de les Terres altes cap a l'any 1400.

La música tradicional escocesa forma part de la música celta. Sovint s'ha reduït la música tradicional a la gran cornamusa escocesa, que tot i que ha tingut un paper important, no és ni l’única cornamusa utilitzada ni l'únic instrument rellevant.
L'arpa cèltica (clàrsach en gaèlic escocès) era considerada l’instrument nacional escocès abans de l’aparició de la cornamusa al segle xv i els arpistes eren figures importants que gaudien de drets especials. Algunes pedres gravades de l'est d'Escòcia suggereixen que l’arpa era present entre els pictes molt abans del segle ix. Actualment només es conserven tres arpes medievals, dues de les quals —l'arpa de la reina Maria i l'arpa de Lamont— es troben al Museu Nacional d'Edimburg. Amb la descomposició de la societat tradicional escocesa a finals del segle xvii, els arpistes ja no es van beneficiar més del mecenatge i es van convertir en músics itinerants. A finals del segle xviii, la clàrsach tradicional havia desaparegut del paisatge cultural escocès. A partir de la dècada de 1890 va sorgir un nou tipus de clàrsach, com a part del Renaixement escocès i el Renaixement cèltic. Tot i que originàriament eren encordades amb intestí d’ovella, actualment acostumen a portar cordes de niló i generalment s'afinen en mi bemoll major.
La cornamusa és un instrument musical de vent, de llengüeta o canya, molt utilitzades a Euràsia i el Magrib. És un instrument pastoral d’origen grec que ha desenvolupat al llarg dels segles un repertori propi que culmina amb la música de cort i la música militar. La cornamusa va ser prohibida pels decrets publicats arran de la Dress Act de 1746. Durant el període d'expansió de l'Imperi Britànic, els regiments escocesos van popularitzar la cornamusa a l'Índia i a les altres colònies britàniques. A Escòcia es toquen diferents tipus de cornamusa, entre les quals es troben la Great Highland Bagpipe (la cornamusa dels regiments i de les pipe bands), la Border Pipe popular al sud d’Escòcia i el nord d’Anglaterra i la Scottish smallpipes que funciona amb manxa. Tots es poden tocar en solitari o en formació, a les pipe bands. Les peces compostes per a cornamusa abasten un ampli repertori, com ara danses, cançons populars, música militar, músiques d’inspiració religiosa, etc. La música tradicional composta per a la Great Highland Bagpipe es diu Pìobaireachd i els concursos de gaites són una part integral dels Highland Games.
El fiddle és el nom que rep el violí tradicional emprat en la música irlandesa, britànica, klezmer o gitana. L'instrument va aparèixer a Escòcia a finals del segle xvii i s'esmenta per primera vegada el 1680 en un document de l’abadia cistercenca de Newbattle (Midlothian), Lessones For Ye Violin. El fiddle en la música popular dels països anglosaxons té la particularitat de tocar-se amb diverses cordes alhora. La cançons per fiddle són més característica d'algunes parts d’Escòcia que no pas del país en general. Podem distingir les composicions de l'oest de les Terres Altes, influïdes per la cornamusa; l'estil de les illes Shetland, més animades, d'influència escandinava; i les melodies més lentes de Strathspey i del nord-est d'Escòcia.

## Dansa
Les danses tradicionals escoceses es poden dividir en tres grups: country dances, céilidh dances i Highland dances. L'acordió, el fiddle, el piano i la cornamusa són un dels instruments més utilitzats.

### Country dancesicéilidh dances

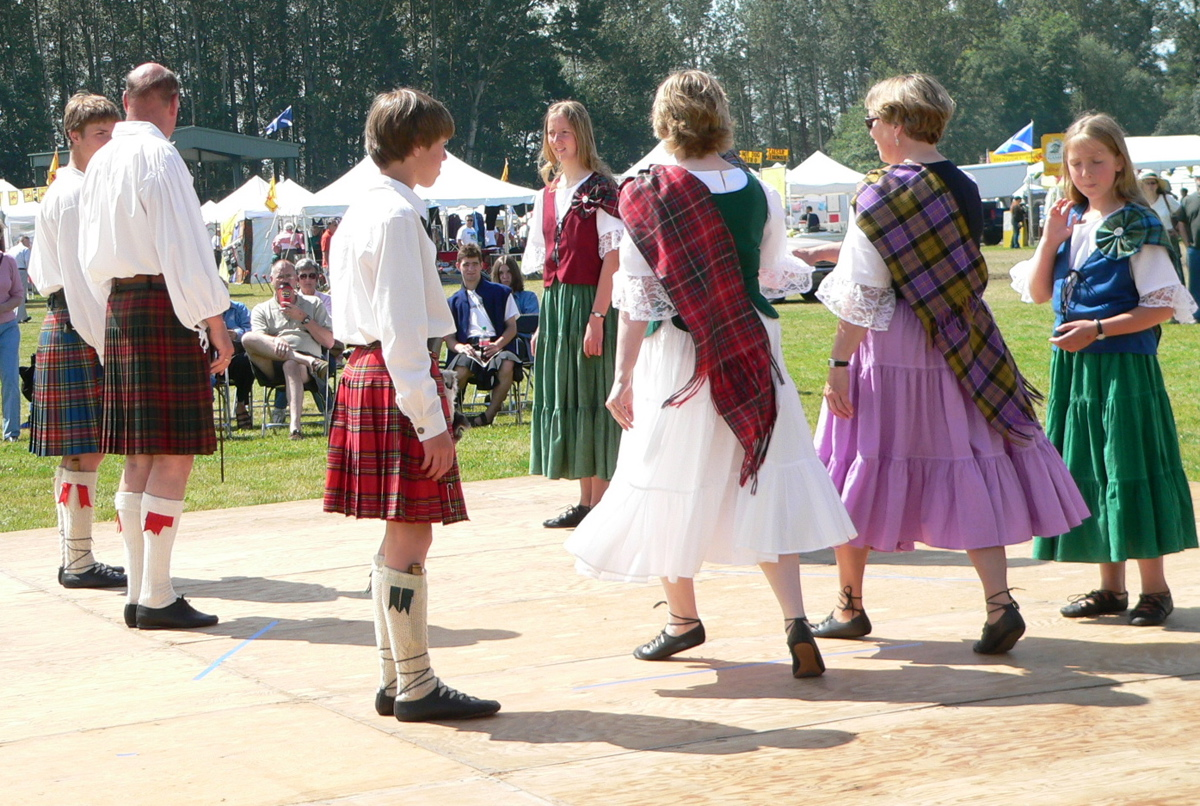
Country dancers als Jocs de Skagit Valley, als Estats Units.

Es tracta d'una dansa de saló per entre tres i sis parelles col·locades en línia, inspirades tant en les danses de cort dels segles xvii i xviii, com la quadrilles del segle xix. Els passos han estat codificats per la Royal Scottish Country Dance Society. Segons la música utilitzada, distingim els reels, les gigues i els strathspeys; i també les marxes i els vals que són menys comuns.
Els reels i les gigues tenen un tempo ràpid i els passos s'enllacen ràpidament. Els strathspeys, per contra, tenen un tempo més lent i són danses d’aspecte més formal.
Els dançaires componen formacions anomenades sets. Cada set sol estar format per tres o quatre parelles, tot i que alguns balls en requereixen cinc, sis, o fins i tot més. Les parelles són generalment mixtes. Habitualment les parelles es col·loquen de manera longitudinal amb una fila d’homes davant d'una final de dones.
Els céilidh (terme gaèlic que significa «visita») eren originàriament unes festes, equivalents a les fest-noz bretones, de gran importància social i cultural en una societat rural de tradició oral. Els céilidh eren, a més d’una festa entre els veïns, l’oportunitat de contar llegendes, recitar poemes i cançons tradicionals, tocar música i ballar. Per metonímia, el terme també designa les danses que s'hi practiquen. Són més senzilles que les country dances i tenen un repertori més limitat. També es ballen en parelles, en formació o en rotllana.

### Danses de les Terres altes

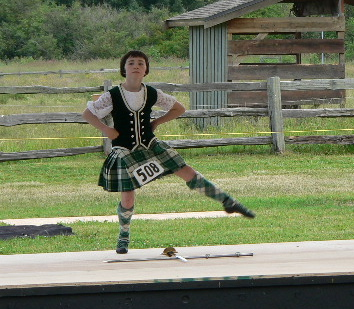
Jove competidora dels Jocs de Bellingham realitzant el ball de l'espasa.

L'expressió Highland dancing designa a principis del segle xxi un estil de ball en solitari, que ha evolucionat principalment en el context dels Highland games on acompanya la música de la cornamusa. Els dansaires van vestits amb kilt i calcen unes sabates especials anomenades ghillies molt semblants a les sabates de ballet, amb el qual les danses de les Terres altes tenen molts punts en comú.
Hi ha tres tipus principals de danses de les Terres altes. El Highland fling que originàriament un ball de victòria que es realitzava després d'una batalla; és una dansa de precisió, originalment ballada sobre un escut, que ara ha desaparegut. Les danses de l'espasa es ballen sobre d’una espasa desenfundada i el seu folre (o dues espases desenfundades), col·locades una sobre l’altra de manera perpendicular. L'últim tipus de ball de les Terres altes, el seann triubhas («pantalons vells» en gaèlic escocès). No és un ball de guerra, a diferència dels anteriors, sinó que s'inspira en la prohibició del kilt després dels aixecaments jacobites de 1745, encara que no va aparèixer fins al segle xix. Els primers passos representen un escocès que porta pantalons i intenta treure-se'ls sacsejant les cames, mentre que al final del ball es mostra, a passos més ràpids, l’alegria de portar un kilt.

## Cinema

### 1896–1921: distribució de pel·lícules a Escòcia
Escòcia es va equipar ràpidament amb tecnologies cinematogràfiques: el cinetoscopi es va mostrar a Edimburg el 1894 i, el 1896, es van realitzar les primeres sessions de projecció de pagament amb la invenció dels germans Lumière. El cinema es va convertir en una forma d’oci important després de la Primera Guerra Mundial per als escocesos, que abans havien estat grans amants del music hall. Per exemple, el 1950, la gent d’Anglaterra anava al cinema una mitjana de 28 vegades l’any, mentre que els d’Escòcia hi anaven 36 vegades de mitjana; en algunes poblacions les xifres arribaven fins a 51 vegades en el cas de Glasgow. A més, la densitat de teatres de Glasgow per nombre d’habitants el 1917 era la més alta de Gran Bretanya, amb més d’un centenar de teatres, i el Green's Playhouse, que es va inaugurar el 1930 a Glasgow, era el cinema més gran d'Europa en aquella època. Tanmateix, la participació d'Escòcia a la indústria cinematogràfica era petita: els aspectes de producció i comercialització es concentraven principalment a Londres, mentre que el paper d'Escòcia se centrava principalment a la difusió a les sales. El 1920, per exemple, quatre dels principals circuits cinematogràfics britànics eren controlats pels escocesos.
Algunes de les obres produïdes entre l’aparició del cinema el 1896 i el 1900 es poden qualificar d’escoceses perquè van ser filmades a Escòcia per escocesos sobre temes locals: el 1896, Robert Paul estava filmant escenes de la vida a Glasgow i al Regiment de Gordon Highlanders, mentre William Walker feia pel·lícules sobre la vida a Aberdeen. Històricament, la primera pel·lícula en què va aparèixer la Família Reial de Gran Bretanya es va fer al castell de Balmoral el 1896. En total, es van produir poques pel·lícules a Escòcia i els intents que se'n van fer a principis del segle xx van fracassar: The Harp King es va produir el 1919 per Ace Film Producing Company que acabaria en fallida, Football Draft va ser produïda el 1921 per l'estudi Broadway Cinema Productions que va tancar tres anys després, Mairi - The Romance of a Highland Maiden del 1921 és l’únic intent d’Andrew Patterson de tornar al cinema després de dedicar-se a la fotografia i les pel·lícules de Harry Lauder (All for the sake of Mary, I love lassie) no es van arribar a comercialitzar.

### 1922–1960: moviment Kailyard, el Clidesidisme i els escocesos a Londres
Durant aquest període, les empreses de Londres o Hollywood van fer moltes produccions sobre temes escocesos, algunes de les quals a Escòcia i amb actors o directors locals. Es poden distingir dues tendències principals: el Kailyardism, una adaptació cinematogràfica de la literatura d’aquest moviment i el Clydesidisme. Al Kailyardisme, els personatges són habitants de petites comunitats rurals i són víctimes d'intrigues locals. Dos temes recurrents són els nens que marxen a la ciutat i quan aquesta no els satisfà tornen al poble on troben la felicitat; i els estrangers que representen, per exemple, l'estat o la ciutat sobre la qual triomfen els vilatans amb la seva astúcia. La principal crítica d’aquest corrent s'emet a l’anàlisi marxista Scoth Reels, on aquestes pel·lícules són considerades reaccionàries per la seva promoció d’una “estructura social gairebé feudal”. Entre aquestes pel·lícules hi ha The Little Minister (1934) de Richard Wallace, Wee Willie Winkie (1937) de John Ford, així com el famós Whisky Galore! (1949) d'Alexander Mackendrick i Brigadoon (1954)de Vincente Minnelli. El Clydesidisme participa més directament en la vida moderna mostrant l'estat de la classe treballadora amb pel·lícules com Floodtide (1949) de Frederick Wilson sobre la construcció de vaixells i The Brave Don't Cry (1952) de Philip Leacock sobre les mines de carbó.
Pel que fa a la indústria cinematogràfica, el pas del cinema mut al sonor entre 1929 i 1931 va requerir inversions que els cineastes amateurs escocesos no es podien permetre, de manera que es va accentuar la centralització de la indústria a Londres. Tot i que és difícil parlar d’un cinema escocès en aquest període, un cert nombre d’escocesos han marcat el cinema britànic. John Grierson, influït pel presbiterianisme escocès, considerava el cinema com un tema seriós i un mitjà de comunicació i educació ideal per a la societat. El 1929 va dirigir el primer gran documental britànic, Drifters, i el mateix any va fundar el departament de documentals a l'Empire Marketing Board. Un segon escocès important va ser John Reith, també influït pel presbiterianisme ja que era fill d'un pastor. Reith va ser el primer director gerent de la BBC i va influir en l'establiment d'una cultura nacional. Finalment, John Maxwell va participar en el desenvolupament d’una gran empresa com a director de British National Pictures. El desenvolupament d'aquesta companyia li va permetre tenir fins a 460 sales de cinema al Regne Unit el 1937, contra les 345 que tenia el seu competidor immediat, Gaumont. Els estudis més famosos de la companyia, a Elstree, fou on es rodà la primera pel·lícula sonora britànica el 1929, Blackmail d'Alfred Hitchcock.

### 1960–2010: el cinema escocès

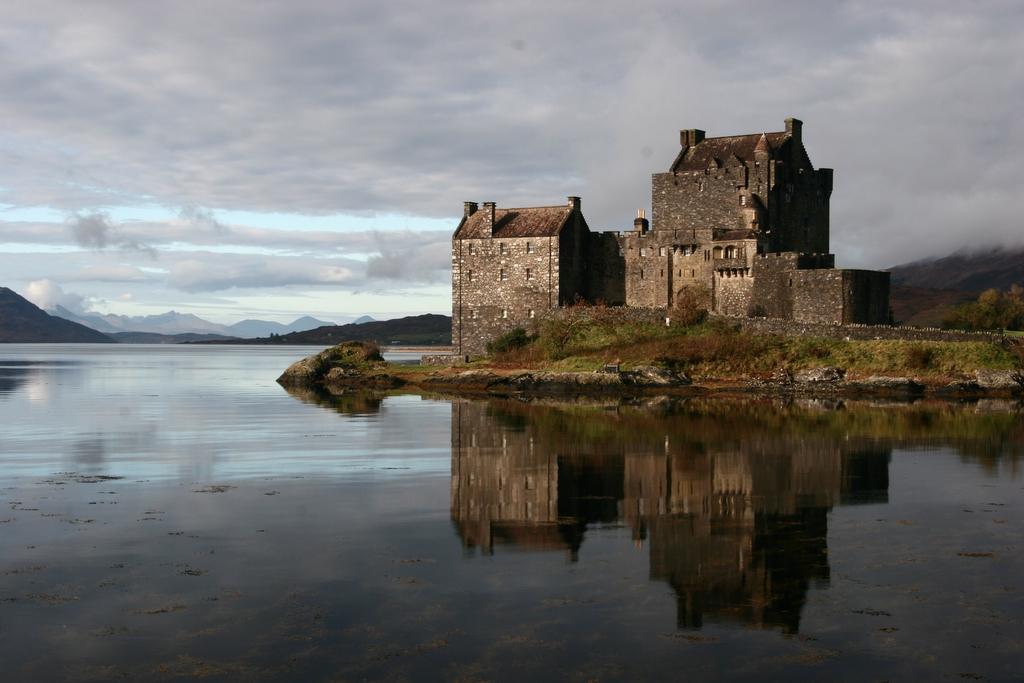
El castell d’Eilean Donan, va aparèixer en diverses pel·lícules com Amb el món no n'hi ha prou (1999), Els immortals (1986) o Loch Ness (1996).

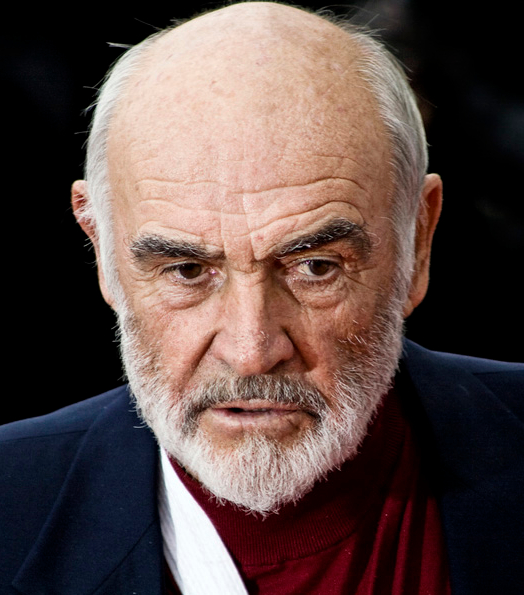
Sean Connery al Festival Internacional de Cinema d'Edimburg el 2008.

La història d’Escòcia ha proporcionat la trama de moltes pel·lícules, com ara Braveheart (1999), que se centra en William Wallace i la Guerra de la Independència d'Escòcia, o adaptacions de novel·les com Kidnapped! de Robert Louis Stevenson (de la qual se n'han fet fins a vuit adaptacions des de 1917) o fins i tot Rob Roy (1995) a partir de la novel·la de Walter Scott. Altres directors s'han centrat en la cultura i la societat escoceses, com Ken Loach amb Ae Fond Kiss… (2004), que se centra en la comunitat pakistanesa de Glasgow, o Trainspotting (1996), dirigida per Danny Boyle i adaptada de la novel·la homònima de l'escriptor escocès Irvine Welsh, descriu la vida de joves drogodependents a Glasgow. Algunes pel·lícules s'han centrat en aspectes «típics» de la cultura escocesa i, de vegades, en el sobrenatural. El popular tema del castell encantat escocès també ha servit com a argument a Un personatge genial (títol original Local Hero), de Bill Forsyth (1983), una comèdia basada en el contrast entre una gran companyia petrolera nord-americana i una típica ciutat costanera petita. Aquest tema del castell encantat també va ser explotat entre d'altres a la comèdia de René Clair El fantasma va a l'oest (1935).
S'han fet servir diversos espais escocesos per al rodatge de diverses pel·lícules d’èxit: la seu del MI6 per a l’aventura de James Bond Amb el món no n'hi ha prou (1999) es troba al castell d’Eilean Donan i la pel·lícula Entrapment (1999) es va filmar en part al Castell de Duart. Pont del Forth i Glen Coe apareixen a Els trenta-nou graons (1935) d'Alfred Hitchcock, adaptada de la novel·la homònima de l'escriptor i polític escocès John Buchan. Al registre de la comèdia, Monty Python and the Holy Grail (1975) es va filmar en llocs de les Terres altes com l'illa de Skye, el castell de Doune i Glen Coe. Més recentment, els paisatges de Glen Nevis es poden trobar a les pel·lícules de la saga de Harry Potter on la ruta del tren Hogwarts Express passa pel viaducte de Glenfinnan. Finalment, la primera pel·lícula de la franquícia Els immortals (títol original Highlander) va inspirar-se en la cultura tradicional escocesa, en particular en el sistema de clans.
Els actors escocesos més famosos han filmat sovint als Estats Units, atès que Hollywood ha acollit la majoria de les seves carreres cinematogràfiques. És el cas, per exemple, de Sean Connery, que durant molt de temps va fer el paper de l'espia James Bond, sense abandonar mai del seu accent escocès. A principis del segle xxi, va continuar sent un dels actors escocesos més populars. Un altre actor escocès important és Ewan McGregor la carrera del qual va començar a Gran Bretanya amb el director Danny Boyle, que li va donar el seu primer paper «destacable» com a Renton —un home addicte a l'heroïna— a Trainspotting. Tanmateix, va ser amb el rodatge de la segona trilogia de La guerra de les galàxies sota la direcció de George Lucas que va guanyar fama internacional.
El Festival Internacional de Cinema d’Edimburg, creat el 1947, és un dels festivals de cinema més antics que existeixen. Inicialment dedicat al cinema documental, el Festival d’Edimburg també va acollir a principis del segle xxi altres formes de cinema, com ara curtmetratges, llargmetratges o pel·lícules d’animació.

## Vida quotidiana

### Clans

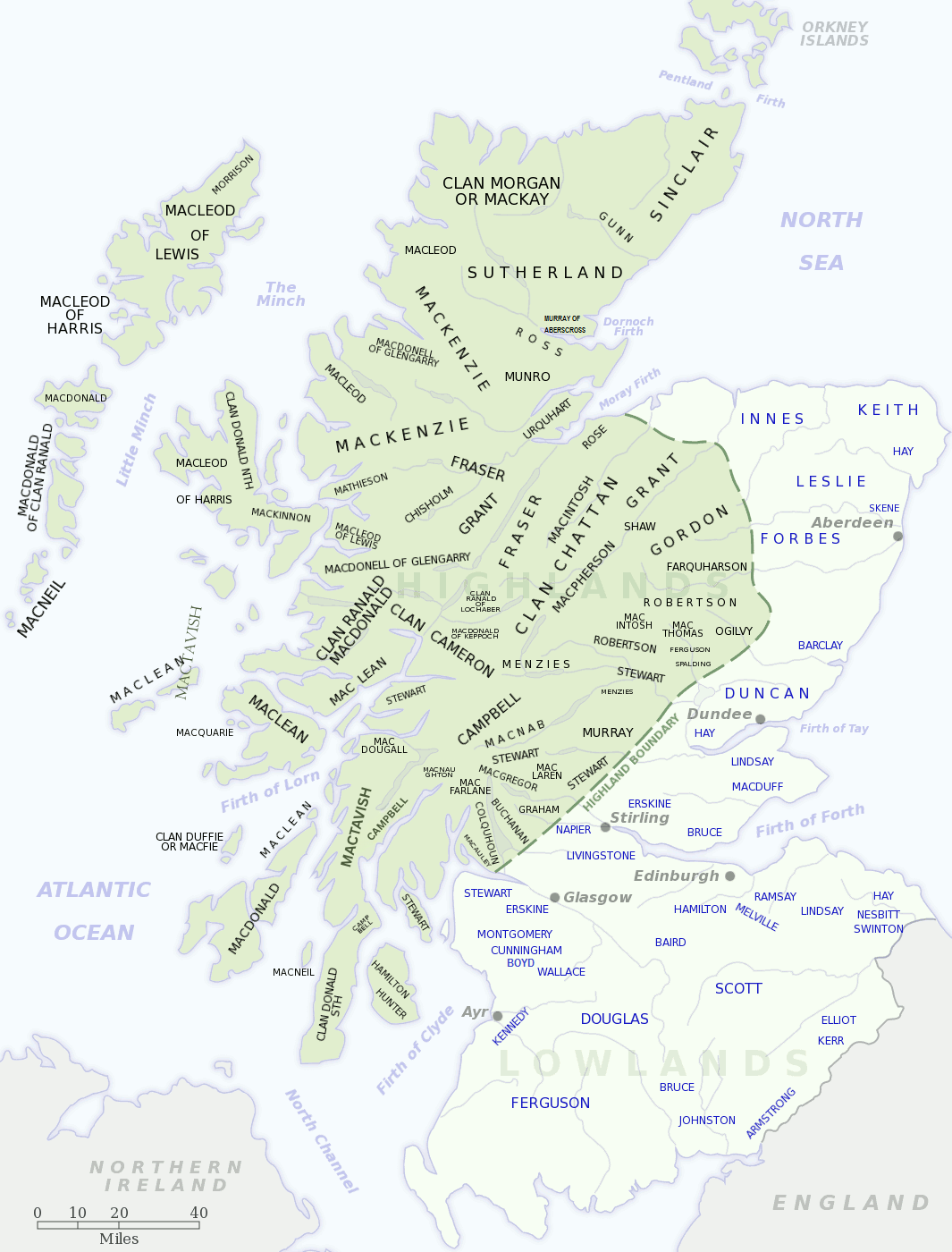
Distribució geogràfica dels clans escocesos.

El terme «clan» prové directament de la paraula gaèlica escocesa «clann», que fa referència als nens, en el sentit de membre jove de la família. En general es fa servir la paraula «leanabhI» per referir-se als nens. El prefix Mac al començament de la majoria dels noms propis significa «fill» i és la forma de fer el patronímic en gaèlic escocès. Així doncs, Andrew MacDonald és un dels «fills d'en Donald». Quan es tracta d'una dona, el Mac és substituït per Nic, que significa «noia». En aquest sentit, Margaret MacRae es converteix, per exemple, en Mairead NicRath en gaèlic. Cada clan és, en teoria, el reagrupament dels membres d'una gran família, tots descendents d'un avantpassat comú, encara que no es conegui necessàriament la filiació exacta, i que reconeixen l'autoritat patriarcal del cap del clan. Dins del clan, els septs són branques de la família principal i solen tenir el seu propi tartà. Samuel Johnson descriu la gènesi dels clans escocesos de la següent manera:
| «                                                                     | Els habitants de les muntanyes formen races diferents i tenen cura de preservar les seves genealogies. Els homes d’un districte aïllat necessàriament barregen la sang casant-se entre ells i, finalment, formen una sola família, amb un interès comú per l’honor i la desgràcia de cadascun dels seus individus. Comença així aquesta unió d’afeccions i aquesta cooperació d’esforços, que constitueix un clan. Aquells que es considerin ennoblits per les seves famílies tindran molt en compte els seus avantpassats, i els que durant generacions han viscut junts en un lloc, perpetuaran les històries locals i els prejudicis hereditaris. Així, cada habitant de les Terres altes pot parlar dels seus avantpassats i comptar les barbaritats que els van causar els mals veïns de la vall del costat. | » |
| — Samuel Johnson, A journey to the western islands of Scotland (1775) | |   |

L’autoritat del cap era absoluta i decidia el futur del clan, les seves aliances i les seves guerres. A canvi de la fidelitat dels membres del clan, el cap administrava justícia i els devia protecció. Fins a la batalla de Culloden, el clan va constituir la columna vertebral de la societat escocesa. La consistència d’aquest model va fer passar el clan per davant dels seus membres. Quan un individu d’un clan, acusat de robatori, s'escapava de la justícia, un altre home del mateix clan podia ser jutjat en lloc seu. A més, tot i que tots els membres del clan tenen el mateix cognom, que és el del clan, tradicionalment, només el cap utilitza aquest nom. Per exemple, el cap del clan Macfarlane es dirà «Macfarlane», sense referència al seu nom, i sense utilitzar la fórmula educada «senyor». Els homes importants del clan seran anomenats pel seu nom complet, segons les convencions habituals. D'altra banda, els membres menors d'edat seran anomenats pel seu nom al qual s'hi afegirà el seu lloc de residència, per exemple «Iain de Tallisker».
Amb la desintegració de la societat tradicional després del 1746, el cap del clan es va convertir en un laird, un terratinent, ajudat pel tacksman en l'administració de les seves finques. El tacksman, normalment un familiar proper del laird, pagava una renda vitalícia al laird pel terreny que se li assignava. El seu càrrec era semihereditari, en el sentit que si la mateixa família que havia ocupat la terra durant diverses generacions, l'abandonava al final del contracte d’arrendament, perdia el seu estatus dins del clan. No obstant això, algunes famílies de tacksmen mantenien llur estatus indefinidament; és el cas les famílies situades al capdavant dels septs d'un clan. L'estatus de simples membres del clan va canviar i va passar de membres del clan que compartien la terra i a qui el cap devia ajuda i protecció, a en parcers que arrendaven la terra del laird.
Cada clan té un conjunt de símbols distintius com ara un lema o un tarà propi, el motiu del qual varia segons el clan i els sept. A més cada clan està associat a un arbre, una branca del qual d'enganxa al casquet tradicional, el tam o'shanter. El passador que el sosté porta el símbol del clan, anomenat crest.

### Naixement i infantesa
| «                 | (gaèlic escocès) Taigh gun chù, gun chat, gun leanabh beag, taigh gun ghean, gun ghàire. | (català) Una casa sense gos, gat, o un infant, es una casa sense alegria ni felicitat. | » |
| — Refrany popular |                                                                                          |                                                                                        |   |

#### Legislació
El naixement ha de ser declarat legalment en el termini de 21 dies al Register of Births, Deaths and Marriages (lit. «Registre de Naixements, Defuncions i Matrimonis») per un dels progenitors o, en cas de la seva incapacitat, per un tercer proper als pares o que tingui l'infant a càrrec com un metge, una llevadora o un cuidador. Si el els pares no estan casats, la paternitat del pare només es pot reconèixer mitjançant una signatura conjunta al registre o mitjançant una sentència dictada a aquest efecte. Els tutors legals del nen són per defecte els dos pares, d'acord amb la Family Law (Scotland) Act 2006, la llei de família. Llur responsabilitat és completa fins als 16 anys; manté un paper d’assessorament fins als 18 anys, o fins i tot als 25 en cas de dependència financera en el marc de l'educació superior. L’adopció està regulada per una llei del 2007 (Adoption and Children (Scotland) Act 2007). Els serveis d’adopció es troben sota la responsabilitat de les autoritats locals. Un nen pot ser adoptat tant per una parella com per una sola persona; quan té 12 anys o més, el seu consentiment és essencial. Com a la resta del Regne Unit, l'adopció homoparental és possible a Escòcia.

#### Part

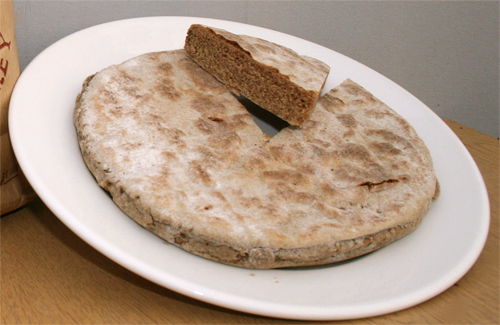
Bannock, menjar tradicional escocès.

Les peculiaritats del part al nord-est d'Escòcia al segle xix van ser descrites pel reverend Walter Gregor. Durant el part, la mare estava envoltada per la llevadora i amigues del barri, a més, només es permetia venir a dones sense fills. El costum era que quan algú entrava a la casa on estava tenint lloc el part, havia de desitjar que fos ràpid. Un cop va naixia el nen, ell i la mare eren santificats amb una espelma encesa donant la volta al llit tres vegades (o girant-la tres vegades al voltant del cap quan no era possible fer la volta). A més, es col·locava una bíblia, pa i formatge (o una bíblia i una galeta) sota el coixí i es repetien les paraules següents: «May the Almichty debar a’ ill fae this umman, an be aboot ir, an bliss ir an ir bairn» («Que el totpoderós protegeixi aquest home de la desgràcia […] i beneeixi el nen» en escocès). Un cop el formatge i el pa, o la galeta, havien complert el seu propòsit, es repartia entre els amics presents que no estiguessin casats perquè els col·loquessin sota els coixins per a provocar somnis. Seguidament, el naixement d’un nen era celebrat amb la merry mecht, on es menjava formatge (cryin kebback on kebback significa formatge) i en alguns llocs cryin bannock, que és una mena de pasta fregida feta de sucre, llet i civada. Tots els presents agafaven un tros del formatge i el repartien als seus amics.

La creença en les fades era particularment important i es patia fins que el nen va era batejat. La creença era que les fades eren els éssers de l'infern que havien de pagar un delme cada set anys (the teind to hell) i que per fer-ho preferien sacrificar un nounat humà en lloc d'una d'elles:
| «                                     | (anglès) There came a wind out of the north, A sharp wind and a snell, [...] But aye, at every seven years They pay the teind to hell | (català) Va arribar un vent del nord, un vent fort i una bufada. [...] Però sí, cada set anys paguen el delme a l'infern. | » |
| — Walter Scott, Poetical works (1838) | | |   |

Així, les fades segrestaven un nounat i el portaven al seu regne a través del dog-hole i substituït per una criatura anomenada changeling. Una interpretació a aquesta història es remunta a l’època dels pictes quan, durant les seves invasions, van emportar-se moltes dones i nens. Hi havia diversos mètodes possibles per a recuperar un nen segrestat, per exemple:
| «                                                                                             | A l'oest de les Terres altes, per recuperar el nen perdut […] es recomanava als pares l'acció següent: "Col·loqueu el nen canviat a la platja sota la marca de la marea alta quan la marea sigui baixa, sense tenir en compte els seus plors, i les fades, en lloc de deixar que el seu fill mori ofegat per les aigües creixents, se l'emportaran i tornaran el nen que robat. El senyal que ja s'ha fet el canvi serà la fi dels plors del nen." | » |
| — C. J. S. Thompson, "The Folklore of Birth and Infancy" a Hands of Destiny (1932), p. 18-19. | |   |

Els mitjans que els habitants utilitzaven per protegir-se de les forces malicioses van ser detallats per J. M. McPherson que va observar que «el pa i el formatge semblen les ofrenes habituals per apaivagar les fades, i es troben contínuament vinculats als ritus domèstics». Un altre mitjà molt utilitzat era el foc amb el qual s'escalfava carbó que es llançava a l’aigua on el nounat s'havia banyat prèviament. A mesura que els costums canvien amb el pas del temps, de vegades hi ha tradicions que xoquen, com en la situació que va contar John Mill de Dunrossness el 1758, quan la seva dona va donar a llum el seu segon fill: «[la llevadora local] va agafar un gran ganivet de cuina i va fer creus a la el llit després del naixement del nen, d’acord amb els seus costums supersticiosos […], i la meva dona li demanà que sortís amb els seus encanteris».
Alguns nadons neixen amb una membrana al cap anomenada coiffe. Tenia la reputació d’impedir l'enfonsament d’un vaixell i, segons les interpretacions, o bé els capitans dels vaixells el compraven a bon preu, o bé el nen seria un bon mariner.

#### Bateig
El sagrament del baptisme és essencial per als cristians. El sagrament s'havia de fer ràpidament després del naixement, atès que un nen que no ha havia estat batejat i que no havia rebut un nom, en cas de mort, seria condemnat a vagar i perseguir els seus pares. El sagrament, dut a terme per l'Església d’Escòcia, té lloc al final de l'ofici religiós, i es pot practicar indistintament mullant el front o per immersió total. Aquest tipus de ritual també era important per als no cristians, que tenien una cerimònia similar abans dels temps del cristianisme, on un nen era admès com a membre de la comunitat en un ritual que consistia en l’ús de l’aigua, en què se li atorgava el nom i se'l protegia contra els dimonis. De la mateixa manera que el nen s'havia de batejar, la mare havia d’anar a l'església a fer una cerimònia, ja que mentre no hi anés, era considerada heathen, que és una manera pejorativa de dir que no era cristiana. Aquesta mateixa cerimònia era habitual en la tradició noruega fins a la dècada de 1930. La cerimònia es desenvolupada de la següent manera:
| « | La mare i el fill anaven a l'església i [el sacerdot] els trobava a l'entrada i donava una espelma encesa a la mare. […] L'espelma tenia el significat, més o menys, de purificació de l'individu. Van ser beneïts amb aigua beneïda, es va dir un salm i es van fer diverses oracions, i la mare, sostenint l'estola del sacerdot, va ser conduïda a l'església per aquest. I hi havia diverses pregàries i altres coses, però mentre anaven a l'església, deia “Entra al Regne de Déu” i conduïa la mare a l’altar, on aquesta i el bebè eren beneïts de nou i diverses oracions eren dites per donar gràcies per la vida de la mare i del nen nascut… Era la seva primera sortida real, i va ser a l'església. Potser es reuniria amb alguns amics després. Era una ocasió, sens dubte una ocasió… era especial per a ella, oi? Ara tot és molt normal… | » |
| — Ciorstaigh Docherty, entrevistada a la seva casa entre Torcroy i Kingussie el 16 de març de 1992 per Margaret Bennett, dins Scottish Customs from the Cradle to the Grave (1992) | |   |

Si s'havia de batejar més d'un infant, s'havia d’establir una ordre. En general, es considerava millor batejar primer un nen perquè si es batejava primer una nena, hi hauria una inversió: la nena creixeria amb barba i el noi sense. En altres llocs es donava prioritat a la nena, ja que hi havia la possibilitat que el noi deixés la barba a l’aigua i, d'aquesta manera, la nena s'arriscaria a rebre-la.
Després del bateig, la mare podia caminar amb el nen i visitar els seus veïns, que llavors havien de posar una mica de sal a la boca del nen. L’ús de la sal com a purificació es troba en moltes religions. La sal també pot significar just el contrari, ja que vessar sal era un signe de mals auguris. Això es pot veure L’Últim sopar d'acord amb la descripció que Jack Wasserman fa del quadre durant el seu procès de restauració: Judes va vessar un bol de sal, encara que no es descrigui a la Bíblia, un fet que auguraria la seva futura traïció. El foc, suposadament per repel·lir els mals esperits, també es pot combinar amb sal:
| «                                                                    | Tinc un record força viu d’haver-me considerat la víctima desafortunada d'un mal d’ull. […] Per suprimir aquesta influència nociva, vaig ser objecte de la següent operació, que va ser prescrita i supervisada per un veí "qualificat" en aquestes coses: es va demanar una moneda de sis penics a un veí, es va mantenir un bon foc encès a la llar de foc, la porta estava tancada amb clau i em van col·locar en una cadira davant del foc. La que va fer l'operació, una vella, va agafar una cullerada i la va omplir d’aigua. Amb la moneda va agafar tanta sal com fos possible i va posar les dues a la cullera. Després va fer girar l’aigua amb el dit índex fins que es dissolgués la sal. Em van mullar les plantes dels peus i els palmells de les mans amb aquesta solució tres vegades i després vaig haver de tastar-la tres cops. La [vella va dibuixar] amb el dit índex mullat al front. Va tirar la resta de la cullerada al foc. | » |
| — James Napier, Folklore, Plain Labels Books, 1879, ISBN 1603030905. | |   |

#### Educació
L'educació del nen és important i, en particular, la idea de tenir-ne cura ben aviat, que es resumeix en el proverbi «Am fear nach do dh'ionnsaich aig a 'ghlùin, cha'n ionnsaich e ris an uileinn» («qui no va aprendre quan era petit, no aprendrà quan sigui gran».

### Matrimoni
| «                 | (gaèlic escocès) Is minig a bha 'm pòsadh luath 'na phòsadh truagh, 's am pòsadh mall 'na phòsadh dall. | (català) Un matrimoni precoç sovint és un mal matrimoni, un matrimoni tardà és sovint un matrimoni cec. | » |
| — Refrany popular | | |   |

Durant les esposalles, l’home ofereix un anell a la dona. Actualment, s'acostumen a comprar l'anell junts, i en cas que sigui això la tradició del regal marca que és la dona qui tria els anells i l'home qui els paga. Particularment a la zona de Glasgow, l'anell de vegades està gravat amb les inicials de la parella i la data del compromís; i independentment de la regió, els anells de diamants són els més oferts. L'anell de compromís es porta al quart dit de la mà esquerra, al lloc del futur anell de noces. Des dels anys setanta, han aparegut els anells de compromís destinats a ser portats per homes, els signet rings; la parella va comprar, per tant, dos anells. Posar l’anell per primera vegada es considera l’inici del compromís i sovint les parelles decideixen viure aquest moment sols. Seguidament, se celebra una vetllada senzilla on assisteixen la família de la parella i els amics més propers; els convidats brinden després per la salut de les parelles compromeses i sovint els ofereixen regals. Aquests regals tradicionalment són petits detalls, tot i que també poden ser de valor, però en tot cas estan destinats al parament de la llar. A més, sovint es prepara un pastís que prefigura el pastís de casament.

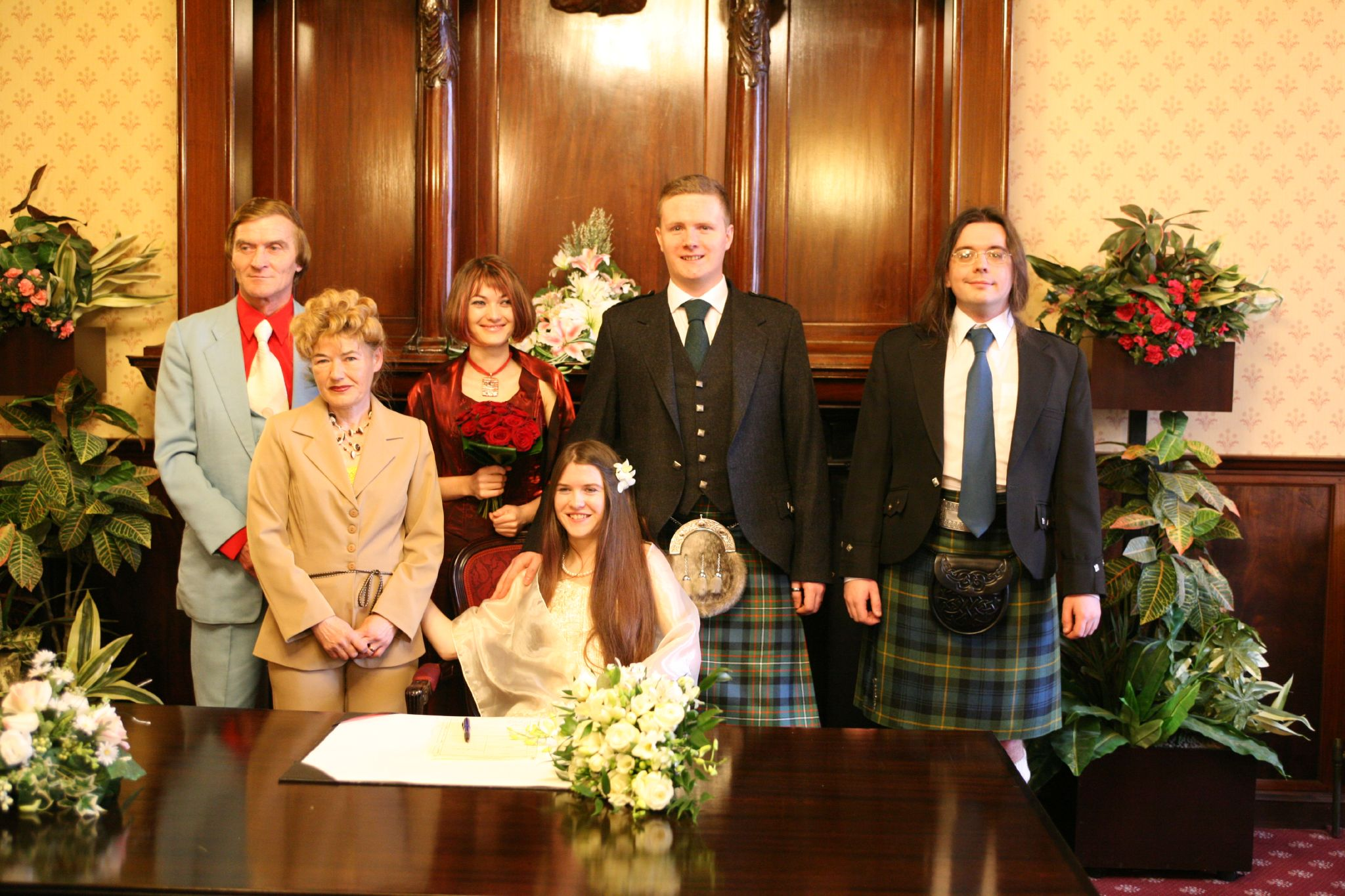
Fotografia d'un casament civil escocès; el nuvi i el seu testimoni porten el kilt.

El matrimoni civil existeix a Escòcia des de la segona meitat del segle xiv. Actualment, el matrimoni civil conviu amb el matrimoni religiós segons la llei de sobre el matrimoni a Escòcia de 1977 (Marriage (Scotland) Act 1977). L'edat mínima és de 16 anys per a cadascun dels cònjuges i no es reconeixen unions consanguinies, fins al tercer grau. El matrimoni civil l'oficia una autoritat civil (district registrar) que pot rebre objeccions de tercers abans de la cerimònia. El temps màxim entre la presentació de la sol·licitud i la celebració del matrimoni és de tres mesos i el mínim és de catorze dies.
El matrimoni religiós pot ser celebrat per un sacerdot, un pastor o qualsevol representant d'una religió reconeguda com a apta per a celebrar un matrimoni per la llei de 1977. En qualsevol cas, la signatura d'un certificat de matrimoni és obligatori, però la celebració religiosa exonera de la celebració civil.
Abans del 1929, l'edat núbil era de 12 anys per a les dones i 14 anys per als homes i els menors no necessitaven el consentiment del seu tutor legal per casar-se. Això, va ser aprofitat per molts, particularment al segle xix, atès que els matrimonis celebrats a Escòcia tenien validesa a la resta del Regne Unit. El 2007, hi van haver 29.866 matrimonis a Escòcia, enfront dels 29.898 de l'any anterior.
Civil o religiosa, la cerimònia del casament a Escòcia té certs trets tradicionals. El nuvi i els homes presents porten la vestimenta tradicional escocesa, formada per un kilt i els seus accessoris, i una jaqueta curta negra; sovint es penja a la solapa de la jaqueta una branqueta de bruc com a amulet de la sort, de vegades adornada amb una cinta de tartà. La núvia, porta el vestit blanc habitual a Occident.
Entre les tradicions que envolten el casament hi ha el rentat dels peus de la futura núvia. L'anell de casament d’una dona casada es col·loca a l’aigua; es diu que la primera de les dones solteres que es renta els peus per trobar l’anell de noces és la següent a casar-se. La tradició del first food (lit. «primer peu») consisteix a què la núvia li oferirà una moneda i un got de whisky la primera persona que la núvia es troba en el camí cap a l'església. De vegades, després de la cerimònia, el pare de la núvia talla una cinta que barra la porta de l'església i que simbolitza el fet de donar llibertat a la seva filla. També a la sortida de l'església, el nuvi pot llançar monedes als nens presents per tal d’assegurar la bona fortuna del seu matrimoni. Un tocador de cornamusa actua en honor dels nuvis quan surten de l’oficina del registre civil o de l'església; també pot tocar a la recepció. Durant això, el nuvi sovint treu la lligacama, normalment blava, de la núvia i la llença als homes solters reunits i el que agafa la lliga se suposa que serà el proper de casar-se.

### Hospitalitat
| «                 | (gaèlic escocès) An làmh a bheir, ‘sia gheibh. | (català) La mà que dona és la mà que rep. | » |
| — Refrany popular |                                                |                                           |   |

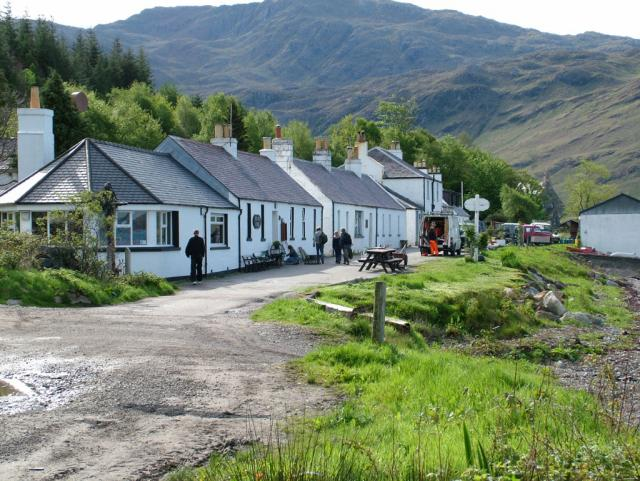
El poble d’Inverie, a la península de Knoydart (Terres altes), on es troba el pub més aïllat de Gran Bretanya.

Molts viatgers han avisat de l’hospitalitat escocesa. El 1695, Martin Martin va atribuir la manca de popularitat de la primera fonda de Harris, aleshores acabada d'inaugurar, a una tradició d’hospitalitat que faria innecessàries les fondes. Gairebé un segle després, el 1773, Johnson es va referir-hi diverses vegades en el seu quadern de viatge a Escòcia, presentant l'hospitalitat com un tret comprovat definitivament dels habitants d'Escòcia. Johnson ho relaciona amb el sistema dels clans, creient que l'educació dels habitants de les Terres altes prové de la dels caps de clan. Uns anys més tard, l'historiador i gramàtic Pierre-Nicolas Chantreau considera que l'hospitalitat és una característica del poble escocès:
| « | […] Vam ser perfectament ben rebuts, no perquè exhibíssim la nostra carta, sinó perquè els hebridians són els escocesos més hospitalaris i no hi ha ningú més hospitalitari que la gent d'Escòcia. | » |
| — Pierre-Nicolas Chantreau, Voyage dans les trois royaumes d'Angleterre, d'Écosse et d'Irlande, fait en 1788 et 1789, 1792 | |   |

Hi ha diversos costums distintius que marquen l’hospitalitat escocesa. Una antiga llei d’hostaleria, descrita el 1578 pel bisbe i historiador escocès John Lesley, és que l’hoste ha de defensar el seu amfitrió i ajudar-lo en totes les seves baralles, sempre que l’àpat que ha compartit amb ell no sigui digerit. Més recentment, quan el convidat se'n va, el seu amfitrió li ofereix el deoch an doruis (lit. "beguda de la porta" en gaèlic escocès). Quan el propietari d’un pub serveix un deoch an doruis a algun dels seus clients, els està oferint una beguda gratuïta.

### Mort
| «                 | (gaèlic escocès) Amaisidh an dall air an reilig. | (català) El cec trobarà el camí cap a la tomba. | » |
| — Refrany popular |                                                  |                                                 |   |

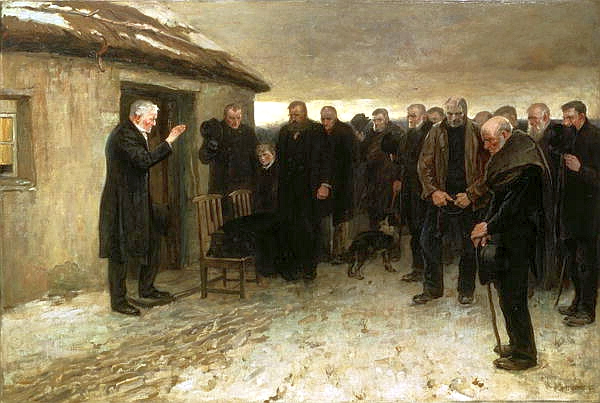
Un enterrement a les Terres altes, James Guthrie (1882).

Tradicionalment, durant la vetlla, el cos del difunt estava cobert amb una mortalla de lli i tenia la cara descoberta. Martin va informar el 1695 que els assistents, i més concretament la família immediata, cantaven planys lloant el mort. Tanmateix, aquest costum semblava haver desaparegut durant el viatge de Johnson de 1773, que va assenyalar que «[…] algunes de les antigues solemnitats ja no s'utilitzen, i els cantants ja no es contracten per seguir la processó». La lectura dels salms també pot formar part del ritual.
El 1859, el periodista francès Louis Énault va descriure l'organització d'una vetlla a l'illa de Skye de la següent manera:
| «                                                                     | El tanatori [en l'original "maison mortuaire", literalment "casa mortuòria"], com diem en el nostre horrible llenguatge, es trobava en una vall oberta al llac a dues milles de Kirkibost. Arribàrem cap al migdia. El cos estava estirat sobre un banc, envoltat en una mortalla, però la cara estava descoberta com en els funerals italians. Era bonic, amb una expressió tranquil·la i reposada. La galta pàl·lida havia perdut aquells rams de roses massa brillants que la tisi eclosiona als pòmuls; els llavis tenien matisos de violetes de Parma i la part inferior de l’ull semblava ennegrida com amb l'alcofoll de Java. Li havien posat un plat de fusta al pit, amb uns pessics de sal i terra separats amb cura. La terra és l'emblema del cos que es converteix en pols; la sal és el símbol de l’ànima incorruptible i immortal. S'havia procurat apagar el foc de tot arreu i es col·locaren sentinelles armats amb pals a totes les sortides per evitar que un gos o un gat passessin per davant del cadàver, cosa que tota la casa consideraria un mal auguri. | » |
| — Louis Énault Angleterre, Écosse, Irlande : voyage pittoresque, 1859 | |   |

Aquest costum de col·locar sal i terra en un plat situat al pit del difunt també és descrit per Donald MacLeod, que especifica que de vegades també es col·locava una bíblia oberta a sota la cara per evitar que els mals esperits posseïssin del cos. Una creença força estesa era que l'esperit de l’última persona enterrada en un cementiri en vigila la porta (Faire chlaidh en gaèlic escocès), i només el relleven de la seva vigília amb l'esperit de la següent persona que serà enterrada. La fórmula tradicional gaèlica pronunciada a la mort és «A Chuid de Pharas dha!» (lit. «Que tingui la seva part del Paradís!»), equivalent a les expressions catalanes «descansi en pau» o «al cel sigui». El funeral sol anar seguit d’un aperitiu, que se sol servir a casa del difunt.

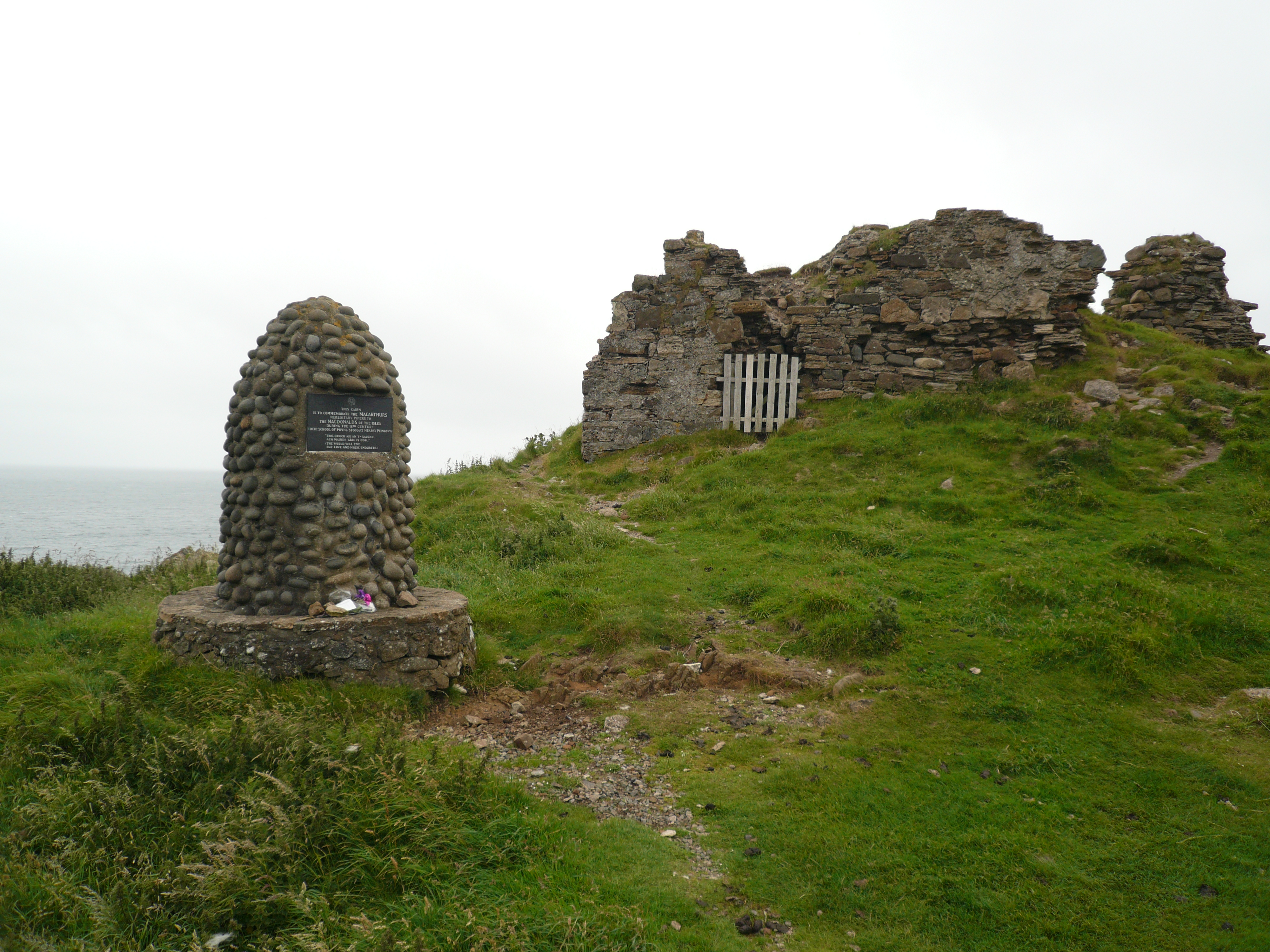
Cairn commemoratiu de la família MacArthur, gaiters dels MacDonalds, Senyors de les Illes a l'illa de Skye. Al fons hi ha les ruïnes del castell de Duntulm.

Des de l’època picta, els cairns es podien utilitzar per marcar un lloc de memòria, ja fos una tomba o el lloc d’una batalla. En aquest període, el cos s'enterrava acompanyat de diversos objectes, sota una capa de sorra seca, sobre la qual s'erigia el cairn. Un refrany gaèlic antic diu així: «Cuiridh mi clach air do chàrn» (lit. «Vindré a posar una pedra al teu cairn», en el sentit de «no t'oblidaré»).
Legalment, avui dia, qualsevol defunció que es produeixi en territori escocès s'ha de declarar al registre civil en un termini de vuit dies. Els nens morts s'han de declarar després de la vint-i-quatre setmana d’embaràs. La donació d’òrgans es regeix pel principi del presumpte consentiment; en absència d’oposició del difunt expressada durant la seva vida, es considera que hi va donar el seu consentiment. Una cerimònia civil o religiosa pot tenir lloc abans de la inhumació. La cremació només és possible després d’eliminar qualsevol obstacle mèdic-legal; l'enterrament només es pot fer als cementiris.

## Gastronomia

### Cuina

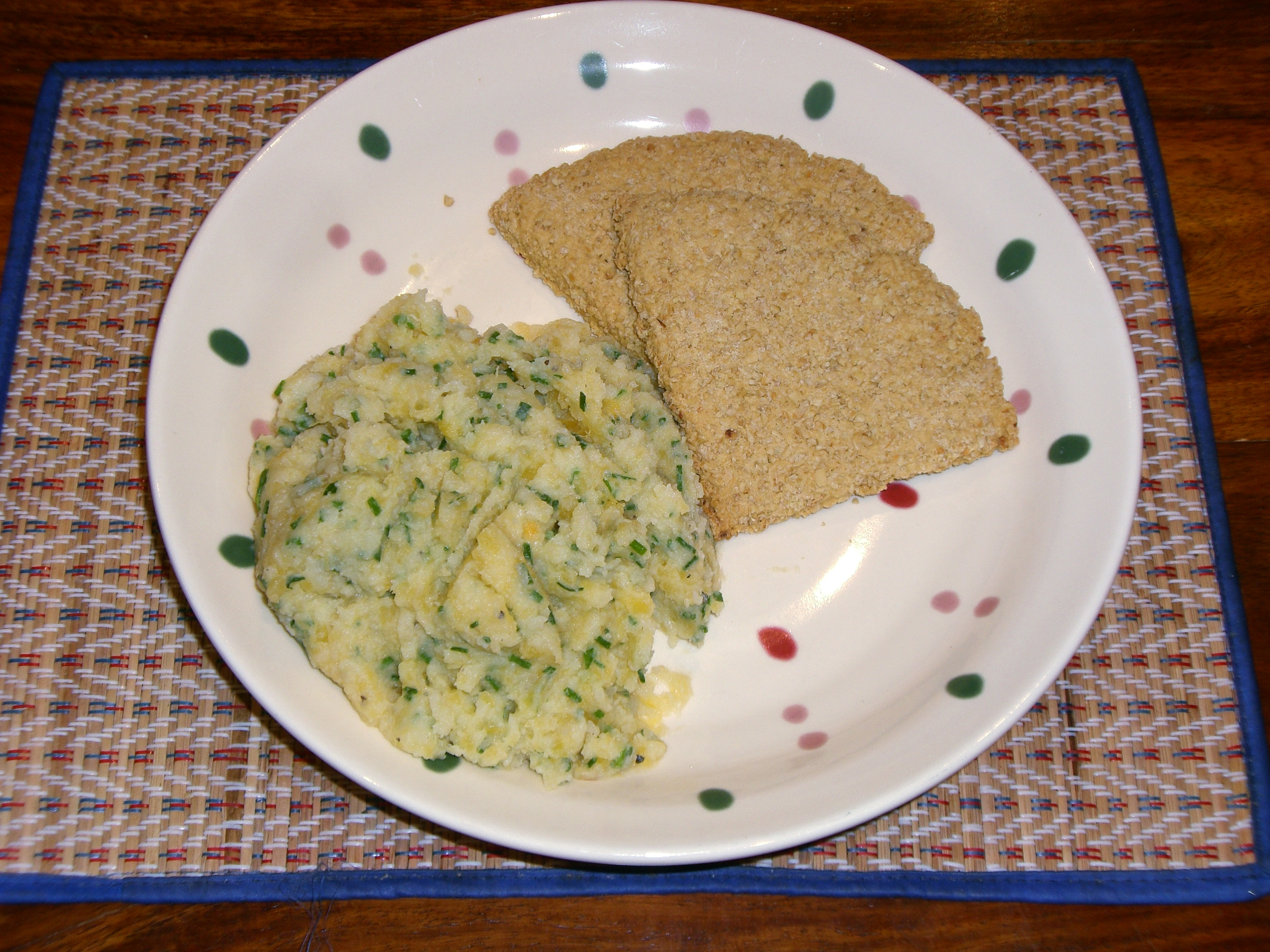
La clapshot (puré de patates i naps) acompanyada de dues galetes de civada.

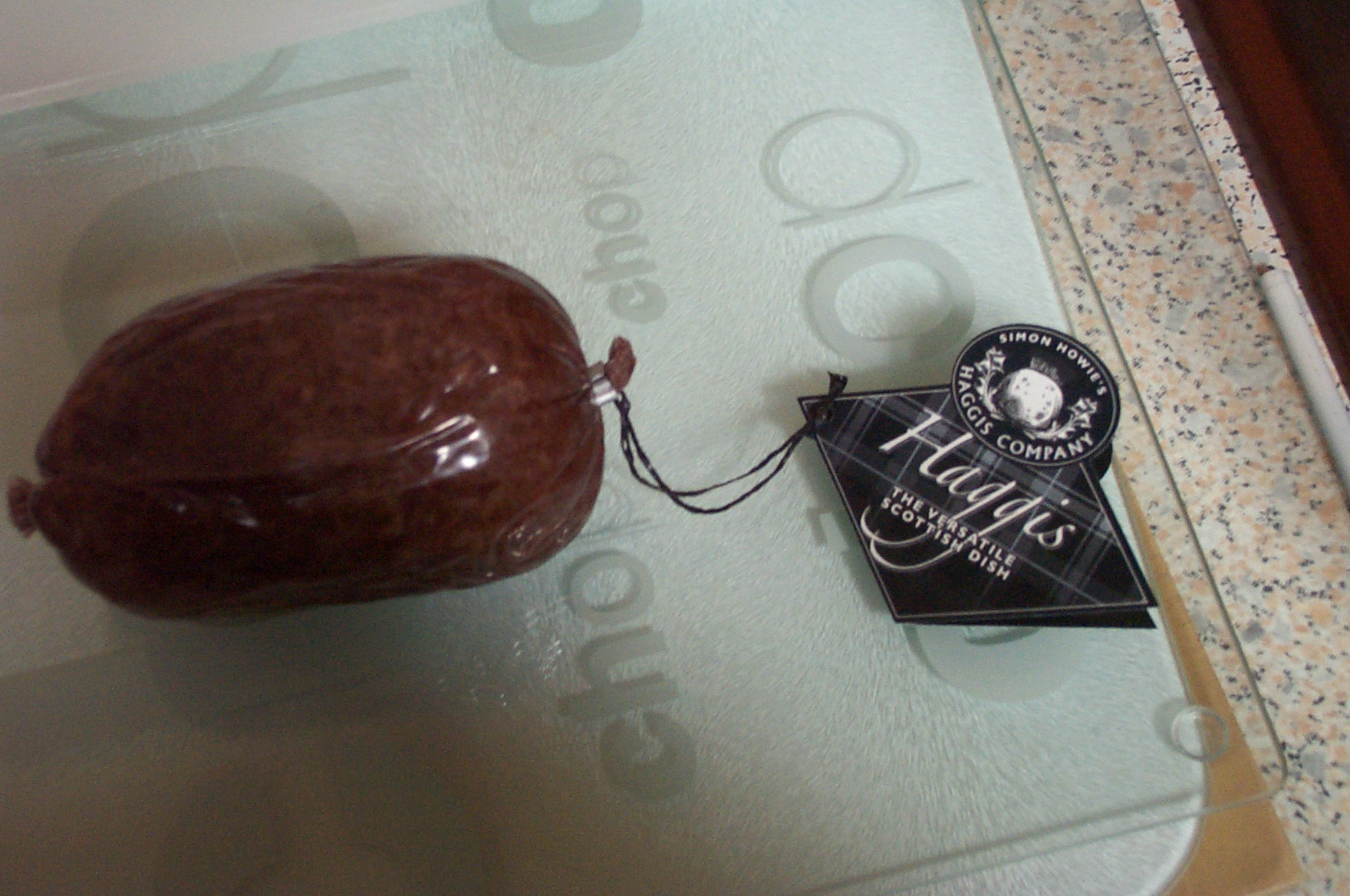
Un haggis sense coure.

Històricament, la dieta escocesa era una dieta amb molt poca quantitat de carn, peix salat o fumat i es basava en la civada, que juntament amb l'ordi, és un dels únics cereals cultivables al clima del nord d’Escòcia. L'escriptor Samuel Johnson va dir sobre la civada que es tracta d'una «llavor que a Anglaterra es dona generalment als cavalls, però que a Escòcia alimenta la gent» i, de fet, els flocs de civada eren presents en moltes receptes. El porridge, un dels aliments principals de l'esmorzar, són unes farinetes cuites amb una cocció ràpida on els flocs es preparen amb llet o aigua i es mengen salats o dolços. El porridge es remena amb una mena de cullera de fusta anomenada spurtle. La civada també s'utilitza en l'elaboració dels bannocks (una mena de coques planes), de farciments o de botifarrons. També es fa servir la civada per fer la galeta de civada, considerada el pa escocès.

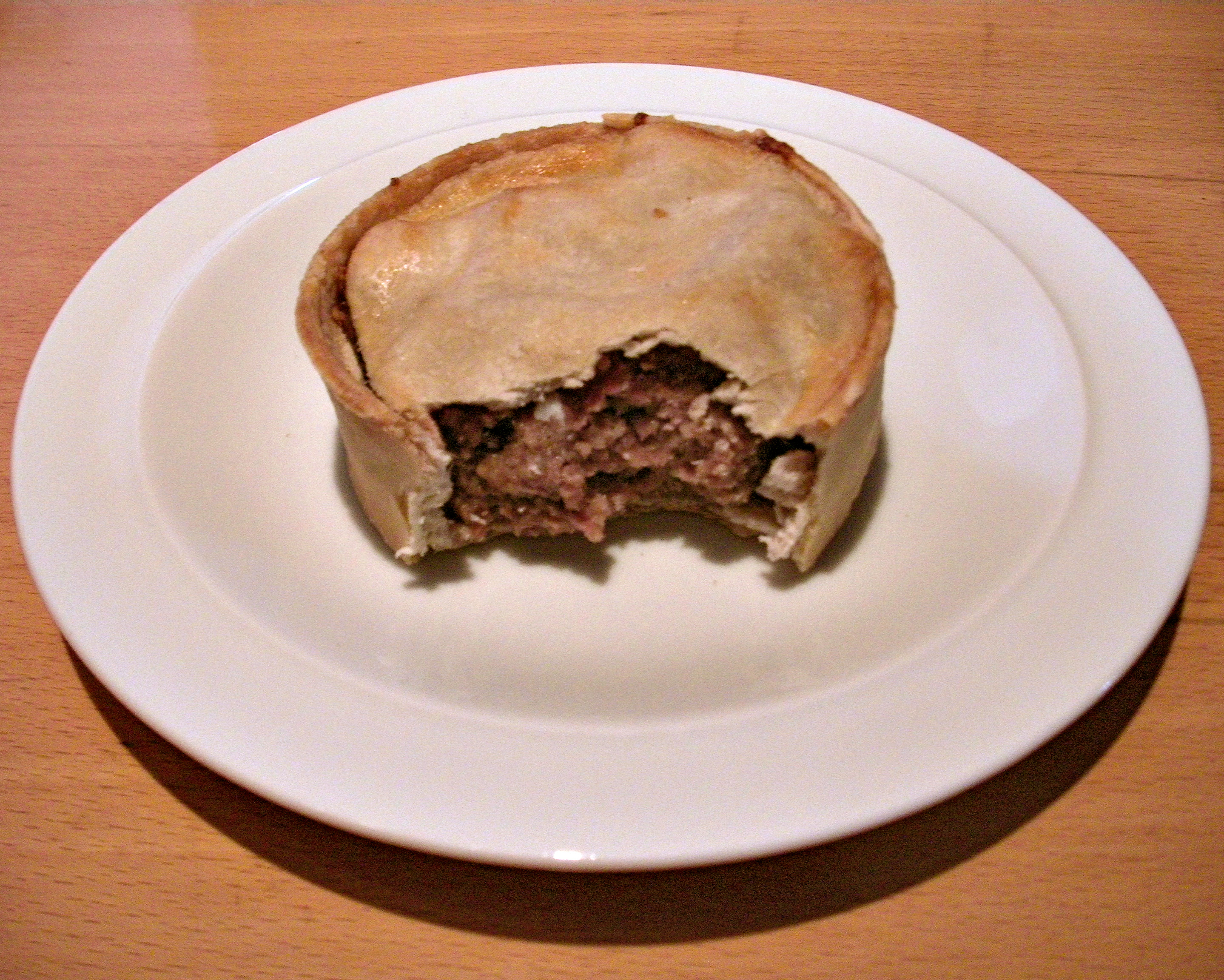
Un pastís escocès.

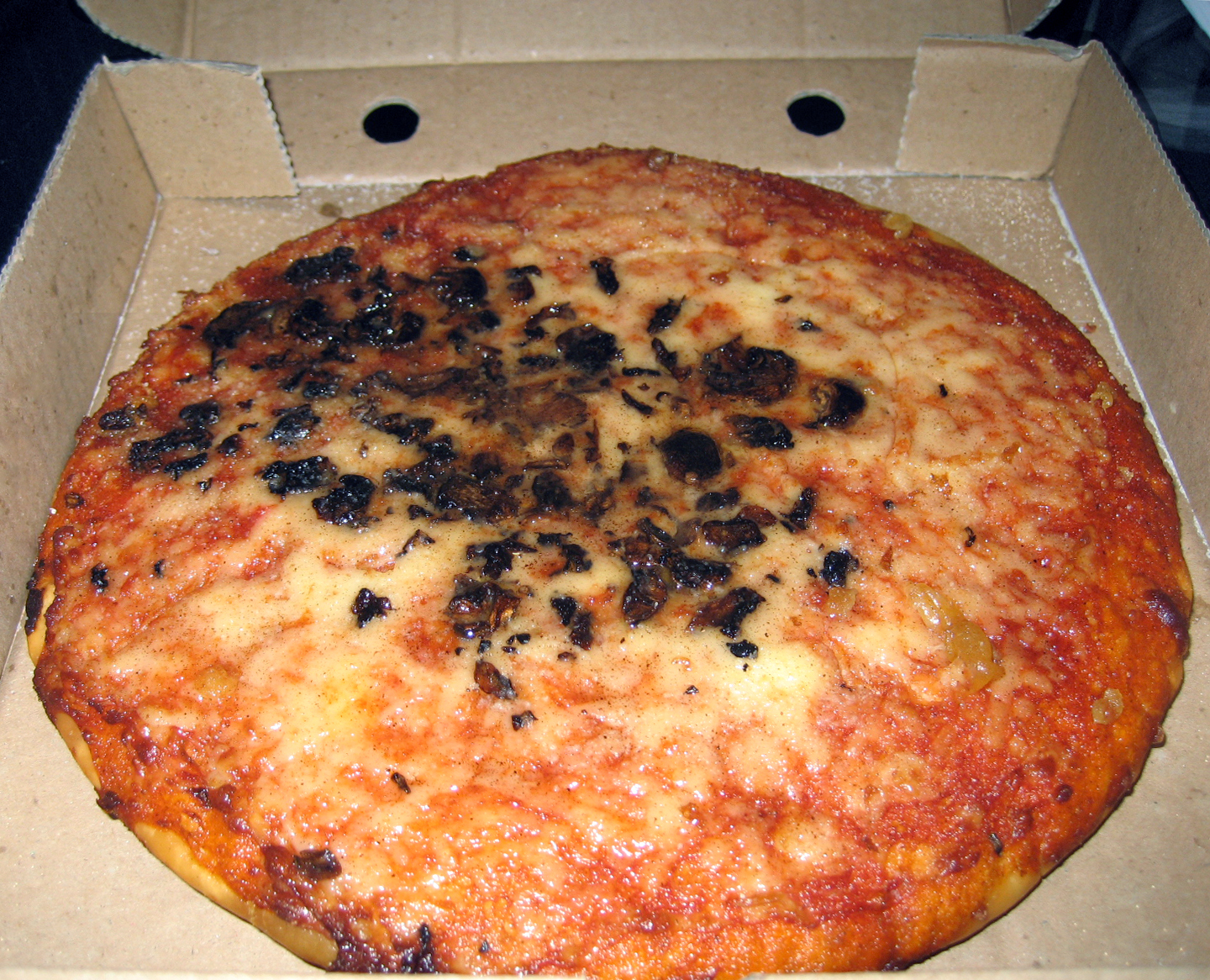
Una pizza fregida.

Els flocs són un dels ingredients comuns en les diverses variants del plat nacional escocès, els haggis, acompanyats de les moques de l'ovella (cor, fetge i pulmons) picades amb ceba, sèu i espècies, entre els quals hi ha el pebre i sal. El conjunt es bull tradicionalment a l'estómac d'una ovella durant unes tres hores, però la majoria dels haggis que hi ha al mercat actualment es fabriquen amb un embolcall sintètic. El haggis és el plat principal del sopar de Burns, la nit del 25 de gener, on es recita el poema Address to a Haggis (Oda a un haggis) de Robert Burns. Els haggis se serveixen tradicionalment amb neeps i tatties (naps i patates) i s'acompanyen d’un dram (un got de whisky escocès). Per respondre a les qüestions dels viatgers que es preguntaven quins eren els ingredients que es feien servir per als haggis, va néixer la criatura fictícia dels haggis salvatges. Originari de les Terres altes, el haggis salvatge és una espècie d’ocell semblant a l'estruç que té, segons cada versió, tres potes, dues de les quals són llargues i una de curta; o quatre potes, dues de llargues per un costat i les altres més curtes, per poder córrer més ràpid per les muntanyes, cosa que recorda el dahu.

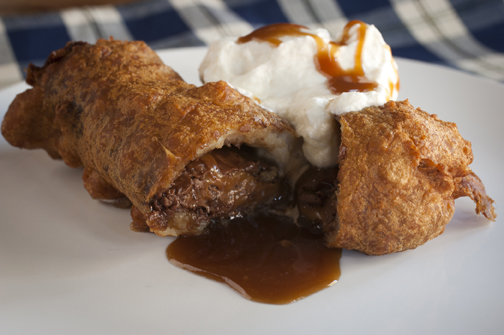
Una xocolatina Mars fregida.

La civada va ser substituïda per la patata com a base alimentària a principis del segle xviii; això proporcionava més vitamina C en la dieta, ja que prèviament només hi era present en petites quantitats. La patata també va fer història: s'havia convertit en essencial en la dieta dels camperols, però a causa del míldiu n'hi hagué una gran escassetat a la dècada de 1840 que va provocar disturbis a les Terres altes. En aquest moment, la població de les Terres altes es va considerar massa gran, cosa que va donar marge de maniobra als propietaris que volien expulsar els camperols per convertir els camps en pastures.
Escòcia també és coneguda pel seu menjar porqueria amb receptes que van aparèixer a finals dels anys noranta, com ara fregir xocolatines Mars o pizzes.

### Whisky

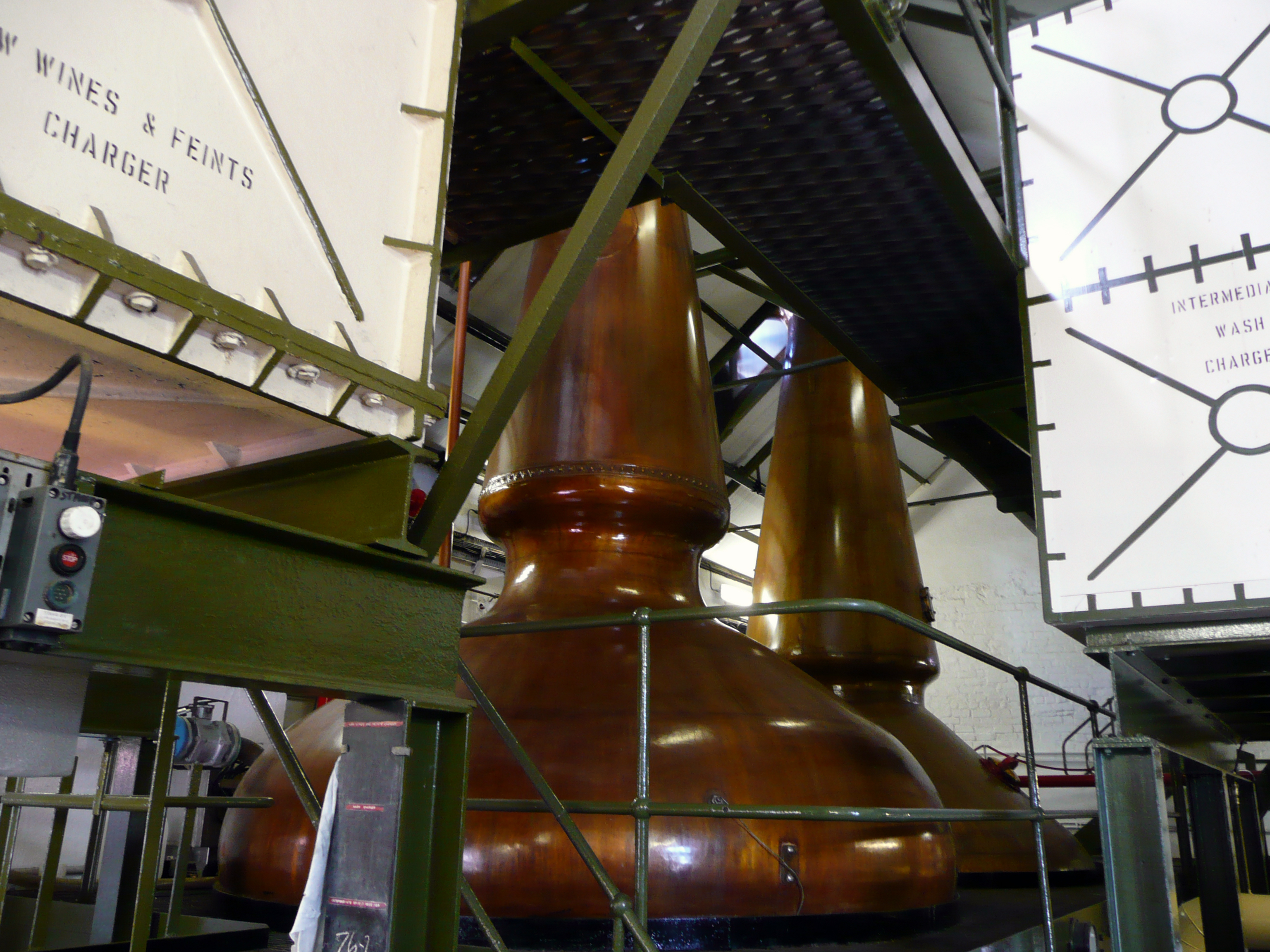
Els dons alambins de la destil·laria Ardbeg.

Scotch Whisky (en català «whisky escocès») és el nom que s'utilitza habitualment per referir-se al whisky produït a Escòcia. Aquesta denominació està protegida per una llei de 1988, la Scotch Whisky Act, que estableix que el whisky escocès s'ha de destil·lar i envellir a Escòcia.
El primer registre de whisky (uisge beatha, lit. "aigua de vida" en gaèlic escocès) a Escòcia es remunta a 1494. Aquesta és una nota que fa referència a la producció d'aiguardent en un document oficial, l'Exchequer's roll, que diu «8 bolls of malt to Friar John Cor, by order of the King to make aqua vitae» i que testimonia una pràctica ja consolidada. Generalment es creu que els monjos de Dál Riata van aportar als escocesos el seu coneixement en el camp de la destil·lació quan van venir a evangelitzar els pictes de Caledònia.
L'Acta d’Unió que vinculava Escòcia a Anglaterra el 1707 exigia l’homogeneïtzació dels impostos entre els dos països. Va ser l'inici de l'auge del contraban i un enfrontament entre productors clandestins i els «Excisemen», els responsables de la recaptació d'impostos, que va durar fins al segle xix. El 1713, la introducció d’un impost sobre el malt va provocar una revolta, va fer disminuir el consum de cervesa local (produïda a partir d'ordi maltat) i va promoure la producció nacional (no subjecta a impostos) de whisky. El 1781, per frenar el fenomen, es va prohibir la destil·lació domèstica.
El 1784, la Wash Act tenia com a objectiu simplificar el sistema fiscal per fer-lo més eficient. Es reforcen els controls de les destil·leries oficials, s'incentiva la producció a les Terres altes mitjançant una reducció dels impostos sempre que no se n'exporti la producció. A més, cal una mida mínima dels alambins. Amb l'arribada de la revolució industrial, la producció clandestina s'intensificà encara més a les Terres altes, i es diu que la qualitat d’aquests whiskies és superior a la de les Terres baixes.
La destil·lació es va convertir en legal l’Excise Act de 1823.
A principis del segle xxi hi havia cinc grans àrees de producció: la vall del riu Spey (Speyside), les Terres altes, les Terres baixes, les illes Hèbrides i Campbeltown.

## Indumentària
La indumentària tradicional escocesa es caracteritza per l’ús de patrons de tartà de diverses formes. En la seva versió completa, es fa servir avui en dia només en ocasions específiques, com ara casaments, certes cerimònies oficials o fins i tot durant els Highland games.

### Tartà

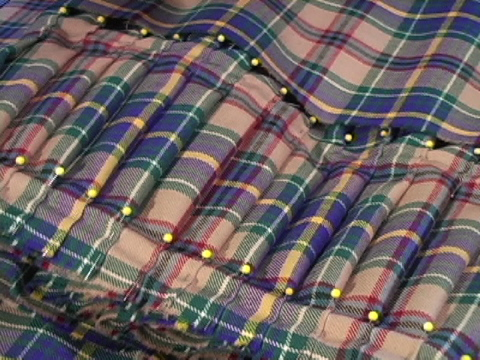
Els plecs d'un kilt de tartà.

El tartà és un teixit de llana amb quadres de colors, propi dels pobles celtes. És un patró de línies horitzontals i verticals que es creuen, de múltiples colors. L’ús de tarnans era reservat originàriament per a teixits, però actualment s'utilitzen en molts altres materials. Els kilts escocesos també es fabriquen gairebé sempre a partir d’un teixit amb un patró tartà.
Un tartà està format per bandes alternes de fil tenyides tant per a la trama com per a l'ordit. La trama es teixeix en sarja simple, l'ordit passa dos fils per sobre i dos per sota, progressant un fil amb cada passada. Això forma trames diagonals als llocs d’intersecció i crea nous colors a partir de la barreja dels dos tons originals. Els patrons resultants es repeteixen horitzontalment i verticalment en un patró original anomenat sett.
Fins al segle xix, els tartans eren simplement patrons de tela diferents, i es triava el tartà segons el gust de cadascú. No va ser fins a mitjan segle que es van associar tartans específics per a cada clans, família o fins i tot per a les institucions escoceses. A l'època moderna, el tartà sovint representa un clan escocès en concret. El patró consisteix en bandes alternes de fils de llana de colors teixits en angle. Els blocs de color resultants es repeteixen verticalment i horitzontalment, formant un patró distintiu de quadrats i línies, el sett. Els kilts quasi sempre estan decorats amb tartans. El tartà també s'anomena plaid a Amèrica del Nord, però a Escòcia aquesta paraula es refereix a un teixit de tartà llançat sobre l'espatlla o una manta.
El tartà s'ha incorporat de diverses formes a la moda contemporània. La marca Burberry és famosa pel seu tartà de fons ocre, el tartà també s'ha incorporat a la moda punk. A més, les seves reaparicions periòdiques a la moda l’han convertit en un tòpic present en l'obra de molts dissenyadors.

### Indumentària tradicional masculina i femenina

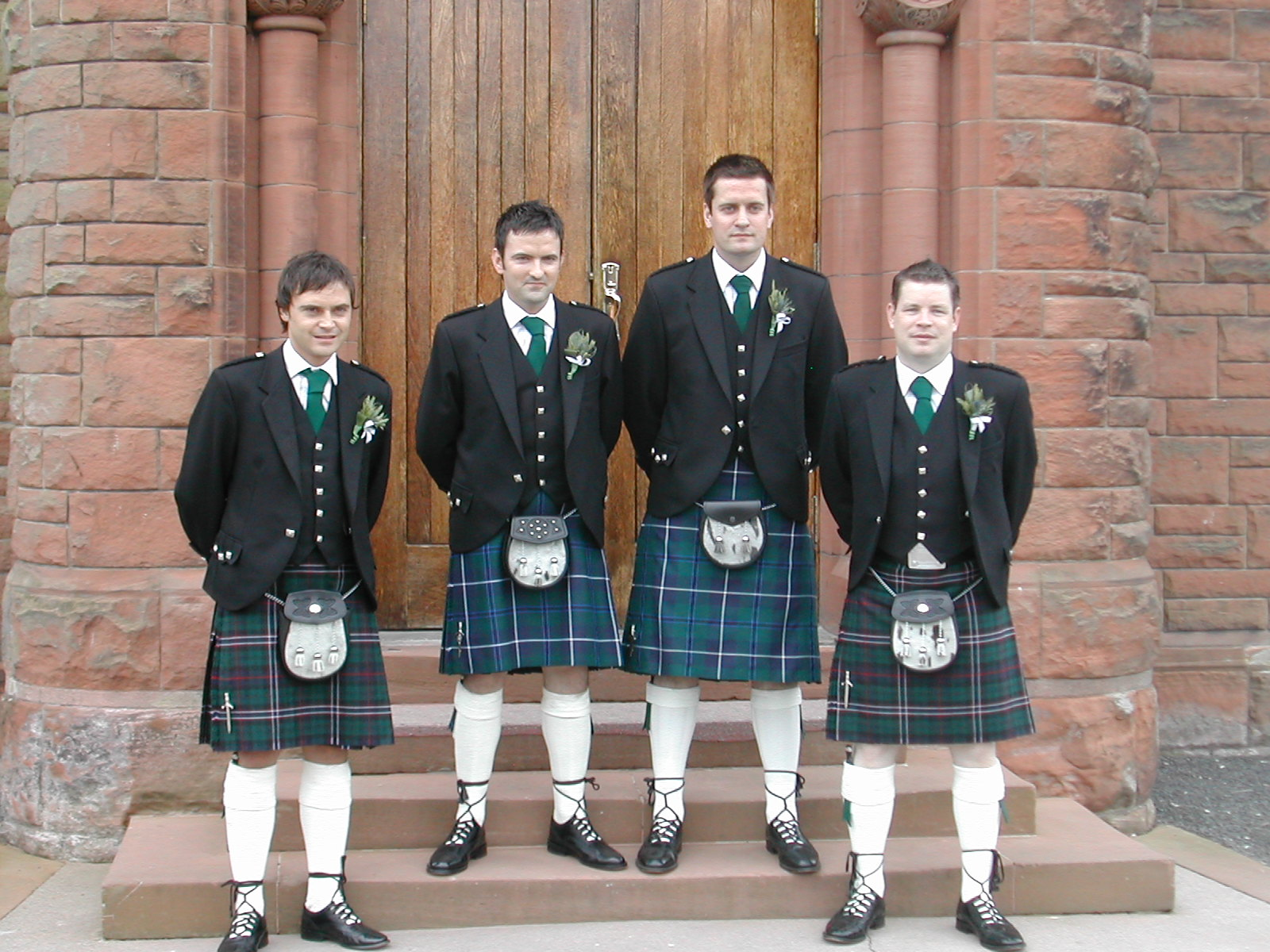
El nuvi i els seus testimonis amb l'indumentària tradicional.

La vestimenta tradicional masculina inclou un kilt (o, si es tracta de pantalons de tartan, trews). El sporran és una petita bossa que es porta al cinturó i que compensa l'absència de butxaques al kilt. Les sabates tradicionals són ghillies, sabates de cuir suaus i gruixudes lligades sobre el turmell. El sgian dubh és un punyal petit, fet originàriament a partir de la punta d’una espasa trencada, que es porta al mitjó dret. En ocasions formals, es porta una jaqueta curta de color negre, modelada al spencer, sobre una camisa blanca i un armilla negra. Aquest vestuari, anomenat vestit de Highland dress en anglès, es remunta al segle xix i es va popularitzar especialment durant la visita del rei Jordi IV organitzada per Walter Scott.
Tradicionalment, les dones no porten kilt, sinó llargues faldilles de tartan que s'aturen al turmell. En el cas de portar un vestit, es porta una bufanda de tartà —el sash— a l'espatlla, fixada per un fermall amb el símbol del clan, o crest.

### Celebracions

#### Dia de Sant Andreu
El patró d’Escòcia és Andreu apòstol. El dia de la festa, el 30 de novembre, és la festa nacional d’Escòcia des del 2006. És un dia festiu (Bank Holiday) i si el 30 de novembre fos dissabte o diumenge, les vacances s'ajornarien el dilluns de la setmana següent. En aquesta ocasió, els edificis oficials es decoren amb banderes i des del 2002 s'utilitza la Bandera d'Escòcia, no la bandera de la Unió, la bandera del Regne Unit.

#### Nit de Burns
Cada 25 de gener se celebra la Nit de Burns (Burns Night) que consisteix en una commemoració de la vida i l’obra de Robert Burns, autor de molts poemes en llengua escocesa. El 25 de gener de vegades es coneix com a Dia de Robert Burns (Robert Burns Day) i durant aquesta nit es fan els sopars de Burns (Burns dinners). El primer sopar va tenir lloc a finals del segle xviii a Ayrshire i va ser organitzat pels amics del poeta en l’aniversari de la seva mort, el 21 de juliol. La data ha canviat des de llavors, ja que aquests esdeveniments es van anar organitzant i regularitzant de manera posterior. La Nit de Burns pot ser una celebració més o menys formal, però sempre destinada a ser entretinguda. Un sopar relaxat es limitarà a haggis, whisky i lectura d'alguns poemes. Les celebracions més formals obeeixen tenen una organització i desenvolupament molt codificats.

#### Hogmanay

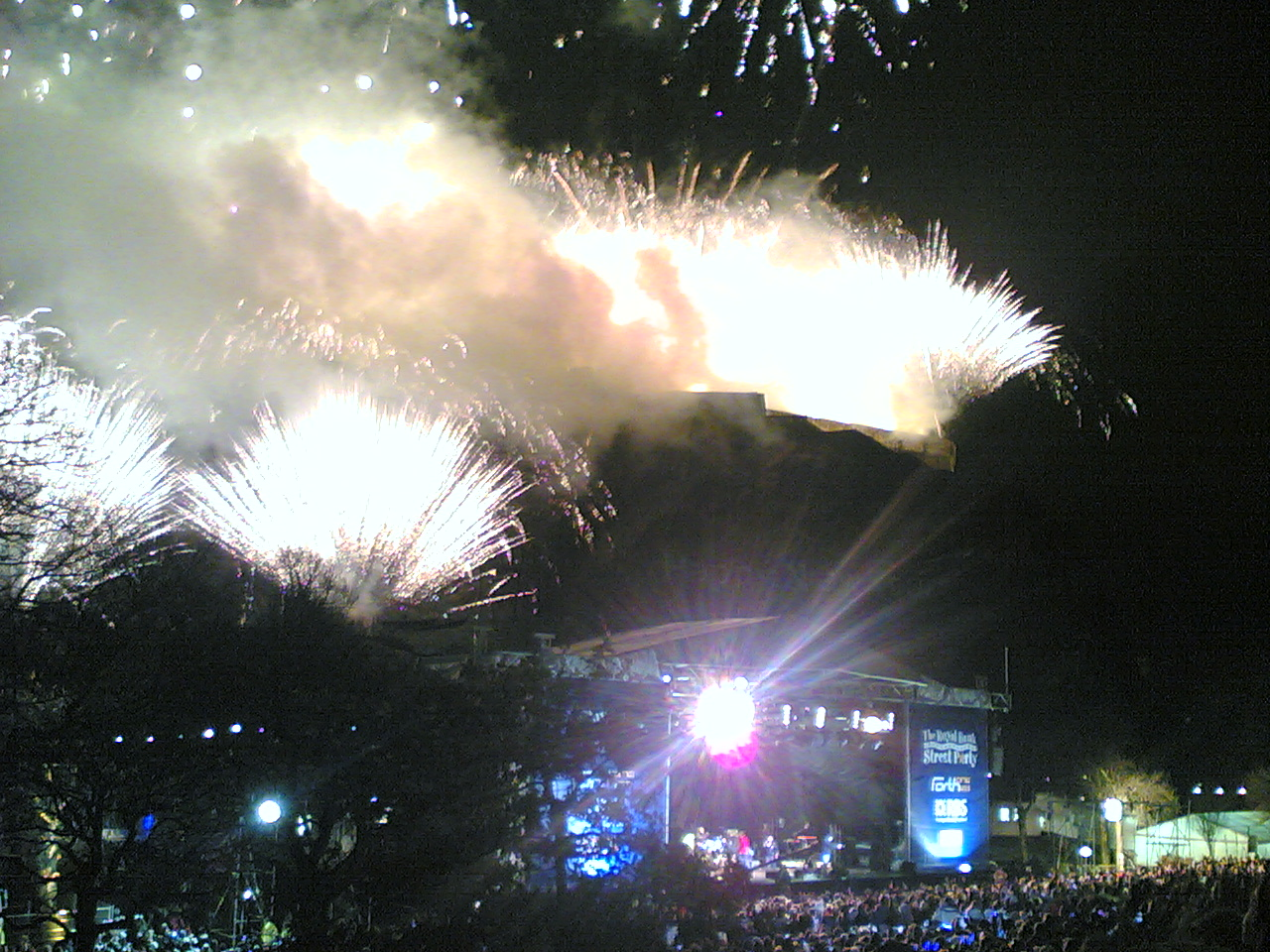
Hogmanay a Edimburg (Prince's Street Gardens).

Hogmanay (/ˌhɔgmə'ne:/) és el nom escocès per l'últim dia de l'any i és sinònim de celebracions de Cap d'Any en la tradició escocesa. La seva data oficial és el 31 de desembre. Tanmateix, aquesta data és només el començament d’una festa que dura tota la nit fins al matí del 1r de gener o sovint el 2 de gener. Les arrels de Hogmanay es remunten als festivals pagans del solstici d’hivern. A Europa, les Saturnals s'havien convertit en un esdeveniment festiu romà d’hivern: la gent el celebrava de manera totalment lliure i desinhibida. Els vikings celebraven les festes de Yule, que més tard es va convertir en els Dotze dies de Nadal, o Daft Days, tal com se'ls anomenava de vegades a Escòcia. Les festes hivernals van passar a la clandestinitat amb la Reforma, però van ser tolerades a finals del segle xvii.
Cada regió d'Escòcia té els seus propis costums únics per a Hogmanay. El fet de cantar Auld Lang Syne a la mitjanit, però, està estès per tota Escòcia. Abans de cantar el poema de Burns, el públic forma un cercle agafat de les mans i els braços s'entrellacen quan toquen les dotze campanades a la mitjanit. Tanmateix, el costum tradicional només requereix creuar els braços en l'última campanada.

## Esport
L'esport té un paper central en la cultura escocesa i ha estat fortament influït pel clima escocès, temperat i oceànic. De fet, hi predominen els esports per a tots els climes com el rugbi, el futbol i el golf. Tot i això, també s'hi practiquen moltes altres disciplines, fins i tot se n'hi van inventar de noves. És el cas, per exemple, del rugbi a 7, inventat el 1883 per un aprenent de carnisser d’Edimburg, el curling, el shinty, el lacrosse femení i el golf, que s'hi practica des del segle xv. Escòcia ha conegut a grans esportistes com Andy Murray, segon tennista mundial, i Chris Hoy, campió olímpic i múltiple campió del món de ciclisme en pista, que defensen els colors d'Escòcia en les seves respectives disciplines. En els esports de motor, podem citar el pilot Colin McRae, campió del món de ral·li el 1995.

### Futbol

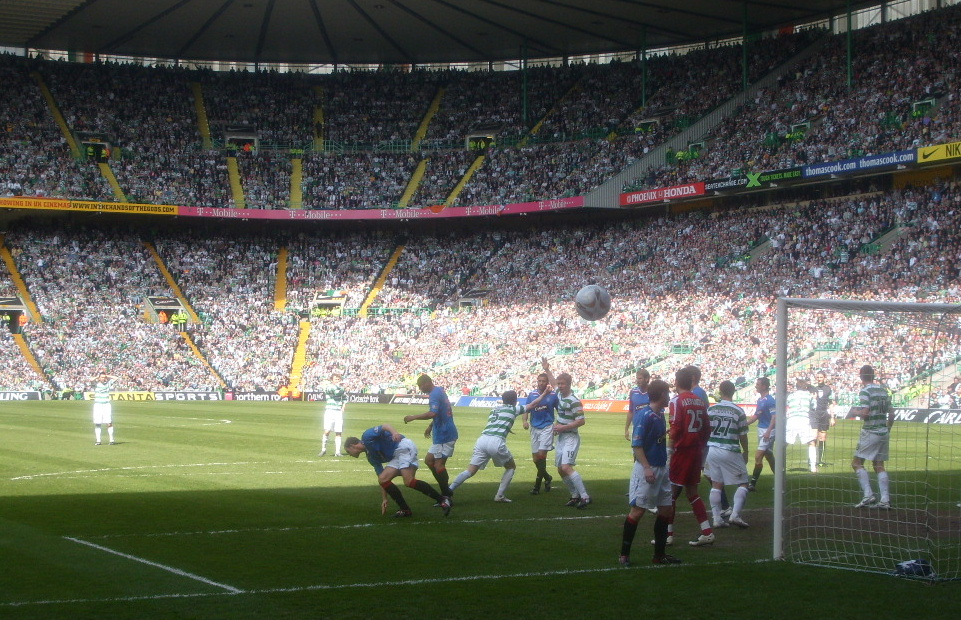
Partit del 27 d'abril de 2008 entre el Celtic FC i el Rangers FC de Glasgow (Old Firm).

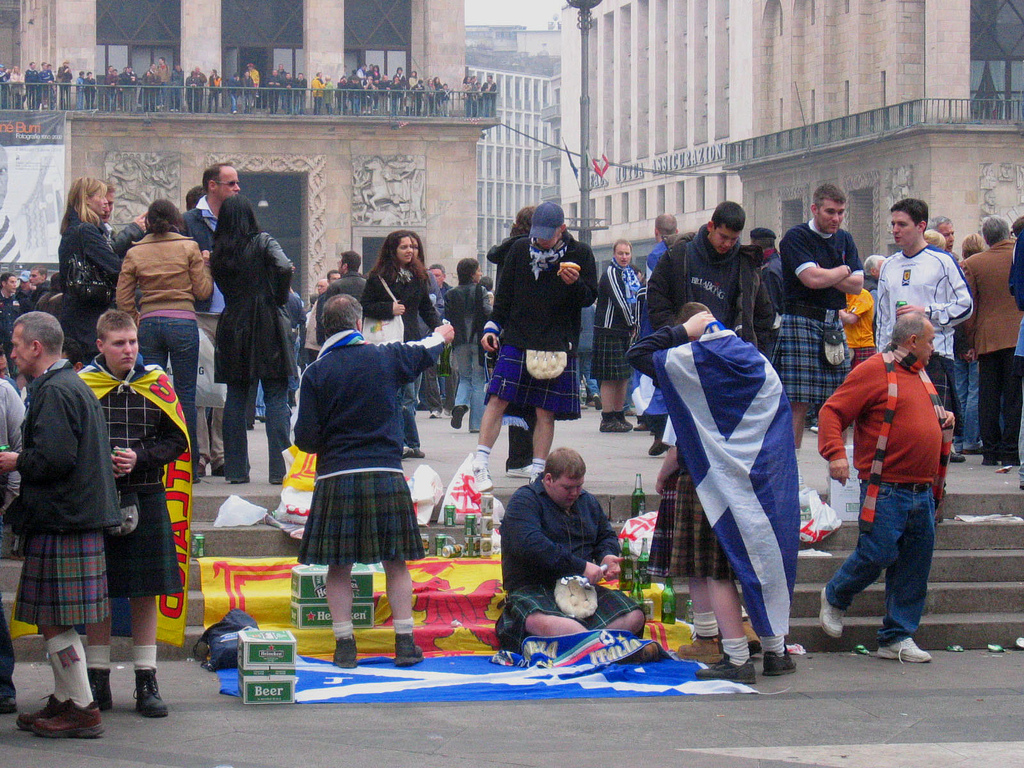
La tartan army, seguidors de la Selecció escocesa de futbol.

El futbol és un dels esports més populars a Escòcia, on de vegades se l’anomena The Beautiful Game. La federació escocesa és, després de la federació anglesa, la més antiga del món, i la Copa escocesa de futbol va ser la primera copa nacional que es va crear. L'Associació escocesa de futbol (Scottish Football Association o SFA en anglès) és l'associació que agrupa els clubs de futbol escocesos i que organitza, tant les competicions nacionals, com els partits internacionals per a la selecció nacional escocesa. Fundada el 1873, es va afiliar a la FIFA entre 1910 i 1920, entre 1924 i 1928 i des del 1946 fins a l'actualitat. És membre de la UEFA des de la seva creació el 1954.
L'selecció de futbol d'escòcia és l'equip format per una selecció dels millors jugadors escocesos. Representa Escòcia en les principals competicions internacionals de futbol com la Copa del Món, el Campionat d'Europa i els Jocs de la Commonwealth. Juntament amb la selecció d’Anglaterra, és l'equip nacional de futbol més antic. El 1872 van participar junts en el primer partit internacional oficial. L'equip escocès no pot, però, competir als Jocs Olímpics, ja que Escòcia no és membre del Comitè Olímpic Internacional. Els colors de l'equipació de la selecció escocesa són el blau marí i blanc.
Ja el 1906, el partit Anglaterra-Escòcia va atreure 102.000 espectadors a Glasgow i es va assolir un rècord de 150.000 espectadors a Hampden Park el 1937, una xifra mai igualada per a un partit entre seleccions nacionals a Europa. El futbol a Escòcia ha estat objecte des dels seus inicis de violentes rivalitats entre els seguidors, marcades sobretot per l’antagonisme religiós entre catòlics i protestants. Els clubs més afectats per aquestes rivalitats són probablement els clubs de Glasgow, el Celtic FC, que reuneix partidaris predominantment catòlics, i el Rangers FC, els partidaris dels quals són predominantment protestants. Des de 1888, aquests dos clubs s'han enfrontat cada any durant el Old Firm, un dels derbis europeus més importants, que va ser esmentat per l'escriptor George Blake a la seva novel·la The Shipbuilders (1935).

### Rugbi a 15

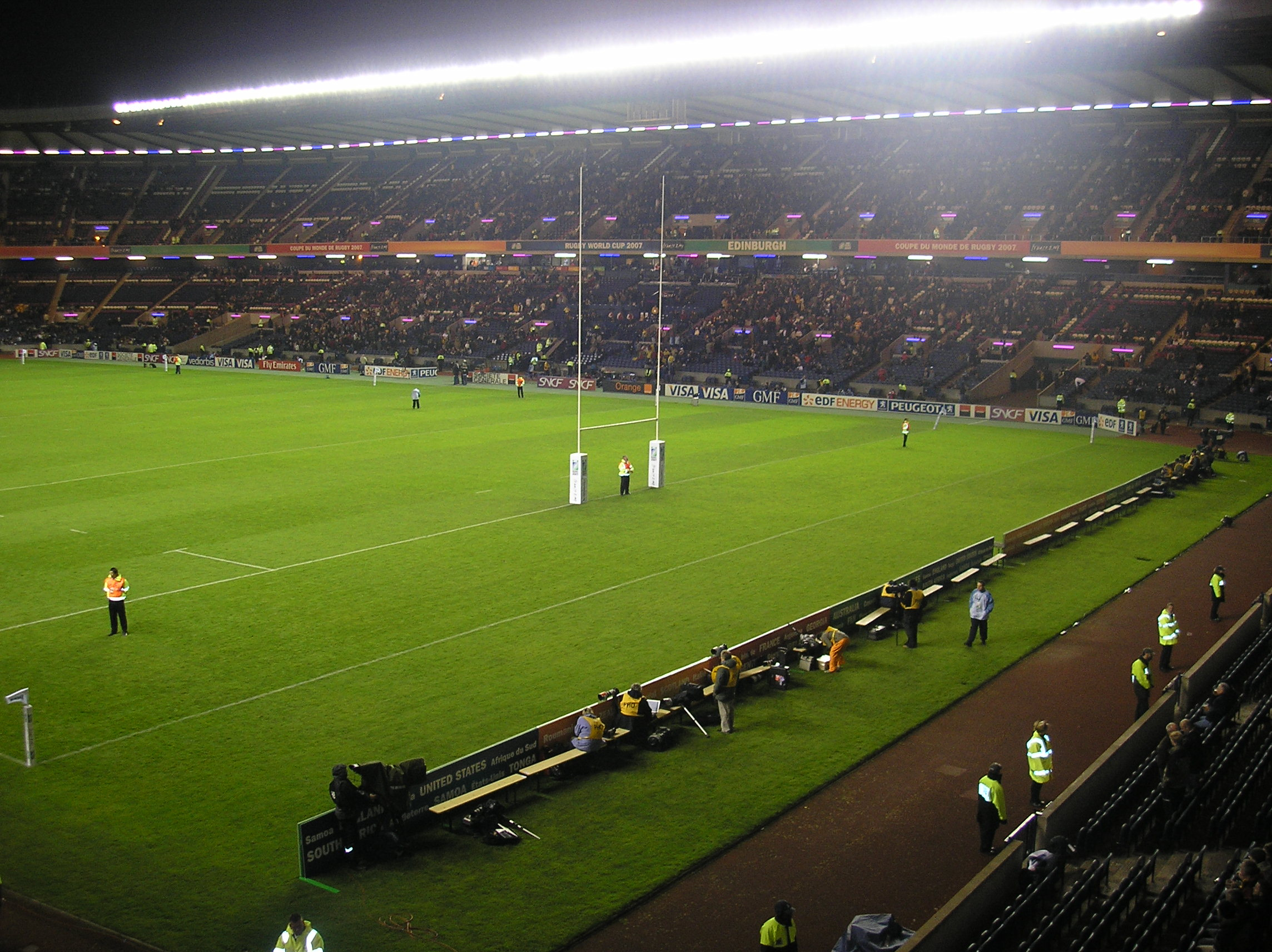
Murrayfield Stadium durant la Copa del Món de Rugby 2007.

El rugbi a 15 és un esport popular a Escòcia, amb uns 27.000 jugadors i 2.500 àrbitres el 2008. La seva història comença el 1871 amb el primer partit internacional, a Raeburn Place, entre Escòcia i Anglaterra. Des del principi, amb el Home Nations Championship 1883, Escòcia ha guanyat el torneig catorze vegades pel seu compte i ha compartit la victòria vuit vegades. A partir del 9 de març de 2009, la selecció de rugbi XV d'Escòcia ocupa el novè lloc al rànquing de les seleccions nacionals de rugbi i la seva última victòria es remunta al 1999. Juga a la Copa del Món de rugbi cada quatre anys.
La Scottish Rugby Union (SRU) és la federació encarregada d’organitzar i gestionar el rugbi a 15 a Escòcia. Fundada el 1873, és la segona federació de rugbi que es crea. L'SRU dirigeix les seleccions nacionals escoceses i supervisa les competicions de clubs (242 clubs afiliats) per a homes, dones i joves. També és propietari del Murrayfield Stadium a Edimburg, on l'equip nacional juga gairebé tots els seus partits a casa des del 1925.
El rugbi a 15 escocès sènior de primer nivell s'estructura al voltant de quatre nivells diferents de competició. El campionat escocès de rugbi el juguen clubs, la Lliga Cèltica i la Copa d’Europa de rugbi estan obertes a equips regionals i les altres competicions internacionals les juga la selecció nacional.

### Golf

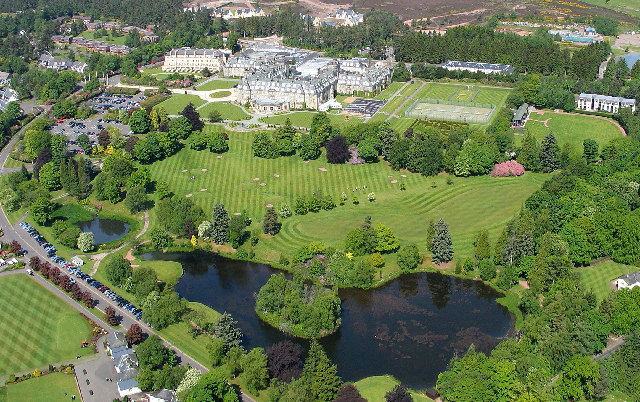
Vista aèria del recinte de l'Hotel Gleneagles.

El golf va aparèixer per primera vegada a Escòcia al segle xv i el joc modern del golf es va desenvolupar i establir al país. El joc va tenir un paper clau en la consciència esportiva nacional. Escòcia és considerada com el «país del golf», i el golf és una de les icones culturals d'Escòcia, un argument s'utilitza sovint amb finalitats de promoció turística. Els golfistes van representar al voltant del 2% dels turistes que van visitar Escòcia el 2004.
El Royal and Ancient Golf Club de St Andrews, fundat el 1754, és, juntament amb l'Honorable Company of Edinburgh Golfers, un dels clubs de golf més antics del món. Va ser, fins al 2004, una de les autoritats reguladores de l'esport. Aquesta funció ha estat ocupada des de llavors per R&A. El primer Open britànic es va celebrar al Prestwick Golf Club el 1860.
Tot i que en altres parts del món el golf es considera un esport d’elit, a tota Escòcia es juga pel conjunt de la societat o, almenys, per jugadors de classe social més humil que en altres parts del món. Molts camps de golf són propietat de comunitats locals amb taxes d’entrada baixes, inclosos cursos de prestigi com el Old Course de St Andrews o els Musselburgh Links. El 1681, el duc de York, per tal d'enfrontar-se a dos senyors anglesos després de discutir sobre l’origen anglès o escocès del golf, va escollir com parella el sabater John Patersone, considerat el millor jugador de la regió.

### Shinty

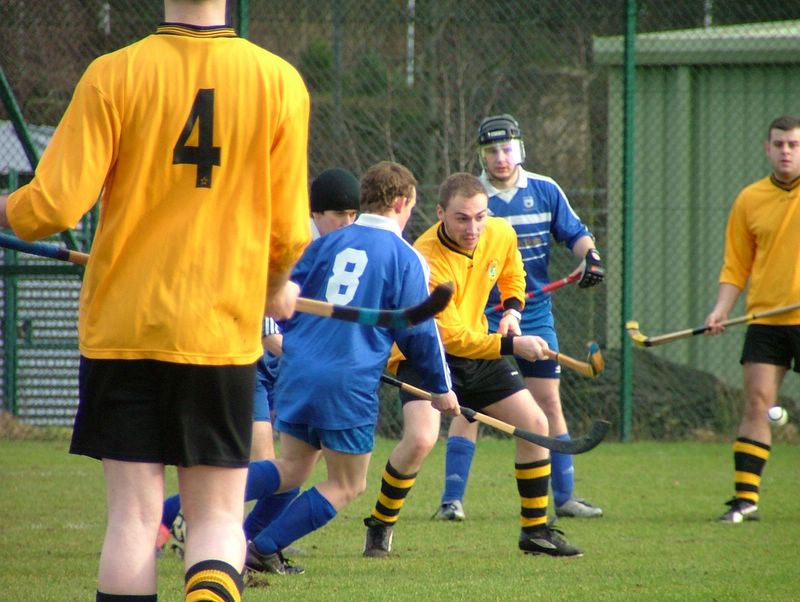
Partit de shinty.

El Shinty (camanachd o iomàin en gaèlic escocès) és un esport d'equip amb dos equips de dotze jugadors, equipats amb uns pals corbs, anoments camàn. L’objectiu és fer entrar la pilota propulsant-la amb els cànam com en l'hoquei sobre herba. Procedeix del mateix esport antic que el hurling irlandès i el 2009 es practicava gairebé exclusivament a les Highlands.
Es diu que el nom del joc derivaria del terme gaèlic seanntag («saltar» o «botar»).
La federació de shinty és la Camanachd Association.

### Highlands Games
Els Highland Games són esdeveniments esportius que tenen lloc durant tot l'any, a Escòcia i altres països, amb l'objectiu de celebrar la cultura escocesa i, principalment, el patrimoni cultural i esportiu de les Terres altes. Alguns aspectes dels jocs s'han convertit en emblemàtics d'Escòcia, com les desfilades de gaiters, els participants vestits amb kilt i les proves de força. Els més famosos són probablement el joc d'estirar la corda (en anglès: tug o'war) i el llançament de tronc (en anglès: caber tossing). Aquest últim, consisteix en llançar troncs d'entre 5 i 6,5 metres que han d'aterrar perpendicularment al terra. Si bé alguns remunten la tradició dels Highlands Games fins al segle xi i al rei Malcolm III d'Escòcia, els jocs en la seva forma actual es van desenvolupar al segle xix, durant el període victorià, després dels Clearances.
Tot i que se centren en competicions de gaites, tambors majors, danses de les Terres altes i proves de força, els Highland Games també són escenari d’actuacions i exposicions relacionades amb diferents aspectes de la cultura tradicional escocesa, i particularment el gaèlic.
Els jocs celebrats a Dunoon cada agost, anomenats Cowal Games, són els més importants celebrats a Escòcia, amb gairebé 3.500 participants i de quinze a vint mil espectadors de tot el món. A nivell mundial, els jocs que atrauen més gent tenen lloc als Estats Units, iniciats pel Caledonian Club de San Francisco, fundat el 1866.

## Creences

### Religió

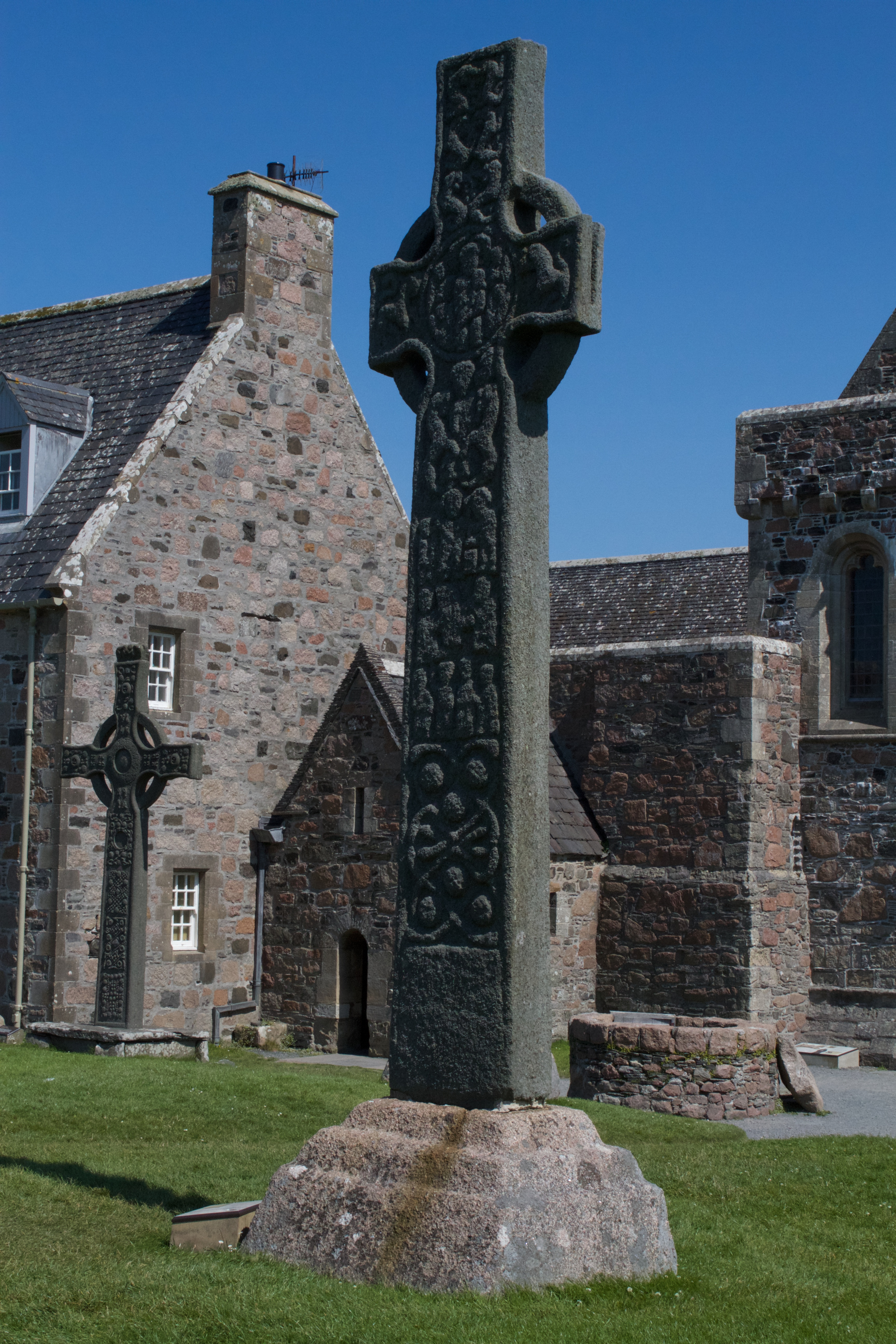
La creu de Sant Martí davant de l'abadia d'Iona, un dels primers centres religiosos de les Illes Britàniques.

Escòcia, com totes les nacions que formen part del Regne Unit, és un estat de tradició cristiana. L'Església d'Escòcia, també coneguda com a Kirk, és reconeguda com l'església nacional del país en virtut de la Llei de l'Església d'Escòcia de 1921(Church of Scotland Act 1921). Tanmateix, això no li dona estatus d’església oficial i continua sent independent del poder polític. Després de la Revolució Gloriosa de 1688, els sdeptes a una forma episcopaliana de govern de l'església van ser expulsats de les congregacions de l'Església d'Escòcia. Es van unir a l'Església episcopaliana escocesa, que ara forma part de la comunitat anglicana.
Les divisions dins dels presbiterians escocesos (cisma de 1843) van conduir a la creació d’esglésies dissidents, com l’Església Lliure d’Escòcia, que s'emmarca en una forma conservadora de calvinisme.
També hi ha altres branques, com els metodistes, els congregacionalistes i l'Església de Jesucrist dels sants dels darrers dies.
En general, les diferents branques del protestantisme escocès han marcat fortament la vida quotidiana a Escòcia, amb particularment el respecte estricta del sàbat cristià. Aquest descans total dels diumenges continua essent rellevant en l’actualitat, sobretot a les Hèbrides, amb una gran població presbiteriana, on la introducció d’un servei de ferri a Harris els diumenges, per part de la companyia Caledonian MacBrayne, va provocar una queixa general el 2006.
L'església més important d’Escòcia després de l’Església d’Escòcia és l'Església Catòlica Romana, que va sobreviure a la Reforma, especialment a illes com Uist i Barra, tot i estar prohibida del segle xvi al segle xviii, i reuneix al voltant del 20% de la població. L'església catòlica romana es va reforçar a l'oest d'Escòcia amb la immigració irlandesa al segle xix. Aquest fenomen va continuar al segle xx, gràcies a la immigració de molts catòlics d'Itàlia i Polònia. La major part d’Escòcia, i principalment la regió central al voltant de Glasgow, va patir problemes de sectarisme, inclosa la rivalitat entre dos equips de futbol: els Celtics, d’obediència catòlica, i els Rangers, d’obediència protestant.
Recentment s'han introduït altres religions gràcies a la immigració però també per la conversió. Els grups més nombrosos són l'hinduisme, el sikhisme i diverses formes d'islam, introduïdes principalment per immigrants de l'Àsia meridional. L’islam és la religió no cristiana més gran d’Escòcia, amb uns 50.000 adherents, tot i que representa menys de l’1% de la població. Altres religions minoritàries inclouen el budisme, el bahaisme i el moviment rastafari. També hi ha petits grups neopagans i diverses organitzacions que defensen el racionalisme i el laïcisme.
Una part de la població d'Escòcia (28%) es declara «sense religió». Es tracta de la «religió»més freqüentment registrada al cens del 2001 després de l'Església d'Escòcia.

### Mitologia

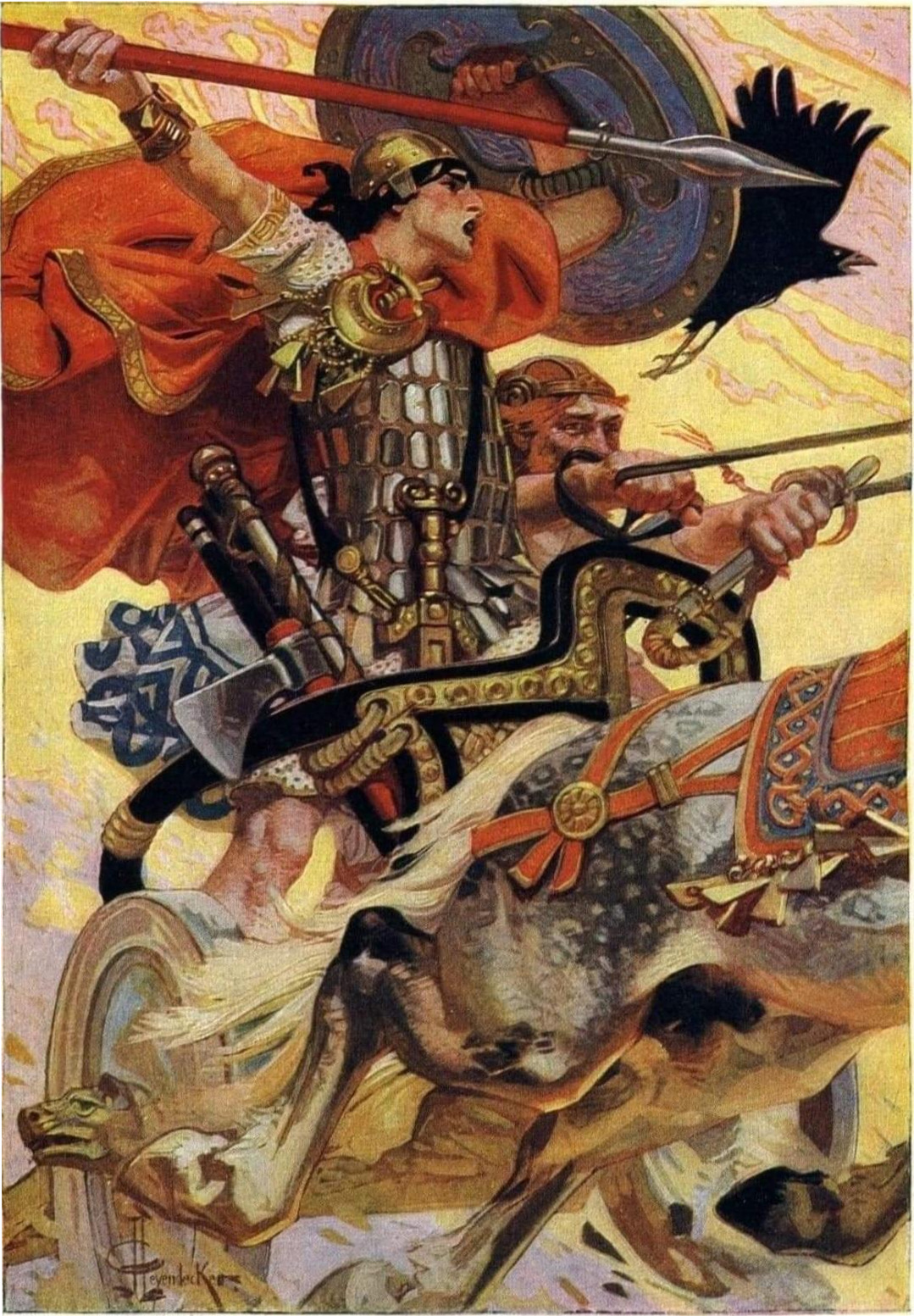
L'heroi del cicle de l'Ulster Cú Chulainn a la batalla.

La mitologia escocesa és el conjunt de mites i llegendes populars a Escòcia. Alguns, organitzats en cicles —com el cicle de l'Ulster i el cicle fenià— es comparteixen amb la mitologia irlandesa i alguns aspectes, propis d’Escòcia, no apareixen a les versions irlandeses conegudes. Les llegendes escoceses són riques en criatures fantàstiques, especialment a les Hèbrides, així com en manifestacions sobrenaturals com les aparicions de fantasmes, presagis i el do de la segona vista.
Les narracions del cicle de l’Ulster reflecteixen els forts vincles lingüístics i històrics entre l’Ulster i l’Escòcia Occidental. Escrit principalment en prosa, el cicle té lloc durant el regnat del rei Conchobar mac Nessa, aproximadament entre el 30 aC. i el 35 dC. Al voltant de vuitanta històries descriuen una societat guerrera, on els druides i els bards eren poderosos. Molts herois figuren en les llegendes del cicle; Cú chulainn és una de les figures preeminents, que apareix, entre d'altres, al Táin Bó Cúailnge (en gaèlic: «Incursió en el ramat de Cooley»), on la reina Medb envaeix l’Ulster per apoderar-se del brau que li falta per ser tan rica com el seu marit. A l’illa de Skye, la serra de Cuillins prendria el nom del de l’heroi. El manuscrit de Glenmasan, datat al segle xv, reflecteix específicament adaptacions escoceses del cicle.

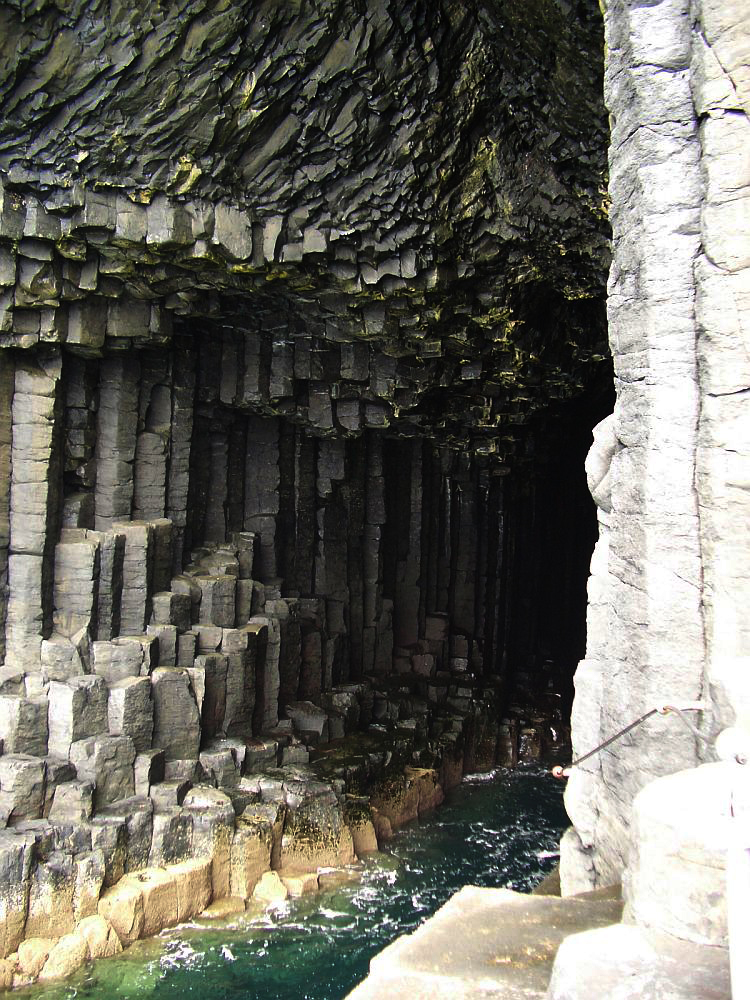
L'entrada a la cova de Fingal.

El cicle fenià, més tardà i narrat en vers, se centra en la història de Finn mac Cumhaill i els seus companys, els Fianna. Les llegendes semblen tenir lloc al segle iii i es distingeixen d'altres cicles de llegendes celtes per la seva forta associació amb les comunitats gaelòfones d'Escòcia, i molts textos són específics d'aquest país, tot i que les fonts principals són irlandeses. Es diu que el cicle fenià va donar lloc a una llarga tradició oral, que hauria estat traduïda del gaèlic a l’anglès per l'escriptor James Macpherson al segle xviii en els seus poemes ossians. A Finn se li atribueixen moltes característiques geogràfiques, com la Calçada del Gegant a Irlanda per arribar a Escòcia a peu. També va donar el seu nom a la cova de Fingal d'Escòcia, que mostra el mateix basalt hexagonal característic de la Calçada del Gegant.
A les llegendes escoceses hi habiten moltes criatures fantàstiques. Generalment s'associen a un loch, ja sigui de mar o d’aigua dolça. L'each uisge és un cavall malvat, generalment negre, i porta tots aquells qui el cavalquen, fins al fons del llac on habita per devorar-los. Al riu hi podem trobar el kelpie una criatura generalment considerada inofensiva. El monstre del llac Ness és una llegenda d’aparició recent, desenvolupada des de la dècada de 1930 a partir d'una llegenda més antiga d’un monstre que habitava el llac, i que es diu que Sant Columban va desterrar al voltant del segle vii. El brownies és un petit geni domèstic, de vegades entremaliat, que fa les tasques domèstiques de nit a la casa on s'ha instal·lat.
Altres aparicions estan relacionades amb fortes creences escoceses en presagis i segona vista. Per tant, el banshee (Sith bean en gaèlic escocès) és un esperit femení que anuncia la mort pels seus udols, els keenings, i de vegades, es presenta sota la forma d’una rentadora.

## Influència cultural

### Dia del Tartà

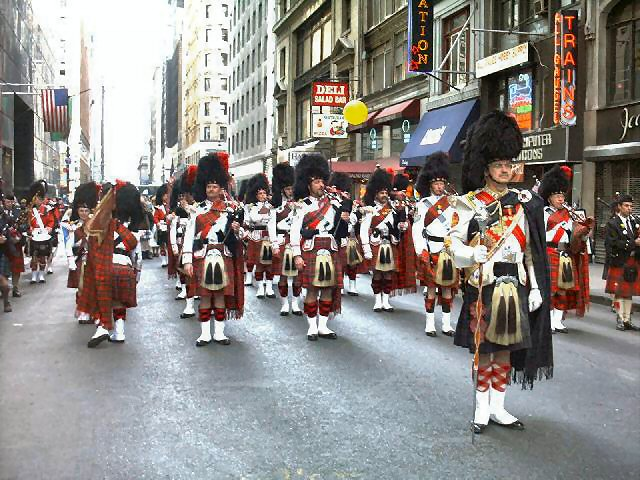
Tocadors de gaita desfilant pels carrers de la ciutat de Nova York el Dia del Tartà del 2002.

El Dia del Tartà no és una celebració escocesa, sinó una celebració nord-americana. Celebra els vincles històrics i actuals que existeixen entre Escòcia i els descendents d’immigrants escocesos a Amèrica del Nord. Se celebra el 6 d’abril, aniversari de la Declaració d’Arbroath de 1320.
El 1982, esperonat pel Caledonian Club de Nova York, el governador Hugh Carey de l'estat de Nova York i l'alcalde Ed Koch de Nova York van declarar l'1 de juliol de 1982 com a Dia del Tartà, una celebració del 200è aniversari de la derogació de l'Act of Proscription del 12 d'agost de 1747, que prohibia als escocesos portar tartà. El 20 de març de 1998 als Estats Units, es va adoptar per unanimitat la Resolució 155 (S. Res. 155) proposada pel republicà Trent Lott, aleshores líder del partit majoritari. El 6 d'abril ha estat declarat oficialment pel Senat dels Estats Units com un dia de celebració de la contribució feta per generacions d'escocesos-americans a la prosperitat dels moderns Estats Units.
Al Canadà, la idea d’un Dia dels escocesos, immediatament rebatejada com a Dia del Tartà amb l’objectiu de promoure la identificació del patrimoni escocès, va començar a instàncies de la Federació de clans escocesos (o Clans) de Nova Escòcia el 1986. Després que Jean Watson, el president del clan Farquharson, en fes una petició, se'n va adoptar una primera moció el 1987. El 19 de desembre de 1991, en resposta a l’acció iniciada pels clans i diverses societats escoceses al Canadà, El govern d'Ontario aprovà una resolució que proclama l'aniversari de la Declaració d'Arbroath (6 d'abril de 1320) com a Dia del Tartà, amb aquesta data que marca la celebració de les seves arrels escoceses. Tots els nord-americans d’ascendència escocesa estan convidats a portar el tartà aquest dia.

### Ballet romàntic

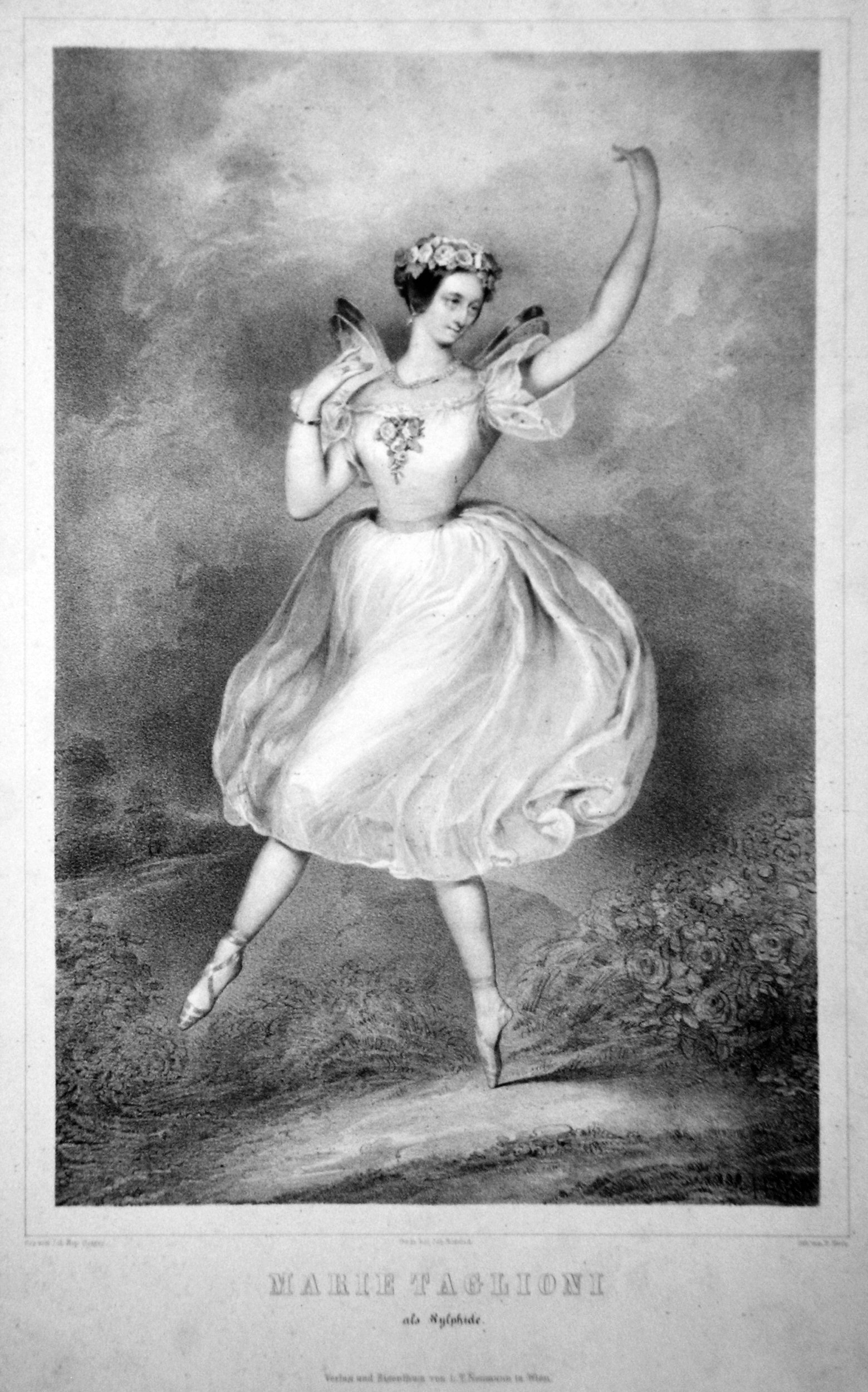
La ballarina Marie Taglioni en el paper de Sílfide.

El ballet romàntic La Sílfide, creat el 1832 a l'Opera Garnier de París amb Marie Taglioni en el paper principal, va ser el primer ballet en què una ballarina va efectuar la tècnica de les puntes. El llibret d'Adolphe Nourrit, inspirat en el conte Trilby de Charles Nodier (1822), està ambientat a Escòcia i explica la història d’un jove escocès, James, que és estimat per una sílfide, que només ell pot veure. Durant el primer acte, segons la tradició del ballet de colors, els vestits dels ballarins s'inspiren en els vestits tradicionals, en aquest cas escocesos. Es diu que la coreografia, inspirada en danses tradicionals escoceses, és de mig caràcter. El segon acte es troba en la tradició del ballet blanc, que va ajudar a establir, i es distingeix per passos lleugers i airosos que s'oposen a la coreografia del primer acte. La Sílfide va ser, juntament amb Giselle, un dels elements fundadors del «gran ballet romàntic», i es va copiar extensament al llarg del segle xix.

### Robert Burns a Rússia
A Rússia, Robert Burns és considerat com el «poeta del poble». Durant el període soviètic, les seves obres, traduïdes al rus, es van incorporar a la propaganda estatal, que el considerava l’arquetip del poeta popular. La traducció de Samouil Marchak, publicada el 1924, va ser particularment popular, ja que va vendre més de 600.000 exemplars en aquell moment. Rússia també va ser el primer país a honorar oficialment Burns amb un segell commemoratiu emès el 1956, deu anys abans que el Regne Unit. Actualment, la seva poesia encara es troba als plans d'estudis escolars russos al costat dels poetes russos.

### Promoció de la cultura per a l'economia
Alasdair Macleod, del Consell de les Hèbrides Exteriors, va dir: "No necessitem tenir tartà sempre, però hi ha un benefici en el tartà, les gaites i el ball de les Terres altes: [es pot] reunir tot això per vendre-ho al món i atraure la gent a venir i oferir un benefici econòmic». La promoció de la imatge d’Escòcia a través d’elements culturals coneguts també és una de les maneres per a les empreses de promocionar els seus productes a l'estranger. Scotland the Brand es va fundar amb aquesta finalitat el 1994 i tenia fins a més de 400 empreses abans de liquidar-se el 2004. Haurà costat un total de 10 milions de lliures esterlines, dels quals 6 per als contribuents i 4 per a les empreses. Actualment Keep Scotland the Brand és una associació que té com a objectiu recuperat el distintiu Scotland the Brand per tal de promocionar el consum de productes locals.